# United States Army
Die United States Army (U.S. Army) ist das Heer der Streitkräfte der Vereinigten Staaten und der größte der acht uniformierten Dienste der Vereinigten Staaten. Sie wurde im Jahre 1775 während des Amerikanischen Unabhängigkeitskrieges aufgestellt und trug maßgeblich zur Entstehung der Vereinigten Staaten bei. Der Auftrag der Army, wie sie im offiziellen Sprachgebrauch genannt wird, ist die Wahrung US-amerikanischer Interessen im Ausland, aber auch die militärische Verteidigung der Vereinigten Staaten gegenüber anderen Staaten. Dazu unterhält sie Stützpunkte in der ganzen Welt.
Die Army verfügte im September 2020 über 480.893 aktive Soldaten. Dazu hat die Army National Guard 336.129 und die Army Reserve 188.703 Soldaten. Bei Einbeziehung der beiden Reserveinstanzen hatte die Army im September 2020 eine Stärke von 1.005.725 Soldaten. Zusätzlich verfügte sie im September 2020 über 252.747 zivile Mitarbeiter. In der Personalstärke übertroffen wird die U.S. Army vom Heer der Volksrepublik China, dem Indischen Heer sowie dem Heer Nordkoreas.
Die U.S. Army war an allen großen Kriegen des 20. Jahrhunderts sowie an Dutzenden Interventionen der Vereinigten Staaten beteiligt. Seit dem Zweiten Weltkrieg gilt sie als das bestausgerüstete und mobilste Heer der Welt. Der Begriff United States Army wird häufig ungenau als „US-Armee“ ins Deutsche übersetzt. Tatsächlich umfasst er nur die Teilstreitkraft Heer, während unter der Armee eines Landes in der deutschen Sprache in aller Regel die Gesamtheit der Streitkräfte verstanden wird. In den Vereinigten Staaten können mit dem Begriff Army zusätzlich die beiden Reservekomponenten Bundesreserve (United States Army Reserve) und Nationalgarde (genauer die Army National Guard) gemeint sein. Dieser Artikel beschränkt sich auf das Berufsheer, die Regular Army.

## Geschichte

### Vorgeschichte bis zum Ende des 18. Jahrhunderts

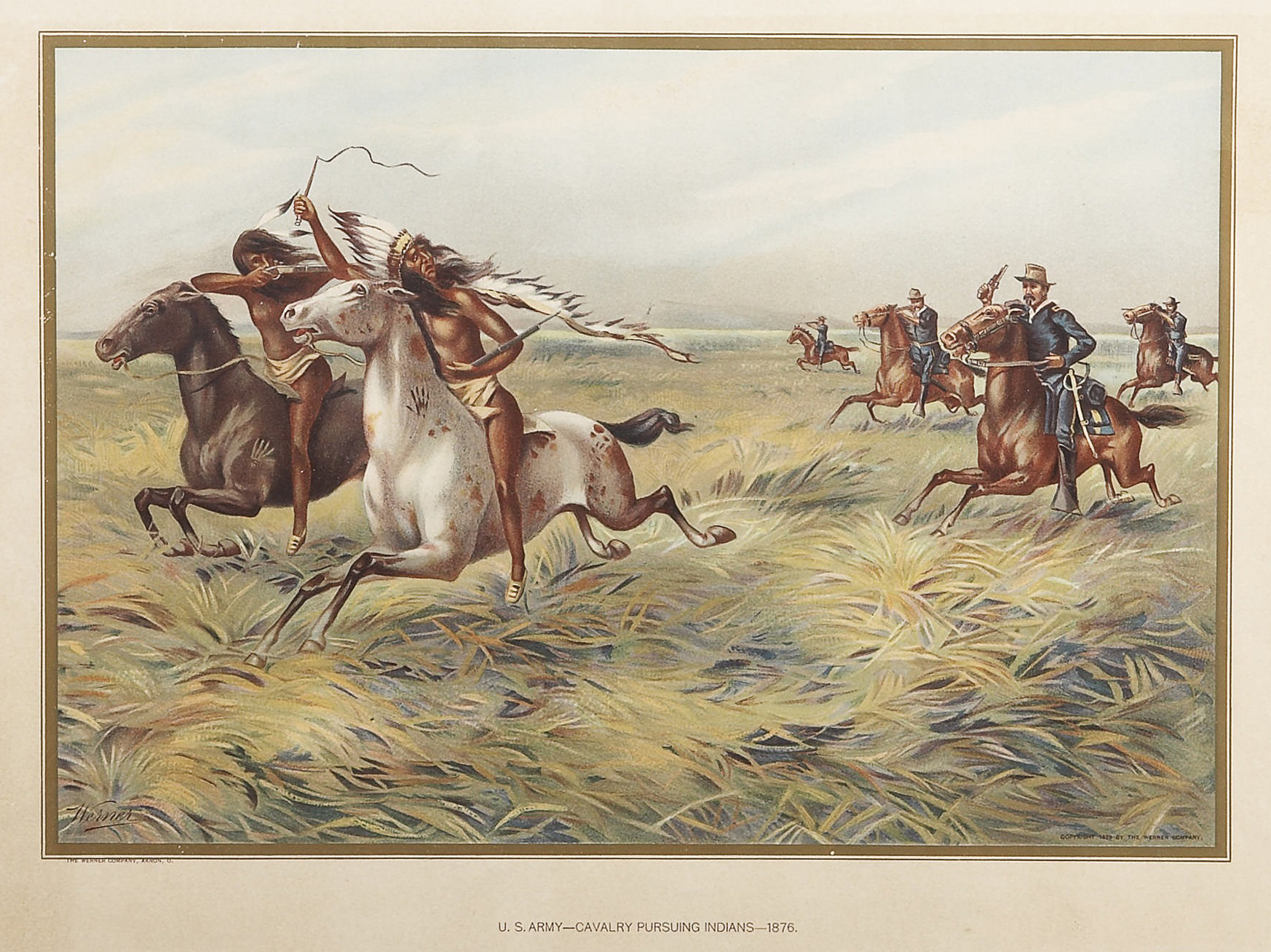
Farblithographie zu den Indianerkriegen von 1899

Die militärische Neuzeit auf nordamerikanischem Territorium begann mit der Ankunft der ersten Siedler im frühen 17. Jahrhundert. Gemäß ihrer Herkunft orientierten sich die Bewaffneten unter den Siedlern an britischen Militärtraditionen, mussten sie jedoch an neue Bedingungen anpassen, wie die geringe Besiedlung und das spontane Vorgehen der Indianer. Vor dem Hintergrund wiederkehrender Auseinandersetzung mit den Indianern glichen sich die Taktiken der beiden Bevölkerungsgruppen aneinander an, wobei die Siedler aus einer stärkeren militärischen Tradition aus Europa schöpften. Später gingen die Siedler dazu über, sich kollektiv zu verteidigen, indem sie entlang der durch die Besiedlung konsolidierten Grenzen Forts errichteten.
Das Milizsystem, das sich im britischen Mutterland nach der gewaltsamen inneren Konsolidierung durch Oliver Cromwell und die Zuwendung zur europäischen Prestigepolitik als zunehmend untauglich erwiesen hatte, erfuhr in Nordamerika eine Renaissance. Dies lag daran, dass es durch seine lockere Organisation und seinem Ursprung im britischen Ritterwesen in Verbindung mit den neuen Taktiken individuellen Einsatz und individuelle Verantwortung betonte. 1747 gründete die Britische Krone die erste stehende Einheit auf nordamerikanischem Boden, wobei diese His Majesty’s First Independent Company of American Rangers ausschließlich aus Männern aus den Kolonien bestand. Einer ihrer Hauptleute war Robert Rogers. Aus ihren Einsätzen lernte diese Einheit schnell von den Franzosen und von den Taktiken der Indianer, wie zum Beispiel den Hinterhalt oder den Kampf im Wald, die zuvor nicht gebräuchlich waren. Sie waren in ihrer Heimat im Krieg gegen die Franzosen eingesetzt.

#### Aufstellung

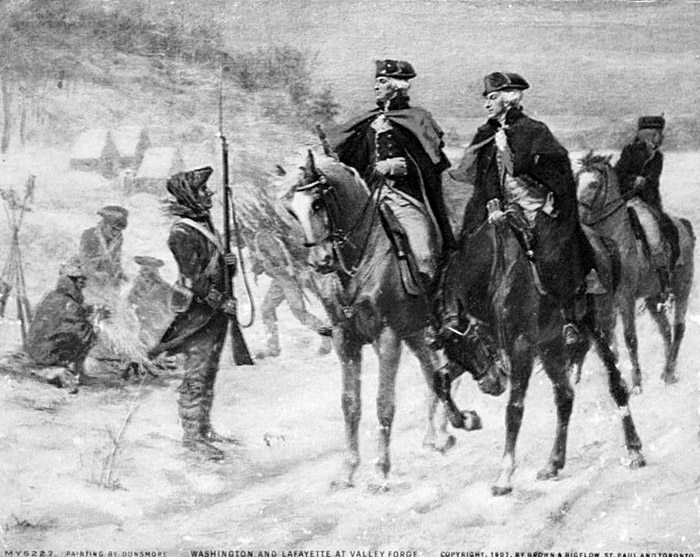
George Washington und Lafayette im Forge-Tal. Kopie eines Gemäldes von John Ward Dunsmore aus dem Jahre 1907.

Am 14. Juni 1775, nach Ausbruch des Amerikanischen Unabhängigkeitskrieges, hob der Kontinentalkongress zehn Kompanien für Operationen zu Lande aus und ernannte George Washington zum Oberbefehlshaber der „Kontinentalarmee“, die für die bisher unorganisierten Milizen und Freiwilligen eine Kommandostruktur bieten sollte. Sie war zu diesem Zweck in sechs regionale Departements eingeteilt. Der Kontinentalarmee stand ein erfahrenes, gut organisiertes und ausgerüstetes Kontingent der britischen Krone mit Unterstützung hessischer Söldner gegenüber. Den für die Unabhängigkeit kämpfenden Kräften gelang es, so lange einen vernichtenden Schlag der königlichen Truppen zu vermeiden, bis nach und nach die diplomatisch gewonnene Unterstützung griff. Der ehemalige preußische Offizier Friedrich Wilhelm von Steuben verbesserte Organisation und Ausbildung der Kolonistentruppen, während der Franzose Pierre Augustin Caron de Beaumarchais die Bewaffnung entscheidend verbesserte.
Derart verstärkt begegnete die Kontinentalarmee den Briten zunehmend in offener Feldschlacht. Deren Position verschlechterte sich durch Versorgungsschwierigkeiten und die Zerstreuung der Truppen in der Region zunehmend, sodass sie den Krieg verloren. Bis zur endgültigen Abwehr der Briten starben 4000 Soldaten der Kontinentalarmee. Thomas Jefferson gründete 1802 in West Point, New York, die United States Military Academy. Sie war in den Vereinigten Staaten die erste ihrer Art und wurde auf einem der strategisch wichtigsten Vorposten des Krieges errichtet. Die US Military Academy brachte viele militärische und politische Führungspersönlichkeiten in jeder historischen Epoche des Landes hervor, unter anderem Ulysses S. Grant und Dwight D. Eisenhower.

#### Ausführung der US-amerikanischen Indianerpolitik
Anfang 1790 wurde General Arthur St. Clair mit der Landgewinnung im Gebiet der heutigen US-Bundesstaaten Indiana und Ohio und damit mit der systematischen Vertreibung der dortigen Indianer beauftragt. Dies dauerte fünf Jahre, da St. Clair zusätzlich Befestigungen und eine bleibende militärische Infrastruktur aufbaute. Insgesamt vertrieb die Army noch bis 1891 Indianer aus ihren Siedlungsgebieten. Im Gegensatz dazu leitet die US Army Teile ihrer Tradition von den Indianern ab, wie zum Beispiel die Namensgebung ihrer Hubschrauber.

### 19. Jahrhundert

#### Britisch-Amerikanischer Krieg von 1812
Im Nachgang des Unabhängigkeitskrieges nutzte Großbritannien seine Seemacht dazu, der jungen amerikanischen Nation ihre Verwundbarkeit zur See zu demonstrieren. Während der Napoleonischen Kriege zwischen Großbritannien und Frankreich wurden auch die Seerechte der neutralen USA verletzt. Die Royal Navy brachte amerikanische Schiffe auf, zwangsrekrutierte amerikanische Seeleute und blockierte neutrale Seehäfen, um den Handel mit Frankreich zu unterbinden. Diese Ereignisse nahm der damalige Präsident James Madison am 18. Juni 1812 zum Anlass, Großbritannien den Krieg zu erklären, mit dem Ziel, den Osten Kanadas zu erobern. Ebenso wie die Marine war auch das Heer dem britischen Gegenüber unterlegen, spekulierte jedoch auf den Überraschungseffekt, die Ortskenntnis und den stärkeren politischen Willen.
Die meisten Kämpfe zwischen den Streitkräften beider Nationen fanden an der Grenze zwischen den Vereinigten Staaten und dem heutigen Kanada sowie in der Gegend der Chesapeake Bay statt. Es gelang den zunächst desorganisierten und schlecht ausgerüsteten Amerikanern jedoch nicht, einen entscheidenden Sieg über die Briten zu erringen, obwohl das Heer sich im Laufe des Krieges professionalisierte. Zum ersten Mal spielten Artillerieeinheiten der Army eine gewichtige Rolle in den Schlachten. Die Amerikaner erreichten somit nicht ihr Ziel, die ihnen mittlerweile verhassten Briten endgültig aus Nordamerika zu verdrängen. Die von den Briten geplante Eroberung von Baltimore und New Orleans (letztere mit Hilfe der Franzosen) konnten sie verhindern. Da sie einen weitaus massiveren Einsatz der Briten in Nordamerika befürchteten, stimmten sie dem Frieden von Gent zu.

#### Mexikanisch-Amerikanischer Krieg

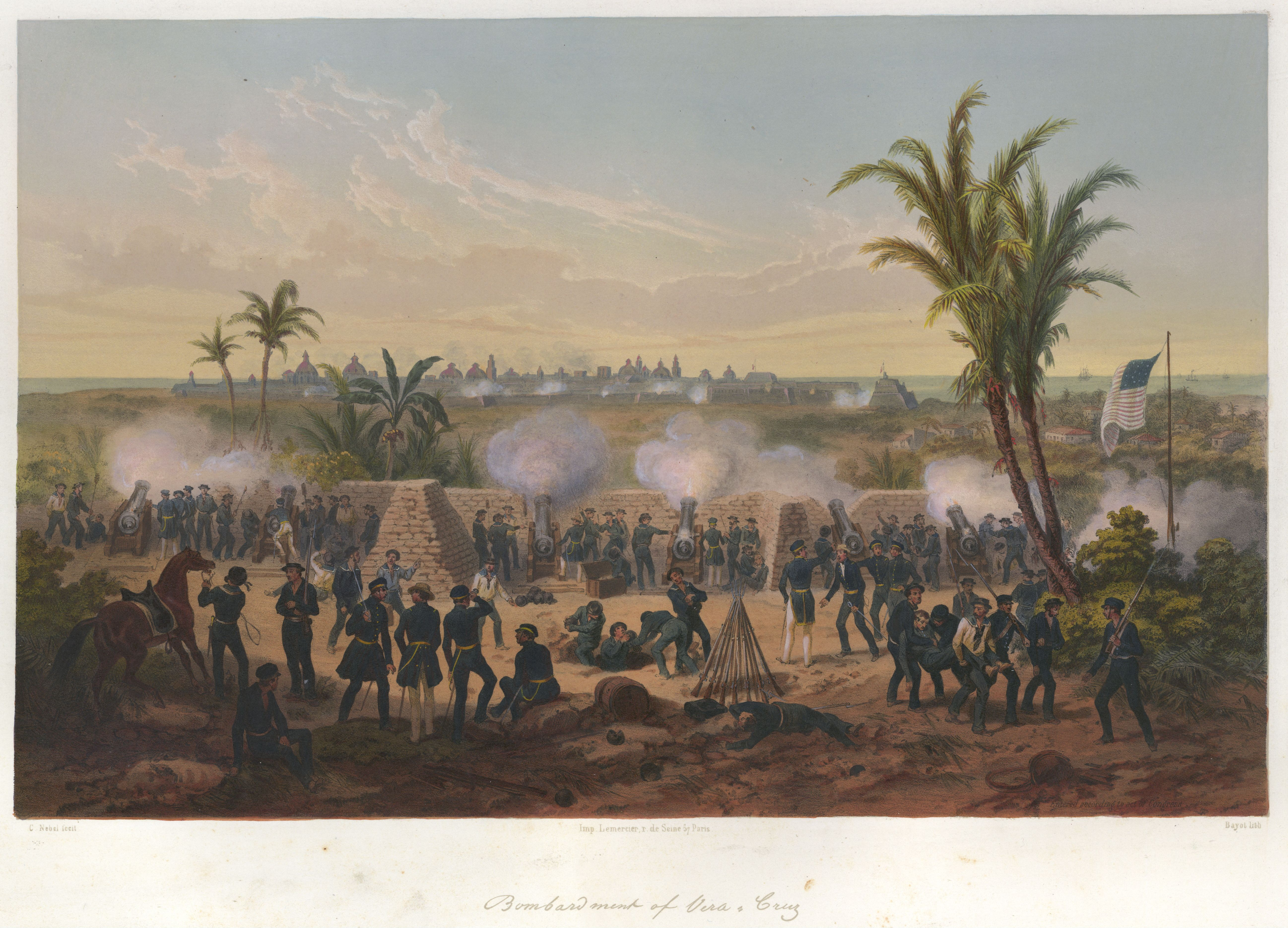
Ölmalerei zur Schlacht von Veracruz

Bis zu den 1840ern war die Army eine kleine und dennoch schlagkräftige Bodenstreitkraft geworden. In dieser Zeit machten die Vereinigten Staaten Gebietsansprüche gegenüber Mexiko geltend, nachdem sie Texas 1845 in die Union aufgenommen hatten, welches sich 1836 für unabhängig erklärt hatte. In der militärischen Auseinandersetzung mit dem südlichen Nachbarn, die von 1846 bis 1848 andauerte, eroberte die Army nicht nur die restlichen Gebiete von Texas, sondern auch die Region der heutigen US-Bundesstaaten Arizona, Kalifornien, Nevada, Utah sowie Teile von Colorado, New Mexico und Wyoming.
Es war der erste Einsatz des Heeres, der überwiegend auf fremdem Territorium stattfand. Die Entfernung vom bisherigen Staatsgebiet stellte während der Kämpfe eine gewaltige logistische Herausforderung für die noch junge Streitmacht dar und machte nach der Kapitulation der Mexikaner die erste jemals von den USA eingesetzte Militärverwaltung erforderlich. Im direkten Vergleich waren die Mexikaner zwar zahlenmäßig überlegen, demgegenüber verfügte die Army jedoch über eine effiziente Artillerie und überlegene Taktiken. Die territoriale Bedrängung der Navajo ging mit dem laufenden Krieg Hand in Hand, hielt jedoch bis 1853 an. Von 79.000 gedienten Heeressoldaten fielen 1.700 im Kampf und 11.601 starben an anderen Ursachen.

#### Sezessionskrieg
Die im Jahre 1861 angegangene Sezession der Konföderierten Staaten zerriss das Heer ebenso wie das übrige Militär und die Gesellschaft der Vereinigten Staaten im Allgemeinen. Viele bekannte und erfahrene Offiziere des Heeres wie Robert E. Lee und Ulysses Grant, die teilweise Jahrzehnte in Kameradschaft gedient hatten, traten gegeneinander an.

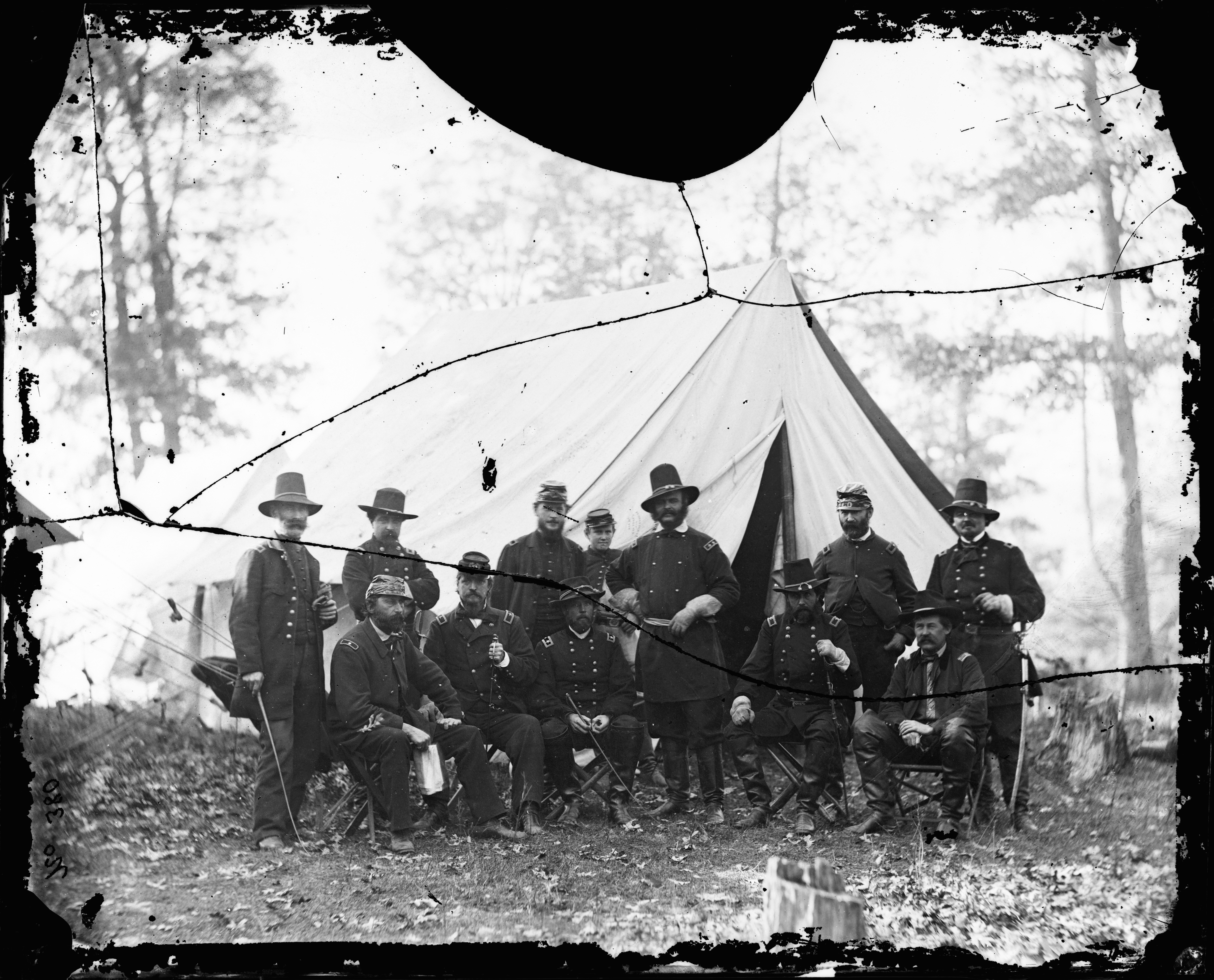
Befehlshaber der Army of the Potomac v. l. n. r., soweit identifiziert: Ambrose Burnside, Winfield Scott Hancock, Darius N. Couch, Edward Ferrero, Marsena R. Patrick, Orlando Willcox, John Cochrane, John Buford.

Für den Bürgerkrieg mussten beide Seiten, aufgrund der unzureichenden Größe der Teile des gespaltenen Nationalheeres, ihre Armeen von Grund auf neu aufbauen. Vor dem Hintergrund, dass der Sezessionskrieg den ersten militärischen Konflikt im jungen Industriezeitalter darstellte, veränderte sich die Kriegsführung auf beiden Seiten stark. Während technische Verbesserungen an den Vorderladern und den Artilleriekanonen den Anwendern Vorteile hinsichtlich der Zuverlässigkeit und der Trefferquote mit sich brachten, stellten sie für bestimmte Waffengattungen wie die Infanterie und die Kavallerie eine besondere Bedrohung dar, die ihren entsprechenden Blutzoll forderten.
Die Schlacht von Shiloh forderte daher mehr Menschenleben als der gesamte Unabhängigkeitskrieg. Darüber hinaus vertraute die Union Army ebenso wie ihr Gegenstück zum ersten Mal auf die massive Verlegung von Truppen per Eisenbahn. Die Wehrpflicht unterstützte beide Seiten in ihrem Aufbau von Massenheeren. Im ersten industriellen Krieg der Neuzeit konkurrierten die beiden Armeen gleichwohl über den Wert der Kampfkraft hinaus. Auch außerhalb des Schlachtfeldes begann ein sozialer und propagandistischer Wettlauf, beispielsweise um die größere Tradition oder das bessere soziale Umfeld für den Einzelnen. Die Unterschiede zwischen Konföderierten und Unionstruppen waren insgesamt gering. Nach dem Sieg der Nordstaaten wurde die Südarmee aufgelöst, ehemalige Mitglieder wurden zum Teil in die Unionsarmee integriert. Bei der Union hatten 2,128 Mio. Soldaten gedient, davon starben 360.000. Die Konföderierten führten weniger genau Buch über ihre Verluste, sie werden auf 260.000 geschätzt, Tod durch Krankheit und andere Ursachen jeweils eingerechnet. Ihre Stärke soll zwischen 750.000 und einer Million betragen haben.

#### Spanisch-Amerikanischer Krieg

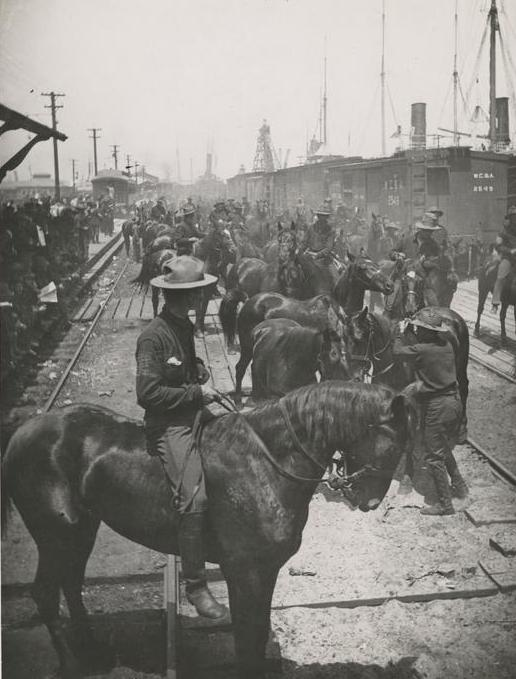
Ein Kavallerieverband erreicht seinen vorläufigen Stützpunkt in Tampa, Florida

Im ausgehenden 19. Jahrhundert war die innere Konsolidierung der Vereinigten Staaten größtenteils abgeschlossen. Aufgrund ihres wirtschaftlichen Potenzials entwickelten sich die Vereinigten Staaten zu einer Großmacht, was zu Spannungen mit dem zerfallenden spanischen Weltreich führte. Seit Mitte des 19. Jahrhunderts sah sich Spanien mit nationalistischen oder panamerikanischen Aufständen in ganz Lateinamerika konfrontiert. Von einer Mischung aus wirtschaftlichen, hegemonialen und imperialistischen Interessen und einer panamerikanischen, humanitären und idealistischen Besorgnis angetrieben, erklärten die Vereinigten Staaten nach mehreren maritimen Konfrontationen und gegenseitigen Provokationen dem spanischen Königreich Ende April 1898 den Krieg.Noch am Bild eines Heeres orientiert, welches ein notwendiges Übel in Kriegszeiten darstellt, war die Army auf den Krieg schlecht vorbereitet, zumal er in Übersee stattfand. Daher erwies es sich als glücklicher Umstand für die Landstreitkräfte, dass die Marine des Landes wesentlich besser gerüstet war und deshalb die Hauptlast des Krieges zu tragen hatte. 

Ab dem 16. April 1898 wurden Truppen an die Küste verlegt. Am 20. Juni gingen knapp 16.000 Mann unter General William Rufus Shafter in Daiquirí auf Kuba an Land, um Kurs auf Santiago zu nehmen. Bis zum Ende des Juli 1898 hatten knapp 11.000 Heeressoldaten die Philippinen, den ersten Schauplatz der spanisch-amerikanischen Auseinandersetzung besetzt. Manila fiel am 13. August. Unter General Miles landeten knapp 8.000 Mann bei Guánica auf Puerto Rico, dessen zweitgrößte Stadt Ponce drei Tage später erobert wurde. Auf Seiten der Army waren im Spanisch-Amerikanischen Krieg insgesamt 281.000 Soldaten eingesetzt. Die Verluste betrugen weniger als 400 Gefallene, 2.000 Soldaten starben durch andere Ursachen. Aus den militärischen Erfahrungen heraus, die die Army im Spanisch-Amerikanischen Krieg hinzugewann, gründete Kriegsminister Elihu Root am 27. November 1901 das Army War College.

### 20. Jahrhundert
Anfang des 20. Jahrhunderts wurde die Army einer technischen Modernisierung unterzogen, die jedoch nur eine relative Angleichung an den internationalen Standard erreichte. Gleichzeitig bahnte sich eine Reihe von Kurzinterventionen für US-amerikanische Interessen an, die bis in die 1930er Jahre dauern sollte. An den so genannten Bananenkriegen, der Vielzahl von US-Militärinterventionen zur Durchsetzung der Monroe-Doktrin in den Staaten der Karibik und Mittelamerikas, nahm die Army nicht teil, dort brachte die US Navy ausschließlich das United States Marine Corps zum Einsatz, ebenfalls in China und auf Samoa. Mit dem Militia Act 1903 wurde zudem eine Vereinheitlichung der Milizen der Bundesstaaten beschlossen und der Bundesregierung die hierfür erforderlichen Vollmachten eingeräumt.

Mit Verabschiedung des Gesetzes durch den Kongress am 21. Januar 1903 tragen die Milizen die Bezeichnung National Guard und wurden in jedem der größeren Konflikte an der Seite der Army und des Marine Corps eingesetzt. Die heutige United States Air Force geht auf eine experimentelle Fliegertruppe der Fernmeldeeinheit der United States Army zurück, die 1907 die Bezeichnung Aeronautical Division, U.S. Signal Corps erhielt. 1918 erhielt die militärische Luftfahrt der Vereinigten Staaten die Bezeichnung Air Service, United States Army.

#### Erster Weltkrieg

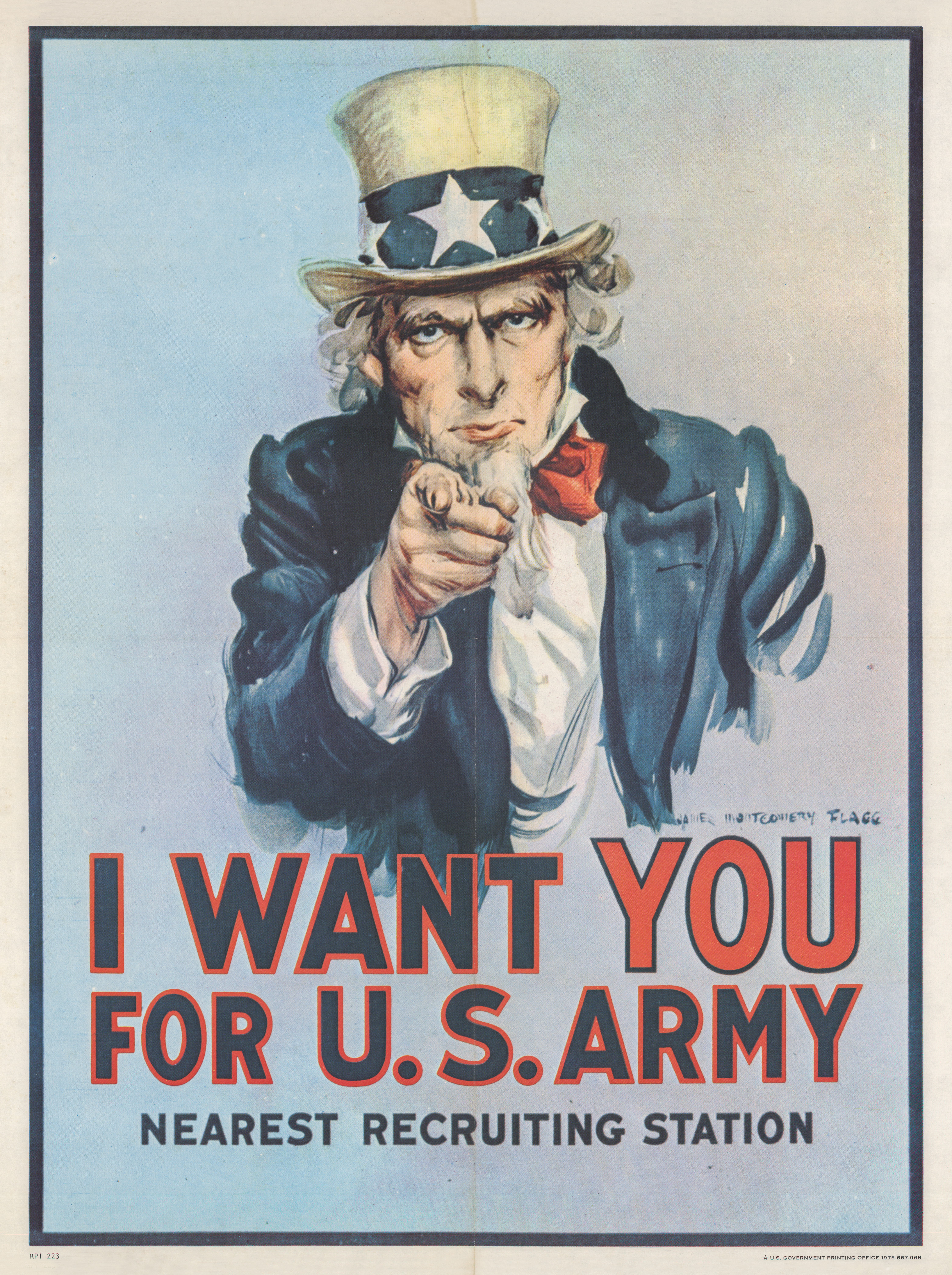
Rekrutenwerbung der US Army während des Ersten Weltkriegs

Zu Beginn des Ersten Weltkriegs 1914 war die US Army mit knapp 100.000 Mann in Anbetracht der Größe des Landes noch relativ schwach. Innerhalb des US-Militärs rangierte sie im Grunde nur an dritter Stelle. Andererseits verfügten die Vereinigten Staaten als bereits damals größte Wirtschaftsmacht mit der US Navy über die drittstärkste Kriegsflotte der Welt. Als „Generalprobe“ für den Einsatz der Army in Europa diente gleichsam die kurze kriegerische Auseinandersetzung mit Mexiko von 1916/17. Nach dem Eintritt der Vereinigten Staaten in den Ersten Weltkrieg im April 1917 an der Seite der Entente musste ein geeignetes Massenheer erst geschaffen werden, denn die US Army hatte aufgrund der weitverbreiteten Abneigung gegen eine zu starke zentrale Staatsgewalt nur wenige Berufssoldaten. Nun wurde sie vom United States War Department, angesichts der Herausforderung des Ersten Weltkriegs, mit Wehrpflichtigen und Freiwilligen aufgestockt. Dieses Heer wurde nun offiziell National Army genannt. Der Mangel an Führungskräften bedingte den schnellen Aufstieg vieler Offiziere, aus deren Reihen später einige berühmte Heerführer des Zweiten Weltkriegs hervorgegangen sind.
US-amerikanische Soldaten bereiteten sich an der europäischen Westfront seit 1917 auf den Kampf gegen das deutsche Heer vor, zunächst noch in geringer Zahl. Im Jahr 1918 jedoch wuchs die Expeditionsstreitmacht allmählich auf Millionenstärke an, jeden Monat wurden Hunderttausende von Soldaten über den Atlantik gebracht. Seit dem Frühsommer 1918 kamen geschlossene US-Verbände unter dem Kommando von General John J. Pershing zum Einsatz. Die Meuse-Argonne-Offensive im Herbst 1918 war der größte militärische Erfolg der US-Truppen unter General John Pershing und durchbrach die deutsche Westfront bei Verdun. Auch an der italienischen Front waren amerikanische Truppen im Einsatz, außerdem im Rahmen der Intervention der Westmächte an der Seite der Weißen Armee im Russischen Bürgerkrieg. Insgesamt 115.000 GIs starben im Ersten Weltkrieg, die meisten davon aufgrund von Krankheiten wie der Spanischen Grippe in den heimatlichen Ausbildungslagern und in Europa. Etwa 50.000 Mann fielen bei den Kampfhandlungen in Europa. Vor allem die materielle und personelle Stärke des US-Heeres beschleunigte den Sieg der alliierten und assoziierten Mächte. Bis Anfang 1923 nahmen US-amerikanische Soldaten an der alliierten Rheinlandbesetzung im Raum Koblenz teil.

#### Zeit zwischen den Weltkriegen
1920 wurde die National Army aufgelöst und die militärischen Kapazitäten der Vereinigten Staaten zu Land auf den Stand der United States Army zurückgeführt. Außerdem wurden alle Beförderungen, die von 1917 bis 1920 erteilt wurden, rückgängig gemacht. In der Zeit vor dem Zweiten Weltkrieg erfuhr die United States Army ab 1933 eine umfassende Modernisierung auf allen Ebenen, da sie zum Teil noch in Schemata aus der Zeit des Bürgerkrieges operierte. Im Jahr 1939 lag die geschätzte Stärke der United States Army zwischen 174.000 und 200.000 Soldaten und war damit kleiner als die Portugals, das damit weltweit auf Platz 17 oder 19 lag. General George C. Marshall wurde im September 1939 Generalstabschef der Armee und begann mit dem Ausbau und der Modernisierung der Armee zur Vorbereitung auf einen Krieg.

#### Zweiter Weltkrieg

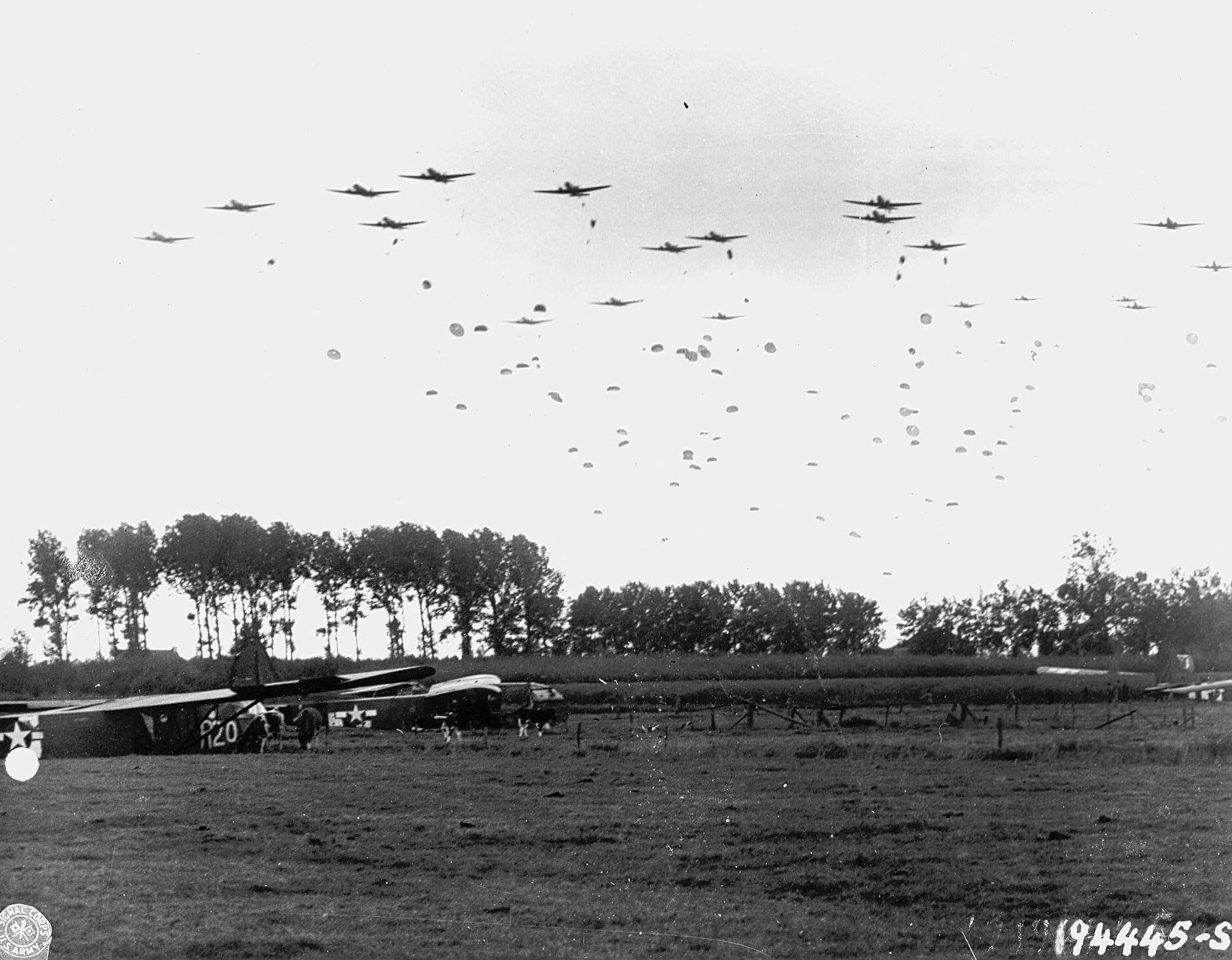
Landung der 82. US-Luftlandedivision bei Grave in den Niederlanden während der Operation Market Garden

Im Zuge der wachsenden Anspannung in den Vereinigten Staaten hinsichtlich des Krieges in Europa erteilte der US-Kongress im Februar 1941 die Weisung, die Army of the United States auszuheben, die im Gegensatz zur National Army neben der Regular Army und Freiwilligen die Reserve umfasste, was den Strategen der Vereinigten Staaten zunächst neu erschien. Juristisch betrachtet blieben die vorherigen einzelnen Streitkräfte bestehen. Nach dem Eintritt der Vereinigten Staaten in den Zweiten Weltkrieg im Dezember 1941 gehörte die militärische Eroberung der pazifischen Inseln im Zuge des „Island Hopping“ (zu Deutsch: „Inselspringen“) in den Aufgabenbereich des US Marine Corps, während Heeressoldaten die Inseln sicherten. Die Soldaten der US Army kämpften vor allem in Nordafrika und in Europa, ab 1943 in Italien und ab dem 6. Juni 1944 in Frankreich.

In Europa und Nordafrika verschaffte das Eingreifen des US-amerikanischen Heeres den alliierten Streitkräften endgültig das militärische Übergewicht, das zusammen mit dem Zusammenbruch der deutschen Ostfront den Sieg der Anti-Hitler-Koalition ermöglichte. Der Oberkommandierende der alliierten Expeditionsstreitkräfte, Dwight D. Eisenhower, war Angehöriger der Army. Von den ungefähr 291.000 während des Krieges in Europa getöteten US-Soldaten gehörten knapp 234.000 der Army an. Auf dem Höhepunkt ihres Personalstandes verzeichnete die Army of the United States über 8,3 Mio. Soldaten, einen nie wieder erreichten Wert.

#### Ende des Zweiten Weltkrieges
Auch diesmal setzte die Army nach Kriegsende alle Dienstgrade auf den Vorkriegszustand zurück. Sie wurde darüber hinaus von einer Explosion ihres Sozialbudgets überrascht, da Veteranen nach ehrenhafter Entlassung viele Versorgungsansprüche geltend machen konnten. Im Laufe des Krieges hatte die Abwicklung von Operationen und Logistik per Lufttransport rasant an Bedeutung gewonnen. Das Flugzeug ermöglichte eine bis dahin für unmöglich gehaltene Anzahl an Luftlandeoperationen, beispielsweise in der Normandie oder in den Niederlanden. Aus dieser Zeit rührt die überdurchschnittliche Reputation der Luftlandeverbände des Heeres. Noch weitaus wichtiger war der Beitrag der Heeresluftwaffe (USAAF). Ihre Bedeutung hatte vor allem aufgrund des jahrelangen strategischen Luftkrieges der Westalliierten gegen die „Festung Europa“, in den riesige Mittel investiert worden waren, enorm zugenommen. 
Das kam auch im „Blutzoll“ der US-Heeresluftwaffe zum Ausdruck. Allein in den Kampfeinsätzen an allen Fronten des Krieges hatte sie über 50.000 Mann an Toten verloren. Schließlich überführte die Bundesregierung die USAAF 1947 als selbständige Teilstreitkraft in die neugegründete US Air Force. Das United States Department of War, das seit 1789 für die Landstreitkräfte verantwortliche Ministerium der USA wurde 1947 in das Department of the Army des Verteidigungsministeriums überführt. Die Haltung der Bevölkerung der Vereinigten Staaten gegenüber Militär und Rüstung wandelte sich vor dem Hintergrund des sich anbahnenden Kalten Krieges stark. Das Vordringen des Kommunismus in Europa und Asien seit 1945 wurde als Bedrohung angesehen.

#### Weltweite Stationierung
Auf Grundlage der bei Kriegsende erreichten Positionen in Europa und Asien bauten die Vereinigten Staaten allmählich ein weltweites Stützpunktsystem auf, in das auch die Army mit großen Kontingenten eingebunden war. Initialzündung hierfür war der Koreakrieg, nachdem die in Übersee stehenden US-Truppenkontingente nach 1945 bereits stark reduziert worden waren. Mehrere Divisionen der US-Army wurden dauerhaft in Westdeutschland stationiert. Zur Zeit des Kalten Krieges standen allein dort ständig mehr als 200.000 US-Soldaten, zum weit überwiegenden Teil Army-Angehörige. Einen weiteren Schwerpunkt bildete Südkorea.

#### Koreakrieg

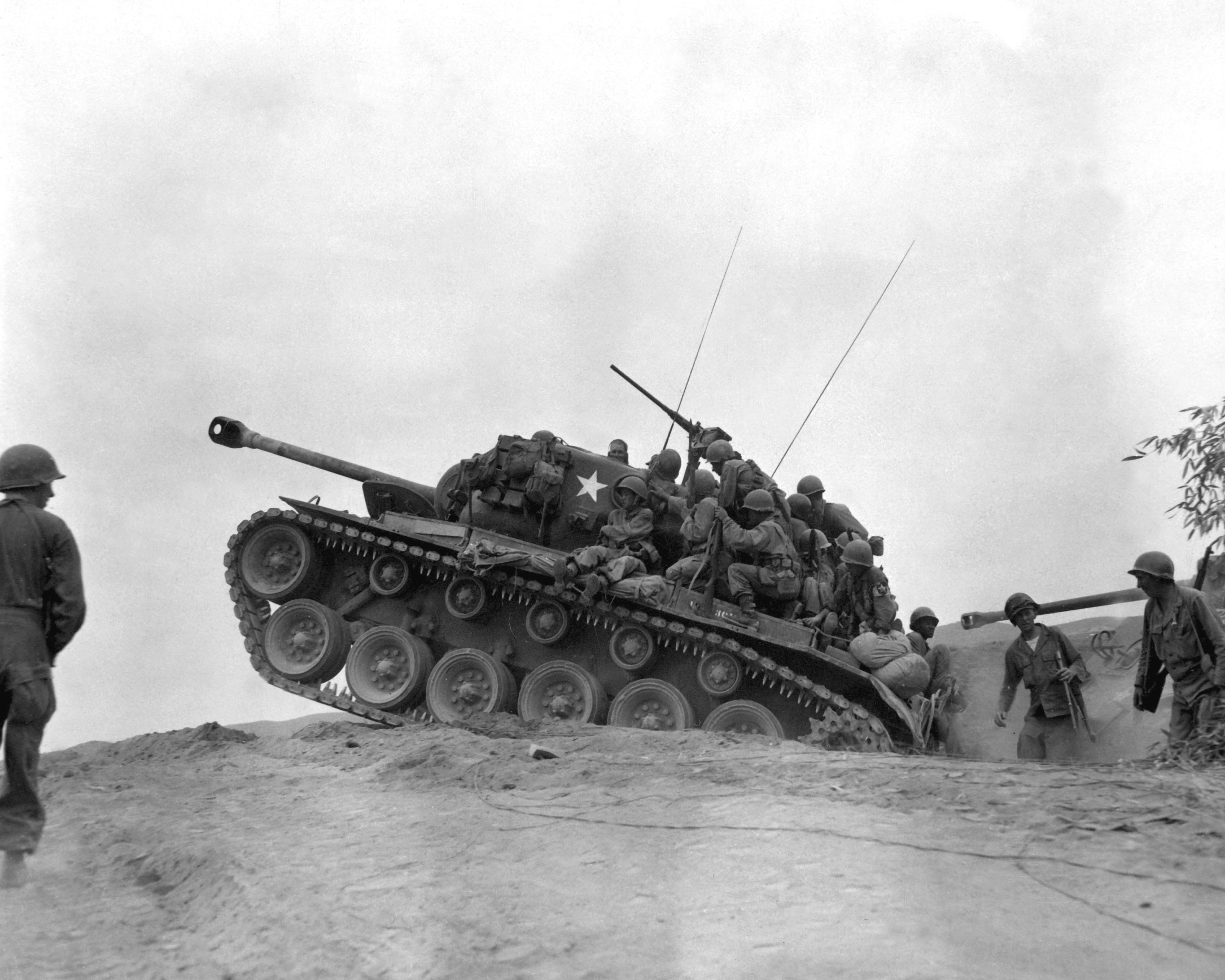
Ein M26 Pershing der Army im Einsatz bei Naktong

Im Koreakrieg wurde abermals ein Massenheer aufgeboten, welches von 1950 bis 1953 in Korea im Rahmen einer militärischen Intervention der UN zugunsten des Südens unter Führung der Vereinigten Staaten zum Einsatz kam. Da die Demobilisierung des Massenheeres nach dem Zweiten Weltkrieg zu diesem Zeitpunkt weit fortgeschritten war, entwickelte sich die UN-Mission unter Führung der US Army für das Heer zunächst ungünstig. Nach anfänglichen Misserfolgen, bei der nur der massive Einsatz der Marines die Einkesselung und Vernichtung großer Army-Kontingente verhinderte, konnte die zuweilen sehr kritische Lage stabilisiert werden und die nordkoreanischen Truppen wurden bis an die chinesische Grenze zurückgedrängt. Diese Umstände kosteten die Army einiges an Reputation in der US-amerikanischen Bevölkerung und verschärften die ohnehin vorhandene Konkurrenzsituation zwischen den beiden Teilstreitkräften weiter. Durch das Eingreifen der Volksrepublik China in den Konflikt erhöhten sich die Verluste beim Heer bis zum Waffenstillstand auf 30.000 Soldaten, davon 27.000 Gefallene. In der Army hatten mehr als zwei Millionen Mann gedient.

#### Vietnamkrieg
Bereits lange vor dem offiziellen Ausbruch des Vietnamkrieges im Jahr 1964 waren Einheiten der Green Berets seit 1956 im Operationsgebiet als Militärberater aktiv. Als die Zahl der in Vietnam anwesenden Soldaten im Jahre 1963 die Marke von 16.000 überschritt, ließ sich der Anschein eines auf Beratung beschränkten Konflikts der Army nicht mehr aufrechterhalten, sodass der Krieg in Südostasien zu eskalieren begann. Die Intervention der Vereinigten Staaten in Vietnam entwickelte sich für die Army zu einem Debakel, weil die überwiegend aus Wehrpflichtigen bestehenden Verbände in einen Kampfeinsatz geschickt wurden, dessen Legitimität immer stärkeren Zweifeln aus dem Inland ausgesetzt war und der „Vietcong“ sie mit Situationen konfrontierte, denen sie oftmals nicht gewachsen waren.

Der Kampf im Dschungel gegen einen gut trainierten und hoch motivierten Feind zeigte schnell Mängel in Einsatzkonzept, Ausbildung und Ausrüstung auf, da die Army allein auf das in vorangegangenen Kriegen erfolgreich angewandte Konzept der klassischen Großoperation mit massiver Feuerkraft ausgerichtet war und sich erstmals dem Phänomen der asymmetrischen Kriegführung konfrontiert sah. Erst im Laufe des Konfliktes begannen entsprechend ausgebildete und ausgerüstete Spezialeinheiten in größerem Stil mit den gleichen Taktiken wie der „Vietcong“ parallel zu konventionellen Heeresverbänden zu operieren.

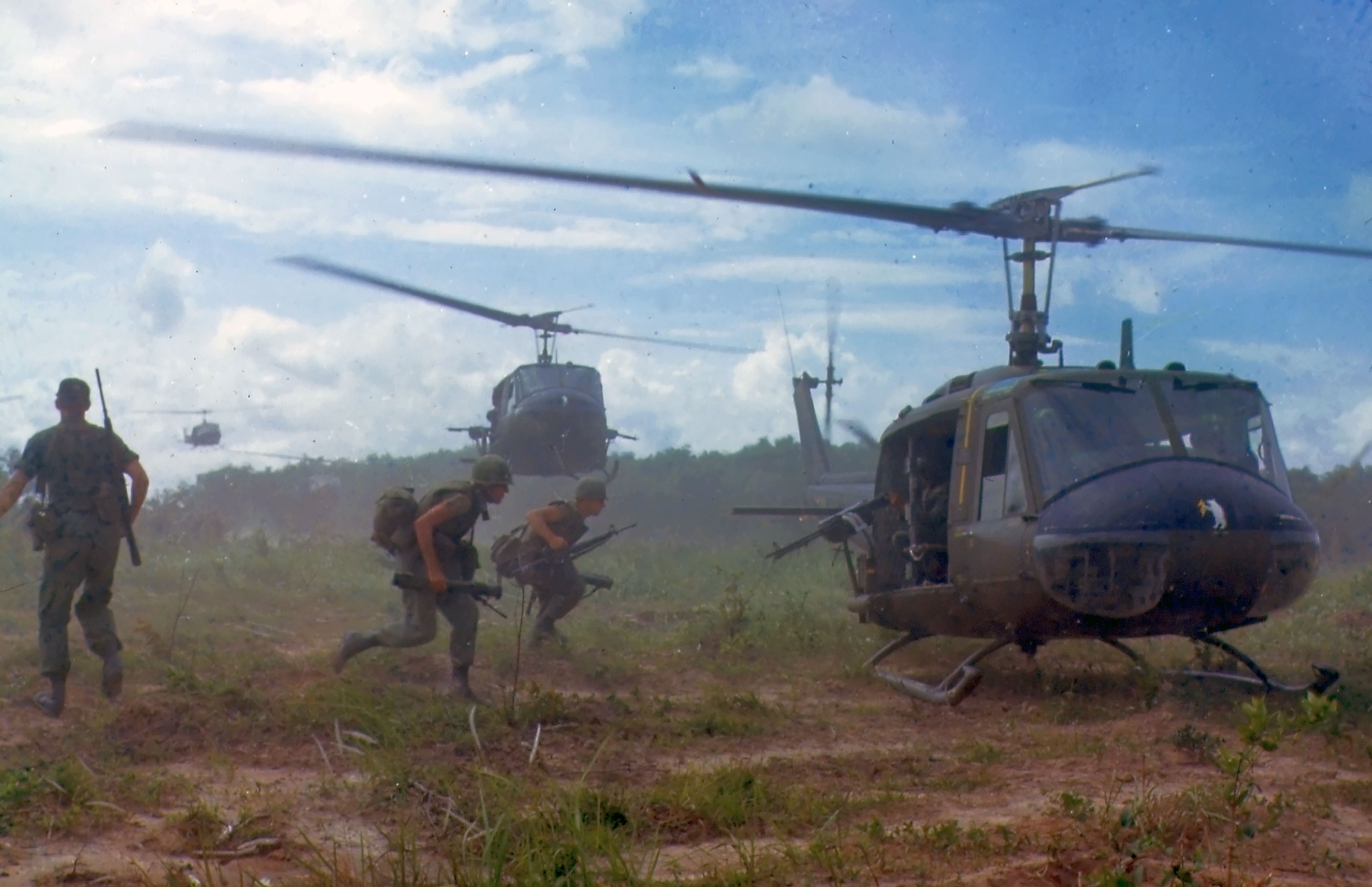
Das Konzept der Luftkavallerie zum Ein- und Ausfliegen von Soldaten (hier Mitglieder der 25. US-Infanteriedivision im Jahre 1966) kam erstmals während des Vietnamkriegs zum weitläufigen Einsatz

Im Laufe des Konfliktes sammelte die US Army Erfahrungen in der Guerillakriegführung, die die Ausbildung der Soldaten seither beeinflusst hat. Darüber hinaus trug die Taktik der FNL zur Gründung diverser US-amerikanischer Spezialeinheiten bei. Trotz der lehrreichen Erfahrungen in Vietnam entwickelte sich der zehnjährige Konflikt zu einem großen Trauma, speziell für die stark infanteristisch geprägte Army. Auf Betreiben mehrerer Organisationen und Kampagnen, zu denen sich viele Soldaten zusammengeschlossen hatten, war die Politik genötigt, die außerdienstliche Betreuung für Soldaten auszubauen, was sie zunächst nur widerwillig umsetzte. Hauptaspekt war neben der Beendigung des Krieges die psychologische Betreuung der Soldaten während des Einsatzes und danach.

Im Laufe der Zeit wurde mit diesen Einrichtungen im Sinne einer umfassenden Versorgung der Soldaten immer stärker geworben. Aus der Ära des Vietnamkrieges stammt die Neigung vieler Mitglieder der Army, sich als Opfer der Politik und als von der US-amerikanischen Gesellschaft missverstanden zu sehen. Trotz aller Entschlossenheit bemängelte sogar das Offizierskorps die Kriegsführung. Es stellte fest, dass die Wehrpflicht keineswegs vonnöten, sondern im Gegenteil eher hinderlich gewesen sei, was sich im Zahlenverhältnis von einem Offizier zu drei Soldaten im Mannschaftsdienstgrad widerspiegelte. Die gestiegene, vor allem gegen die Infanterie gerichtete Aversion sorgte für einen stetigen Rückgang der jährlichen Rekrutierungszahlen, bis nach dem öffentlichkeitswirksam geführten Zweiten Golfkrieg eine gegenteilige Entwicklung einsetzte. Von den 58.000 US-amerikanischen Toten des Vietnamkrieges waren von den Soldaten des Heeres 31.000 im Kampf gefallen und 7.200 an anderen Ursachen gestorben.

#### Zweiter Golfkrieg (Desert ShieldundDesert Storm)

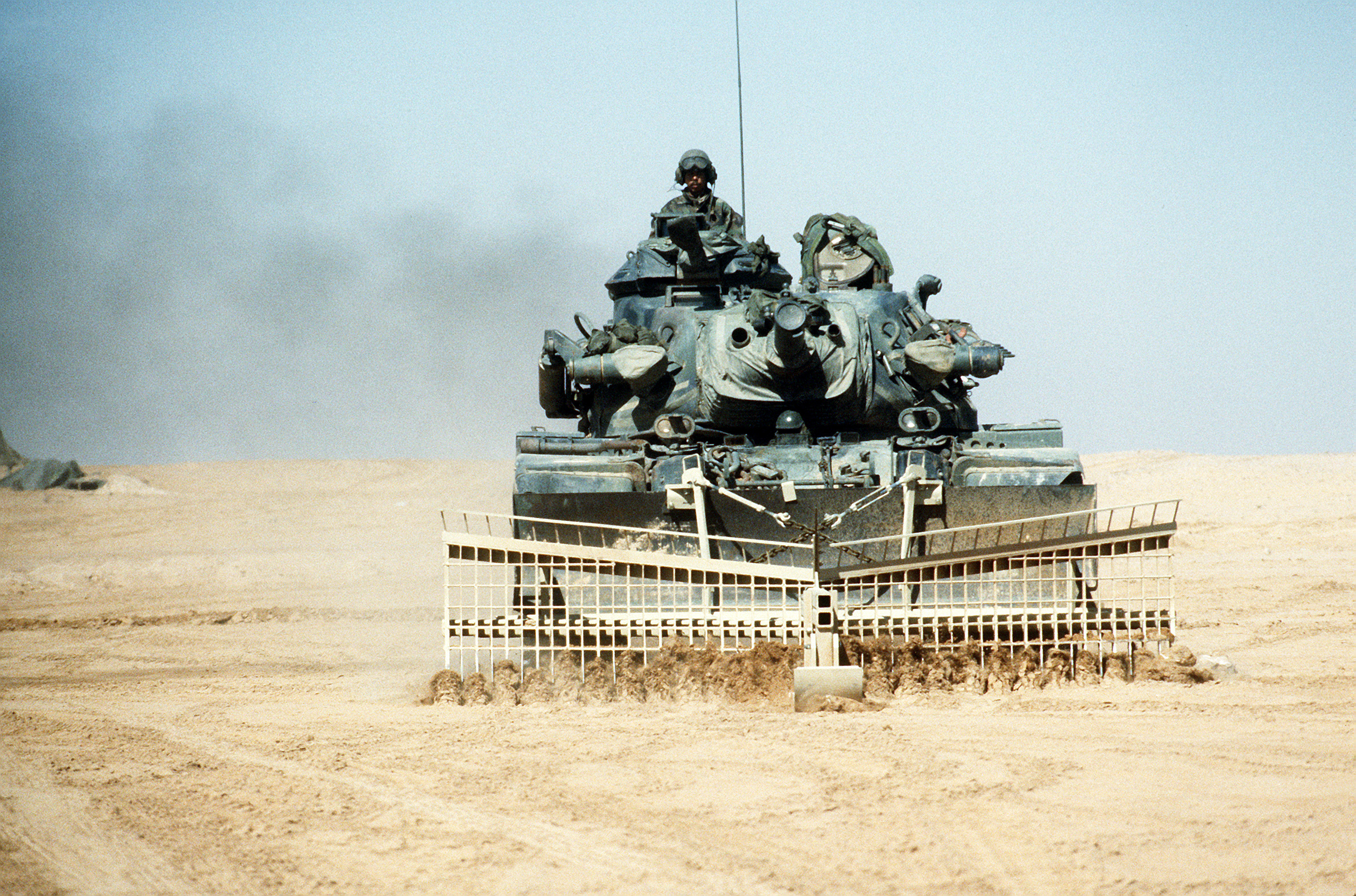
Pioniere räumen während des Zweiten Golfkriegs Minen mit einem M728

Im Zweiten Golfkrieg hatte die Army die Aufgabe, in einer Koalition aus 500.000 Soldaten der insgesamt 30 teilnehmenden Nationen die irakischen Truppen ins eigene Land zurückzudrängen, während Marines das zuvor vom Irak überfallene Kuwait befreiten. Nach vier Tagen wurde die erfolgreiche Bodenoffensive der US Army angehalten, weil ein Sturz Saddam Husseins den sicherheitspolitischen Bedenken der Vereinigten Staaten entgegenstand. Das territoriale Auseinanderbrechen des Irak entlang der ethnischen Grenzen lag nicht im strategischen Interesse der von Präsident George Bush sen. geführten Regierung. 224 Soldaten der Army fielen während dieses Krieges. Während dieser Operation wurde erstmals das System der „Network Centric Warfare“ angewandt, der digitalisierten Vernetzung und Führung aller Einheiten.

#### Somalia-Einsatz
In Somalia sollten die beiden Army-Spezialeinheiten Rangers und Delta Force zusammen mit der 10. US-Gebirgsjägerdivision im Rahmen der Operation Restore Hope nach Abzug zweier Divisionen der US Marines die humanitären Aktionen der UNO überwachen. In der Schlacht von Mogadischu erreichten die Soldaten gegen eine schlecht ausgerüstete und ausgebildete zehnfache Übermacht von Clanmilizen ein blutiges Patt, bevor sie sich zurückziehen mussten. Nach dem Kampf und mittlerweile 31 Toten wuchs der politische Druck auf US-Präsident Clinton so stark an, dass er das US-amerikanische Engagement in Somalia endgültig abbrechen musste.

### 21. Jahrhundert

#### Transformation der United States Army

Grafische Zusammenfassung des aktuellen Transformationskonzeptes

Nach dem Auseinanderbrechen der Sowjetunion und des Warschauer Paktes wurde der Militärhaushalt während der 1990er Jahre drastisch gekürzt. Nach dem 11. September 2001 hatte sich die Strategie des Verteidigungsministeriums der Vereinigten Staaten bereits von einfachen Kürzungen, Verschlankungen und Verkleinerungen hin zur so genannten „Transformation der US Army“ gewandelt. Diese Doktrin fokussiert die US Army auf schnellen, effizienten Kampf, der eine Verlegung massiver Heereseinheiten, wie zum Beispiel noch im Zweiten Golfkrieg, überflüssig macht. Am Ende der Transformation, die 2009 abgeschlossen sein soll, wird sich die Planungsgrundlage von den zehn im Jahre 2006 noch existierenden Divisionen auf anvisierte 42 bis 43 Brigaden verschoben haben. Faktisch sind mit der neuen Struktur Divisionen nicht mehr existent, ihre Wiedereinführung durch den modularen Aufbau ohne weiteres möglich.

#### Afghanistan
Als Reaktion auf die Terroranschläge am 11. September 2001 griff eine US-geführte Koalition im Rahmen der Operation Enduring Freedom in Afghanistan ein, um das Taliban-Regime zu stürzen. Daran beteiligt waren seitens der Army zumeist Spezialeinheiten, da größere Bodenoperationen afghanischen Verbündeten überlassen wurden. In der darauf folgenden Zeit mussten US-amerikanische Einheiten immer wieder Offensiven gegen Aufständische starten. Seit 2006 wurden die meisten Kontingente der Army aus der Operation Enduring Freedom ausgegliedert und der getrennten NATO-geführten ISAF-Mission unterstellt. In Afghanistan starben bisher knapp 2.154 Soldaten der US Army (Stand November 2012).

#### Irakkrieg
Die oben beschriebene Doktrin wurde im Irakkrieg bei der Operation Iraqi Freedom erfolgreich erprobt. Die Anzahl der beteiligten Soldaten erreichte nur ein Viertel der Mannschaftsstärke von Desert Storm, aber die verbliebenen Kräfte kooperierten dank der neu eingeführten Auftragstaktik und erheblich verbesserter Kommunikation besser als zuvor. Im Vergleich verliert die Anzahl der vier beteiligten Divisionen an Aussagekraft, da den sonst im internationalen Vergleich eher kleinen Divisionen der Armee die größtmögliche Anzahl von Truppen beigeordnet wurde. 

So genügte eine einzige Brigade, um Bagdad einzunehmen und zu halten, bis weitere zur Sicherung eintrafen. Die politische Stabilisierung des Landes bereitet der US Army weit größere Probleme. Wurden während der offiziellen Kampfhandlungen (20. März 2003 bis 1. Mai 2003) nur 68 Army-Soldaten getötet, waren es nach Abschluss des Feldzugs insgesamt 4486 (andere Teilstreitkräfte nicht einberechnet). Als Grund für den Misserfolg werden vor allem die mangelhafte Kenntnis der arabischen Kultur sowie die ungenügende Ausbildung für Friedensmissionen angeführt.

#### Verkleinerung der Armee
Nach dem Auslaufen des Afghanistan-Einsatzes plant die US-Regierung unter Barack Obama 2014 die Anzahl der Soldaten der United States Army zu verkleinern. Die Truppenstärke der United States Army soll auf den tiefsten Stand seit dem Ende des Zweiten Weltkrieges fallen. Die Anzahl der Soldaten soll von derzeit (Stand: Februar 2014) 520.000 auf bis zu 440.000 Soldaten fallen.

### Kriegsverbrechen

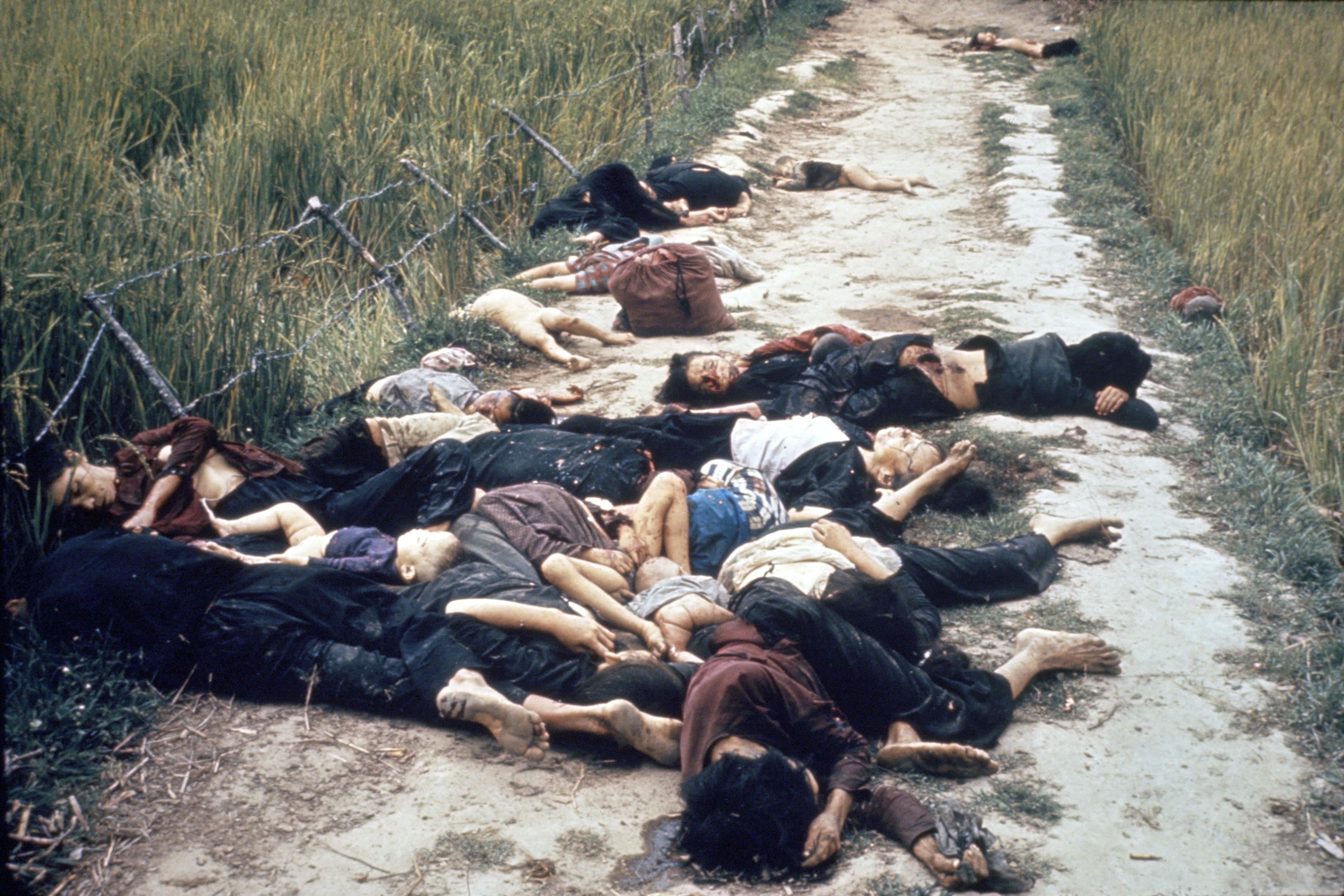
Army-Soldaten erschossen mit 503 Personen fast die ganze Bevölkerung des Dorfes Son My, international als My Lai bekannt

Soldaten der US Army haben in mehreren Kriegen Kriegsverbrechen begangen. Das Massaker von My Lai während des Vietnamkrieges erregte dabei das größte Aufsehen. Nach dem Irakkrieg 2003 wurde der Abu-Ghuraib-Folterskandal bekannt. In Afghanistan wurden Soldaten der Exekution ganzer Gefangenengruppen beschuldigt. In einem weiteren Fall sollen Soldaten das Verdursten einer Gruppe gefangen genommener Taliban in einem verriegelten Lkw-Container zu verantworten haben. Im September 2006 wurden weitere Vorwürfe laut: Die Los Angeles Times hatte zusammen mit der Nichtregierungsorganisation „Crimes of War Project“ recherchiert, dass zehn Mitglieder einer Special-Forces-Einheit der Nationalgarde aus Alabama auf ihrem Stützpunkt Gardez in Afghanistan im Frühjahr 2003 mehrere Personen getötet, davon einige zu Tode gefoltert und daran anschließend eventuelle Aussagen abgestimmt haben sollen.

Auch aus dem Zweiten Weltkrieg sind einige Kriegsverbrechen der Army bekannt. Angehörige der 45. US-Infanteriedivision erschossen zum Beispiel 1943 während des Biscari-Massakers auf Sizilien deutsche und italienische Kriegsgefangene. Ein gut dokumentierter Vorfall ist das Massaker von Lippach im April 1945. Im Philippinisch-Amerikanischen Krieg und Moro-Amerikanischen Krieg begingen die Truppen der Vereinigten Staaten zahlreiche Kriegsverbrechen. Es kam zu systematischem Einsatz von Folter, Geisel- und Gefangenenerschießungen, Ermordung von Zivilisten und Entvölkerung ganzer Landstriche.

## Auftrag und Doktrin
Verfassungsrechtlich ist das Heer der Vereinigten Staaten wie die Gesamtheit der Streitkräfte in Artikel II, Abschnitt 2, Absatz I, Satz 1 und Artikel I, Abschnitt 8, Satz 11 und 14 der Verfassung der Vereinigten Staaten legitimiert. Die Ausgestaltung des Auftrags der Army findet in Untertitel B, Teil I, Kapitel 307, § 3062 des Zehnten Buches des United States Code statt. Dieser Paragraph legt neben dem Auftrag auch die Zusammensetzung der Landstreitkraft und die Zugehörigkeit zu ihr fest. Sie lautet in der Übersetzung:

„(a) Es ist das Bestreben des Kongresses, ein Heer bereitzustellen, das in Verbindung mit den anderen bewaffneten [Teil]Streitkräften dazu in der Lage ist,
(1) Frieden und Sicherheit in den Vereinigten Staaten und deren Staatengemeinschaft [Commonwealth], in deren Besitzungen und allen von den Vereinigten Staaten besetzten Gebieten zu bewahren und deren Verteidigung zu gewährleisten;
(2) die nationale Politik zu unterstützen;
(3) die nationalen Zielvorstellungen umzusetzen;
(4) jeglichen Staat, der aggressive Handlungen begeht, die den Frieden und die Sicherheit der Vereinigten Staaten gefährden, zu bezwingen.“

Absatz (b) legt fest, dass das Heer vor allem für „unverzügliche und nachhaltige Kampfeinsätze für den Fall von Bodenoperationen […] strukturiert, ausgebildet und ausgerüstet“ sein muss (It shall be organized, trained, and equipped primarily for prompt and sustained combat incident to operations on land). Die Army ist „für die Bereitstellung von Landstreitkräften verantwortlich, die für das schlagkräftige Betreiben eines Krieges notwendig sind, soweit nicht anders beauftragt, und, in Übereinstimmung mit streitkräfteübergreifenden Mobilisierungsplanungen, für die Entfaltung der Bestandteile des Heeres [verantwortlich], um den Anforderungen des Krieges gerecht zu werden“ (It is responsible for the preparation of land forces necessary for the effective prosecution of war except as otherwise assigned and, in accordance with integrated joint mobilization plans, for the expansion of the peacetime components of the Army to meet the needs of war).
Die Strategie des Heeres ist in diversen verteidigungspolitischen Papieren festgelegt, die gemäß der Außenpolitik der Vereinigten Staaten Diplomatie, Militär und Nachrichtendienste in eine eng verzahnte Gesamtkonzeption einbetten. Diese ist in der Nationalen Sicherheits- und Nationalen Verteidigungsstrategie der USA festgehalten, die der Nationale Sicherheitsrat ausarbeitet und aktualisiert. Deren Schwerpunkte liegen derzeit sowohl allgemein als auch auf das Heer bezogen vor allem im Krieg gegen den Terrorismus, der Erfüllung der Bündnispflichten sowie in der Abschreckung der Feinde der Vereinigten Staaten, bedingt vor allem durch ihre globale Präsenz.
Die größte Herausforderung sieht die Army derzeit in der Bewältigung der politisch gestellten Aufgaben bei gleichzeitiger Restrukturierung, Transformation genannt (siehe gleichnamiges Unterkapitel unten). Sie ist die umfangreichste Strukturmaßnahme seit dem National Security Act von 1947. Der eigene Anspruch, aber auch die öffentliche Erwartungshaltung liegen in einer funktionalen, flexiblen Kommandostruktur, die beim Zusammenspiel verschiedener Kompetenzen nicht konkurriert, und darüber hinaus in weltweit projizierbaren, das heißt effektiv einsetzbaren Truppen. In der Praxis läuft dies auf den Anspruch hinaus, jederzeit mehrere Kriege am Boden führen zu können. 

Vereinzelt sprechen US-amerikanische Politiker von drei bis vier Konfliktbeteiligungen, sollte dies nötig sein. Angesichts der jüngsten Entwicklungen erscheint dies jedoch unwahrscheinlich, sodass mehrheitlich zwei regionale Großeinsätze erwartet werden. Die gelegentliche Forderung einzelner Offiziere nach einer Vergrößerung des Heeres steht im Widerspruch zu der nach dem Vietnamkrieg vollständig umgesetzten Freiwilligenarmee. Daher wird vor allem das Szenario der Beteiligung an zwei großen Regionalkriegen, beziehungsweise an einem großen Konflikt und zwei begrenzten verfolgt.

In der Praxis wirft die weltweit zunehmende asymmetrische Kriegführung Fragen in Bezug auf diese Gesamtstrategie des Heeres der Vereinigten Staaten als derzeit effektivste Bodenstreitkraft der Erde auf, weil sie aufgrund ihrer Stärke in Kombination mit ihrer eingeschränkten Belastbarkeit in der asymmetrischen Kriegführung ein verlockendes Ziel für Milizen, bewaffnete Gruppen und ähnliche darstellt. Bisher wurden in diesem Zusammenhang keine Lösungen oder Antworten gefunden, was wahrscheinlich auf die komplexen politischen, sozialen, wirtschaftlichen und psychologischen Hintergründe dieser sich ausdehnenden Kriegsform zurückzuführen ist.

Im Jahr 2008 wurde ein neues „Doctrine Manual“ erlassen, das erstmals Stabilisierungseinsätze auf die gleiche Ebene mit offensiven und defensiven Einsätzen stellt. Die in der Folge erstellte zentrale Heeresdienstvorschrift FM 3-07 stellt zu Stabilisierungseinsätzen fest, dass „[…] die größte Bedrohung der nationalen Sicherheit nicht von aufstrebenden Staaten ausgehen wird, sondern von zerfallenden Staaten, die die Bedürfnisse ihrer Bürger nicht mehr erfüllen können oder wollen“. Daher kann es Aufgabe der Army werden, zivile Infrastruktur zu reparieren oder funktionierende lokale Regierungen aufzubauen.

## Budget
Die Army fordert im Haushaltsjahr 2021 knapp 178 Mrd. US$. Dies wäre eine Verringerung gegenüber dem Vorjahr um 2 Mrd. und um 3 Mrd. gegenüber dem Haushalt 2019. Den größten Anteil daran hätten mit ungefähr 35 % die Ausgaben für das militärische Personal; sie würden im Jahre 2021 knapp US$ 62,5 Mrd ausmachen. Die Fixkosten für laufende Operationen würden innerhalb von zwei Jahren von 51,7 Mrd. auf 53,7 Mrd. Dollar steigen. Des Weiteren würden 34,2 Mrd. US-Dollar an Beschaffungen gehen. Eine geplante Neuanschaffung ist 2021 das Integrated Visual Augmentation System (IVAS). Ebenfalls werden von den Beschaffungskosten weiterhin Abrams, Stryker und Bradley Upgrades bezahlt. Die US Army ist die größte Teilstreitkraft und bekommt 24 % des Wehretats 2021. Für das Haushaltsjahr 2022 fordert die US Army ein Budget von 173 Mrd. US-Dollar.

## Organisation
Im Folgenden wird neben den drei sogenannten Komponenten sowohl die vertikale als auch die horizontale Organisation des Heeres der Vereinigten Staaten erläutert. Der Begriff „vertikale Befehlskette“ bezieht sich auf die Kommandostruktur von der Spitze bis zur Verbandsebene, „horizontale Befehlskette“ auf deren Ausprägung in Waffengattungen, Regionen und anderen Organisationsbereichen.

### Komponenten
Als Berufsheer bietet die United States Army verschiedene Möglichkeiten, freiwillig in ihr Dienst zu leisten. Dabei wird das Berufsheer von zwei Reserveinstanzen ergänzt, deren unterschiedlicher Charakter auf die unterschiedliche Regelung des Wehrdienstes und unterschiedliche Aufgabenzuteilung gründet. Diese unterschiedlichen Organisationsbereiche werden im allgemeinen Sprachgebrauch als components (deutsch: „Komponenten“) gehandhabt. Neben den Luftstreitkräften ist die Army die einzige Teilstreitkraft der USA, die über drei Komponenten verfügt. Neben dem Berufsheer gibt es eine Bundesreserve, während die einzelnen Bundesstaaten milizähnliche Organisationen betreiben, die verwaltungstechnisch in einer Nationalgarde zusammengefasst sind und auf Anweisung des Präsidenten zum Vollzeitdienst einberufen werden können. Beide Reservekomponenten (reserve components) sind verwaltungstechnisch jeweils in einem Oberkommando zusammengefasst.

Der Einsatz der Reserve und Nationalgardisten ist seit dem Vietnamkrieg proportional wie prozentual kontinuierlich gestiegen, obwohl sie an jedem Krieg der USA seit dem Ersten Weltkrieg teilgenommen haben. Sie waren vor allem an der Operation Desert Storm, an der KFOR-Mission im Kosovo und an der Operation Iraqi Freedom beteiligt. Manche US-Bürger sorgen sich aufgrund des chronischen Mangels an Freiwilligen um eine Reaktivierung der seit dem Vietnamkrieg ausgesetzten Wehrpflicht. Von offizieller Seite wurden solche Planungen bisher immer verneint, und weder in Politik noch Gesellschaft sind aus verschiedenen Gründen Mehrheiten zu erwarten. Beide Reserveinstanzen des Heeres berufen sich traditionell auf den Minuteman aus dem Unabhängigkeitskrieg, der die Verwurzelung und Bürgernähe der Army einerseits und den furchtlosen und opferbereiten Bürger andererseits symbolisieren soll.
Begünstigt durch das starke Souveränitäts- und Subsidiaritätsdenken in der politischen Kultur der Vereinigten Staaten gibt es auf bundesstaatlicher Ebene verschiedene Milizen, die teilweise von der Staatsregierung unterstützt werden und der Nationalgarde, also der „offiziellen“ Streitmacht des Bundesstaates, zuarbeiten. Mitglieder dieser Vereinigungen wollen sich gewöhnlich nicht vollständig dem Bundesstaat unterordnen. Deswegen kümmern sich diese Milizen selbst um ihre Organisation, Ausbildung und Ausrüstung. Ihr De-facto-Status ähnelt mehr dem einer Behörde als der eines Teils des Militärs.

#### Berufsheer
Das Berufsheer der Vereinigten Staaten wird Regular Army genannt und besteht aus seinen Berufssoldaten und seinen zivilen Angestellten. Die Regular Army umfasste am 30. Dezember 2007 knapp 518.000 Soldaten. Am 30. September 2007 waren darunter ungefähr 71.800 Frauen. Der Kongress bestimmt jährlich die maximale Größe des Berufsheeres.

#### Bundesreserve

Emblem der United States Army Reserve

Die Army Reserve wurde am 23. April 1908 gegründet und war ursprünglich zur Bereitstellung medizinischen Fachpersonals konzipiert. Heute ist die United States Army Reserve die Bundesreserve der United States Army. Ihr kommt eine Zwitterrolle bei der Unterstützung des Berufsheeres zu. Mitgliedern der Reserve kann befohlen werden, sowohl bestimmte Posten bei Stäben oder Institutionen aufzufüllen, als auch im Rahmen ihres Verbandes Vorbereitungen und Dienst im Krisen- oder Kriegsgebiet zu leisten. Mitglieder der Army Reserve sind in ihren zivilen Berufen fast durchgehend Spezialisten. Gerade stark berufsbezogene Verbände wie die Militärpsychologie sind deswegen der Army Reserve untergeordnet, versehen jedoch Vollzeitdienst, soweit sie dies im Rahmen eines Verbandes tun.
Das Hauptquartier der Bundesreserve, das United States Army Reserve Command (USARC), befindet sich in Fort McPherson im Bundesstaat Georgia. Der kommandierende General der Reserve leitet daher sowohl eine Behörde als auch eine militärische Kommandostelle. Amtsinhaber ist seit 2020 Generalleutnant Jody J. Daniels. Im Haushaltsjahr 2006 verfügte sie über 189.975 Männer und Frauen.
Die Mitglieder der USAR dienen in Friedenszeiten in einem Turnus, der in den Vereinigten Staaten sprichwörtliche Bedeutung angenommen hat: Two days a month, two weeks a year (zu Deutsch: „Zwei Tage im Monat, zwei Wochen im Jahr“). Das Budget der Army Reserve beträgt knapp 5,3 % des Gesamtetats der Teilstreitkraft; ihre Organisation ist über bestimmte Funktionen fest in das Berufsheer eingebunden. Dazu gehören Internierungsbrigaden, das Anwaltskorps, Eisenbahneinheiten, Ausbildungsbrigaden und Wasserversorgungsbataillone sowie der Großteil der Öffentlichkeitsarbeit, der psychologischen Kriegsführung, der Transportgruppen und der Krankenhäuser. Somit dient die Bundesreserve nicht ausschließlich Ersatzzwecken, sondern stellt überwiegend ergänzende Funktionen.

#### Nationalgarde des Heeres

Emblem der Army National Guard

Die Army National Guard (ARNG) ist die zweite Komponente der Heeresreserve und wurde 1903 gegründet, als der Militia Act die verschiedenen Staatsmilizen auf eine gemeinsame Organisationsgrundlage stellte. Da diese Milizen von den Gouverneuren der Bundesstaaten unterhalten werden, ist die Zentrale direkt im Verteidigungsministerium in Washington D.C. untergebracht.
Vor dem Jahr 2001 waren Nationalgardisten Soldaten der einzelnen US-Bundesstaaten, sofern sie nicht zur Regular Army einberufen wurden. Dies änderte sich unter der Regierung von George W. Bush: Zurzeit unterstehen Nationalgardisten sowohl ihren staatlichen Kommandeuren als auch dem Personalreservoir des Berufsheeres. Bei der Pensionierung werden sie wie ehemalige Soldaten der Reserve behandelt, und ab dem 60. Lebensjahr wie Soldaten, die in der Regular Army gedient haben.
Seit dem Jahr 2007 kann der Präsident der Vereinigten Staaten die Army National Guard ohne Zustimmung der jeweils zuständigen Gouverneure einberufen. Im Haushaltsjahr 2006 verfügte die ARNG über 346.255 Mann. Als wichtigste Aufgabe der National Guard galt der Zivil- und Katastrophenschutz. Ihren ersten Großeinsatz erlebte sie im Vietnamkrieg mit knapp 23.000 Mann, die zu einem Jahr vollem Dienst einberufen wurden. Seit den Terroranschlägen vom 11. September 2001 sind die Nationalgardisten wieder stärker eingebunden.

#### Aktivierungsinstanzen
Auch wenn die US Army zurzeit eine vollständige und von den Reserveeinheiten unterstützte Berufsarmee ist, so gibt es Notfallpläne und Maßnahmen zur Einberufung von Wehrfähigen für den Fall des Notstands oder eines größeren Krieges, beispielsweise einer Invasion des Territoriums der Vereinigten Staaten oder einem erneuten Weltkrieg.
Zu diesem Zweck ist die Reserve nach Verfügbarkeit und Tauglichkeit der Reservisten gegliedert. Der Präsident greift bevorzugt auf die Selected Reserve zurück, die wie reguläre Heeresverbände aufgestellt ist und einzig noch an die tägliche Routine herangeführt werden muss. Die Individual Ready Reserve besteht aus ehemaligen Berufssoldaten und Mitgliedern der Reserve, die keinen Reservistendienst versehen. Sie nehmen weder an den monatlichen und jährlichen Übungen teil und werden nicht entlohnt. Ihr militärischer Wert besteht meistens in den erlernten Berufen und Fertigkeiten. Die letzte administrative Unterteilung ist die Retired Reserve, in der knapp 715.000 aus allen Heereskomponenten registriert sind.
Per Presidential Reserve Call-up (PRC, „präsidialer Aufruf zum Reservistendienst“) kann der Präsident der Vereinigten Staaten bis zu 200.000 Mann für eine Frist von bis zu 270 Tagen zum Reservistendienst innerhalb der kontinentalen Vereinigten Staaten (CONUS) einberufen. Dies muss er dem Kongress mindestens 24 Stunden zuvor ankündigen und begründen. Im Notfall kann der Präsident auf eine Partial Mobilization (Teilmobilmachung) zurückgreifen, bei der eine Million Soldaten bis zu 24 Monate einberufen werden können. Bei einer vollen Mobilmachung muss der Kongress den Notstand erst anerkennen, bevor der Präsident alle verfügbaren militärischen Mittel einsetzen darf, inklusive der Retired Reserve. Diese Genehmigung kann darauf ausgedehnt werden, dass der Präsident zusätzlich alle registrierten und nichtregistrierten Milizen einberufen und dem Militär Industriekapazitäten unterordnen darf.

### Truppenstärke
Chronologie
Nach dem Zweiten Weltkrieg pendelte sich die Größe der Army bei rund 600.000 Soldaten ein. Zu Beginn des Koreakrieges wurde diese Zahl auf fast 1,6 Mio. innerhalb eines Jahres gesteigert. Nach dem Einsatz auf der koreanischen Halbinsel wurde die Truppenstärke vor dem Hintergrund des Kalten Krieges nahezu halbiert. Auf dem Höhepunkt des Vietnamkrieges im Jahr 1968 betrug die Stärke der Army wieder fast dieselbe wie zu Zeiten des Koreakriegs. Nach dem Vietnamkrieg blieb die Anzahl der Heeressoldaten konstant bei knapp 800.000 Soldaten. Den nach dem Zerfall der Sowjetunion einsetzenden radikalen Truppenabbau, der zur heutigen Truppenstärke führte, konnte dagegen nicht einmal der Zweite Golfkrieg aufhalten.
Vergrößerung
Inzwischen wächst die Kritik an der Verkleinerung der Army in der gegenwärtigen Größenordnung. Militärs und Politiker fordern eine Vergrößerung der Reserveeinheiten angesichts der wachsenden Zahl an Einsätzen und den damit einhergehenden Verlusten sowie der hohen Einsatzbelastung (englischer Begriff: OP-Tempo) als auch der Länge der Stationierungen, die die Moral der Truppen beeinträchtigen. Die Realisierung solcher Forderungen schien im Zuge der aktuellen Rekrutierungsprobleme unwahrscheinlich und wurde vom Verteidigungsministerium der Vereinigten Staaten abwartend beantwortet. Bis 2007 hatten sich die obigen Zahlenwerte stabilisiert.
Deshalb soll der radikale Truppenabbau der 1990er Jahre zumindest teilweise wieder zurückgenommen werden. Bis 2013 will das Heer in einem Generalplan namens „Grow the Army“ in allen drei Aktivierungsstufen um 74.200 Mann wachsen, die bereits nach der neuen Heeres-Struktur aufgestellt sein werden. Die Reserve wird um 1.000, die Army National Guard um knapp 8.200 Soldaten verstärkt werden. Die restlichen 65.000 Dienstposten werden den aktiven Einheiten zugeteilt. Organisationen wie die „Association of the United States Army“, ein einflussreicher, konservativer Interessenverband, dem viele Tausend Soldaten angehören, halten die Vergrößerung für unzureichend und verlangen ein Wachstum auf 750.000 bis eine Million Mann. Dies soll die militärischen und sozialen Spannungen vermindern, die sich in einem gesteigerten Aufgabenspektrum und stark gestiegenen familiären Belastungen für die weltweit eingesetzte Truppe niederschlagen.
In zwei Durchgängen soll darüber hinaus das Gehalt der Soldaten ab dem Haushaltsjahr 2008 um 3 % und nochmals um 3,4 % erhöht werden. Dies soll durch weitere Privatisierungen von Armeewohnhäusern sowie durch einen Anstieg des Budgets von knapp 110 Milliarden auf ungefähr 140 Milliarden US-Dollar finanziert werden.
Entwicklung der Truppenstärke
Die Kadetten der United States Military Academy werden nicht zur gesamten Truppenstärke gezählt, und erscheinen deshalb nach der Spalte „Gesamt“.
| Jahr | Regular Army | Army National Guard | United States Army Reserve | Gesamt    | Kadetten der USMA |
| ---- | ------------ | ------------------- | -------------------------- | --------- | ----------------- |
| 2012 | 546.057      | 358.078             | 201.166                    | 1.105.301 | 4.561             |
| 2011 | 561.437      | 361.561             | 204.803                    | 1.127.801 | 4.610             |
| 2010 | 561.979      | 362.015             | 205.281                    | 1.129.275 | 4.669             |
| 2009 | 549.015      | 358.391             | 205.297                    | 1.112.703 | 4.564             |
| 2008 | 539.675      | 360.351             | 197.024                    | 1.097.050 | 4.481             |
| 2007 | 517.783      | 352.707             | 189.882                    | 1.060.372 | 4.364             |
| 2006 | 502.790      | 346.288             | 189.975                    | 1.039.053 | 4.346             |
| 2005 | 488.579      | 333.177             | 189.005                    | 1.010.761 | 4.149             |
| 2004 | 494.291      | 342.918             | 204.131                    | 1.041.340 |                   |
| 2003 | 493.563      | 351.089             | 211.890                    | 1.056.542 |                   |
| 2002 | 484.551      | 351.078             | 206.682                    | 1.042.311 |                   |
| 2001 | 476.289      | 351.829             | 205.628                    | 1.033.746 | 4.161             |
| 2000 | 479.026      | 353.045             | 206.892                    | 1.038.963 | 4.089             |
| 1999 | 473.769      | 357.469             | 200.836                    | 1.032.074 | 4.136             |
| 1998 | 480.753      | 362.444             | 204.968                    | 1.048.165 | 4.194             |

### Vertikale Befehlsstruktur

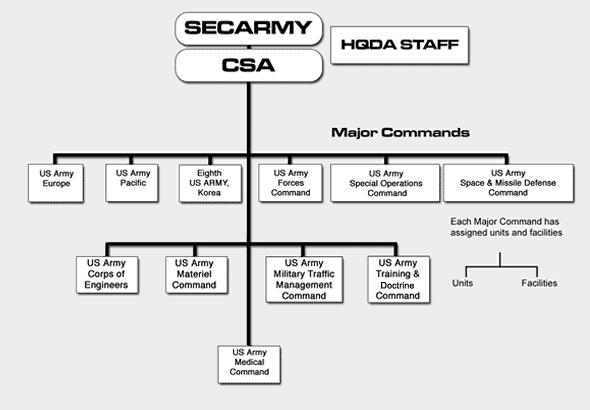
Die institutionelle Ebene der Army-Führung: Der Chief of Staff of the Army untersteht dem Secretary of the Army; beide werden von den Headquarters, Department of the Army beraten.

Die vertikale Befehlsstruktur des Heeres orientiert sich größtenteils an den für die Gesamtheit der Streitkräfte geschaffenen Institutionen. Oberbefehlshaber der Army ist wie bei allen anderen Teilstreitkräften der Präsident der Vereinigten Staaten, er bildet gemeinsam mit dem Verteidigungsminister die oberste Kommandogewalt der Vereinigten Staaten, die National Command Authority (NCA), die als einzige Institution über den Einsatz von Kernwaffen entscheidet. Die alltägliche Aufsicht über Angelegenheiten des Heeres hat das Department of the Army (Heeresressort oder -amt) innerhalb des Verteidigungsministeriums.
In seinen Strukturen orientiert es sich stark an denen der anderen Teilstreitkräfte, mit denen es in militärischer Hinsicht stets zusammenwirkt (jointness). Unterhalb der National Command Authority steht das Hauptquartier des Heeres an der Spitze der Teilstreitkraft. Es umfasst den Armeestaatssekretär (SECARM), dessen ziviles Amt Teil des Verteidigungsministeriums ist, und den Generalstabschef des Heeres (englisch: Chief of Staff of the Army, abgekürzt CSA). Der SECARM und sein Apparat haben nur administrative, nicht jedoch operative Verantwortung und sind zuständig für die politische Vertretung, Personal, Budgetvergabe und die Sicherstellung aller für das Heer notwendigen Ressourcen sowie für die Außendarstellung. Derzeitige Armeestaatssekretärin ist Christine Wormuth, CSA ist James C. McConville.

#### Generalstab

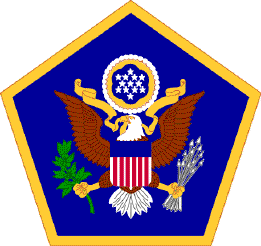
Ärmelabzeichen des Hauptquartiers der Army

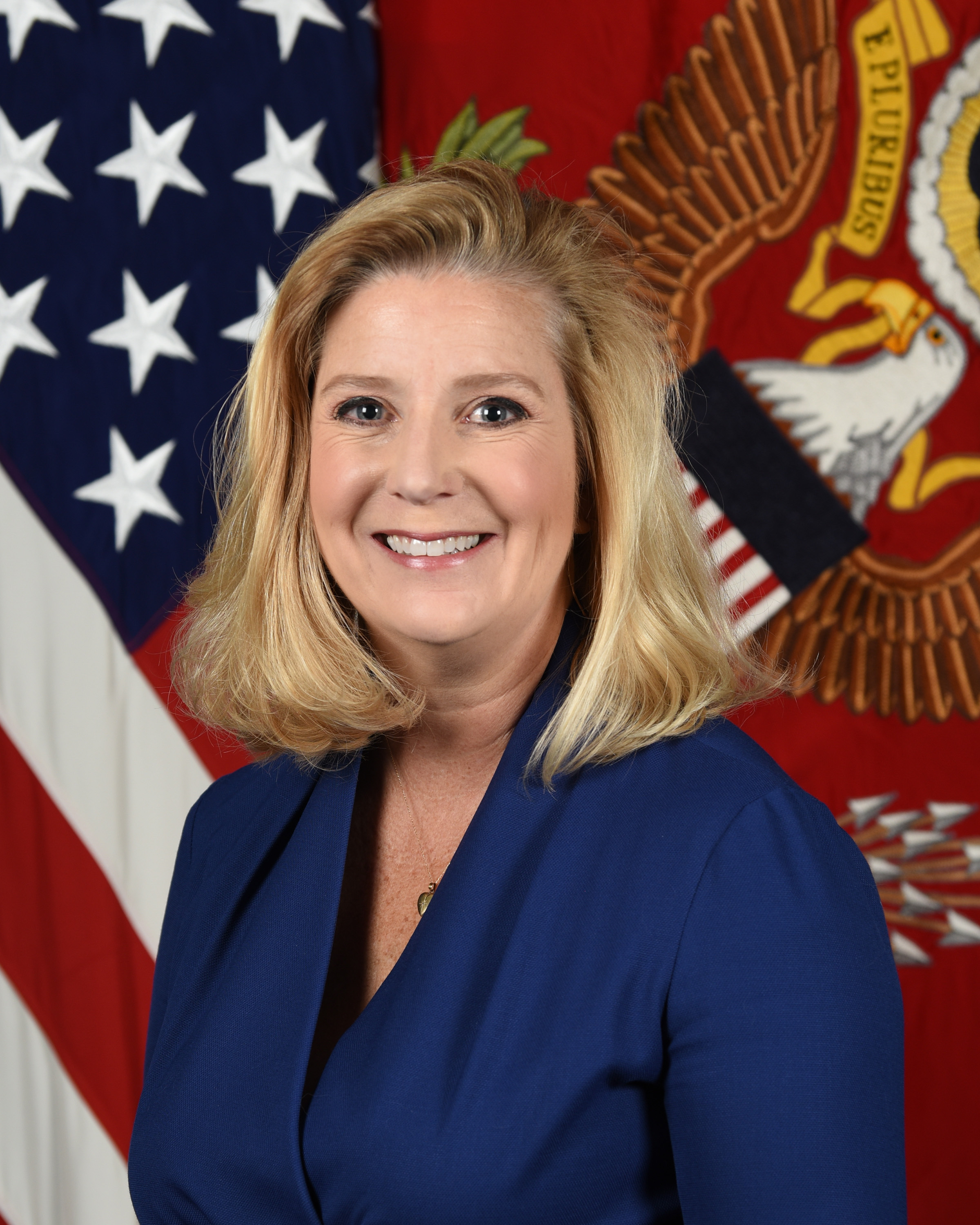
Christine Wormuth, Staatssekretärin des Heeresstreitkräfteamts (SECARM)

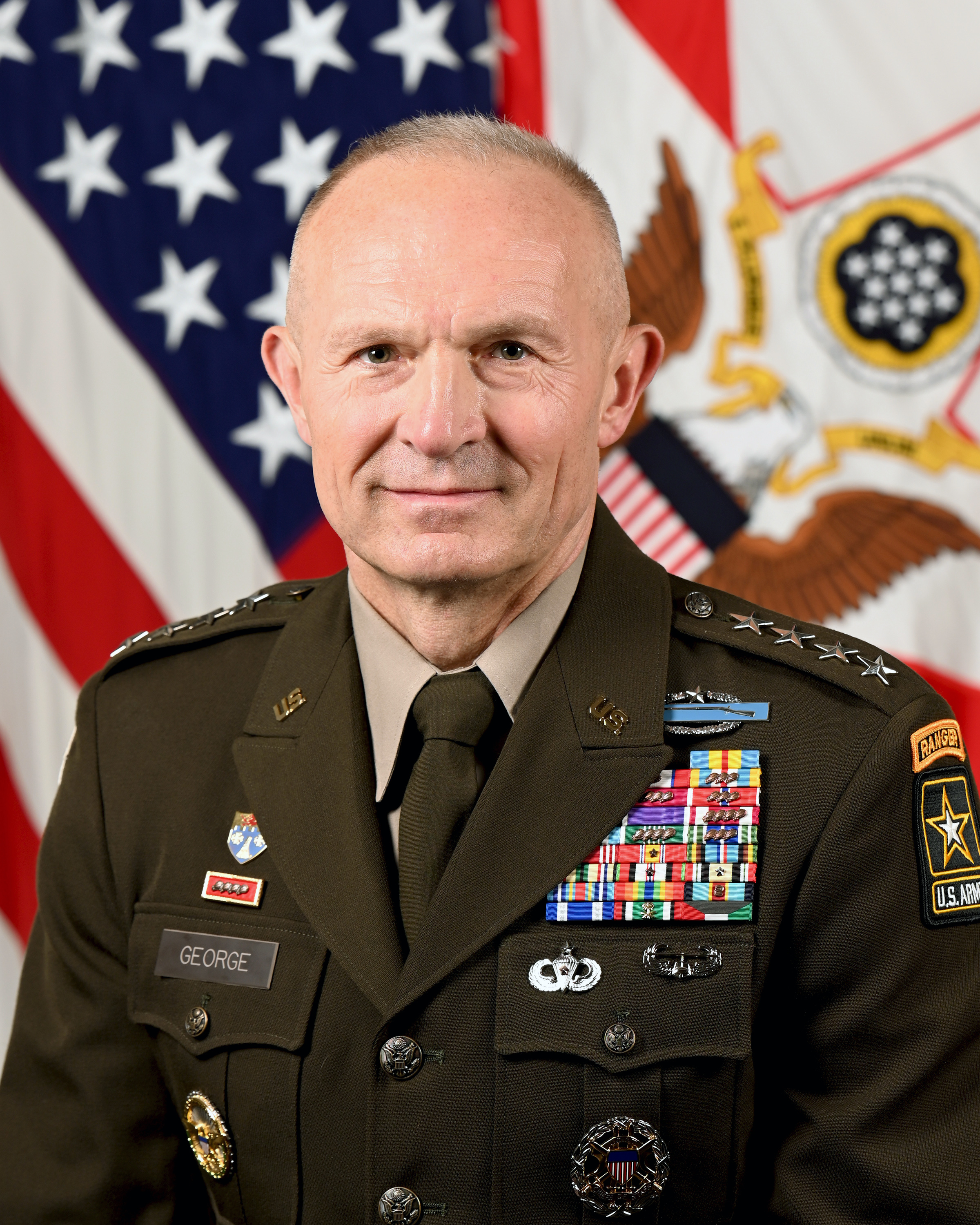
General Randy A. George, Stabschef des Heeres (CSA)

Dem Generalstab des Heeres ist der Vereinigte Generalstab der USA (Joint Chiefs of Staff, JCS) übergeordnet, in dem der Chief of Staff of the Army das Heer vertritt. Er ist zwar der ranghöchste Soldat der Army, wenn der Vorsitzende nicht selbst zur Army gehört, übt jedoch keine operative Kommandogewalt aus. Diese liegt bei den Kommandeuren der Unified Combatant Commands, die nicht den Vereinigten Stabschefs und ihrem Vorsitzenden unterstehen, sondern direkt der National Command Authority.
Darüber hinaus sind im Generalstab ein Sonderberater des Armeestaatssekretärs (Special Assistant to the Secretary of the US Army, derzeitiger Amtsinhaber: Mark F. Averill), ein Stellvertretender Generalstabschef sowie der Sergeant Major of the Army (SMA, der ranghöchste Feldwebeldienstgrad der US Army) vertreten. Der SMA ist ein in der gesamten Teilstreitkraft einzigartiger Dienstposten. Vor diesem Hintergrund hat dieser die Aufgabe, sich im Generalstab für die Belange der Unteroffiziere und Mannschaften einzusetzen und den Zustand und die Stimmung bei der Truppe für die Spitzen der Befehlsgewalt zu vermitteln. Derzeitiger Dienstposteninhaber ist seit 2023 SMA Michael R. Weimer.

#### Operative Ebene
Die Befehlskette
| Ebene                                       | Kommandeur                | besteht aus / Anzahl Soldaten           |
| ------------------------------------------- | ------------------------- | --------------------------------------- |
| Armee (Army)                                | General                   | zwei bis fünf Korps                     |
| Korps (Corps)                               | Lieutenant General        | zwei oder mehr Divisionen / 30.000+     |
| Division                                    | Major General             | vier bis sechs Brigaden / 15.000–20.000 |
| Brigade / Gruppe                            | Brigadier General/Colonel | sechs bis sieben Bataillone / 3300–3900 |
| Bataillon (Battalion) / Eskadron (Squadron) | Lieutenant Colonel        | zwei bis sechs Kompanien / 300–1000     |
| Kompanie (Company) / Batterie (Battery)     | Captain                   | zwei bis sechs Züge / 100–300           |
| Zug (Platoon)                               | 2nd / 1st Lieutenant      | zwei oder mehr Gruppen / 30–40          |
| Gruppe (Squad)                              | Staff Sergeant            | zwei oder mehr Fire teams / 8–12        |
| Trupp (Fire team)                           | Corporal                  | vier bis fünf Soldaten                  |

Die US Army ist auf der operativen Ebene in verschiedene Verbände strukturiert (vom größten zum kleinsten):
Korps
Der größte Kampfverband der US Army ist das Korps; größere Verbände (armies) sind laut derzeitiger Doktrin rein administrativer Natur. Anders als die anderen Verbände sind sie nicht fester Teil der Hierarchie, sondern werden daher nach Auftragslage zusammengesetzt, was in der Praxis immer von einigen „Stammeinheiten“ ausgehend geschieht. Dies erleichtert aufgrund der eingegrenzten Aufgaben eine schnellere und einfachere strategische Planung. Die Korps sind zwar an ihr Operationsgebiet angepasst, verfügen jedoch grundsätzlich über die Fähigkeit, militärische Aufgaben aller Art über einen längeren Zeitraum hinweg auszuführen. Bis auf das in Ansbach stationierte V. Korps haben alle anderen Abteilungen ihre Hauptquartiere in den USA. Derzeit verfügt das Heer über vier Korps, die aufgabenbezogene, geläufige Spitznamen führen:
|                   | Das I Corps ist in Fort Lewis, Washington, stationiert. Die mehrdeutige Aussprache des Zeichens „I“ in der englischen Sprache hat dazu geführt, dass diese in Bezug auf die Aufgabe des Korps als Eye Corps (sinngemäß: „sehendes Korps“) verstanden wird. Es bildet die strategische Eingreifreserve des Regionalkommandos Pacific Command, welches für den pazifischen und südostasiatischen Raum zuständig ist. |
|                   | Das III Corps in Fort Cavazos, Texas, wird mit verschiedenen Spitznamen wie Phantom Corps („Phantomkorps“), America’s Hammer („Hammer Amerikas“) oder vor allem Counterattack Corps („Korps für den Gegenangriff“) bezeichnet. Diese Spitznamen sind eine Anspielung auf seine relativ freie Verfügbarkeit im Gegensatz zu den geographischen gebundenen anderen Korps und auf seine ehemalige, exklusive Zusammensetzung aus gepanzerten Verbänden. Es ist der Theorie nach für Entlastungsangriffe vorgesehen. Dem Korps sind die 1st Infantry Division, 1st Cavalry Division und die 4th Infantry Division unterstellt. |
|                   | Das XVIII Airborne Corps mit Stationierungsort in Fort Bragg, North Carolina fungiert als schnelle Eingreiftruppe. Es trägt die umgangssprachliche Bezeichnung Contingency Corps, was sinngemäß übersetzt so viel wie „das Korps für alle Fälle“ oder „Notfallkorps“ bedeutet. Dem Korps sind die 3. US-Infanteriedivision, die 10. US-Gebirgsjägerdivision, die 82. US-Luftlandedivision und die 101. US-Luftlandedivision unterstellt. |
| Verbandsabzeichen | Das V. Corps wurde im Jahr 2020 reaktiviert. Im April 2022 wurde das Hauptquartier nach Ansbach in Mittelfranken verlegt. Dort ist es in die ehemalige Grundschule der Bertone Barracks eingezogen. Der Standort zeichnet sich durch die Nähe zum Luftwaffenstützpunkt Katterbach und zum Militärflugplatz Illesheim aus. Auf dem NATO-Gipfel Ende Juni 2022 in Madrid verkündete Präsident Joe Biden, dass in Polen ein neuer US-Militärstandort geschaffen werde, in dem dann auch das Hauptquartier des V. Corps untergebracht werden soll.                                                                             |

Anordnung und römische Zahlengebung rühren direkt aus dem Zweiten Weltkrieg her, was der Traditionspflege dient. Zu jener Zeit verfügten die USA über bis zu dreißig Heereskorps. Insgesamt hat die Korpsebene durch die Transformation stark an Bedeutung verloren. Durch unterschiedliche Anwendung innerhalb der Army hat die Präzision des Begriffs abgenommen. So wurden im Sezessionskrieg teilweise bereits Verbände von mehr als 20.000 Mann als Corps bezeichnet. Tendenziell waren dabei die Corps des Nordens kleiner als die des Südens, was sich mit zunehmender Dauer des Krieges änderte. Hinzu kommt die Verwendung des Begriffs als interne, begrenzte Berufsgruppe wie zum Beispiel das United States Army Corps of Engineers, was wiederum dem Begriff Korpsgeist am nächsten kommt (siehe auch den folgenden Abschnitt „Waffengattungen“).
Divisionen und Brigaden (Combat Brigade Teams)
Die US Army ist in Divisionen unterteilt. Im Jahre 2003 hatte die Army zehn aktive und acht Reservedivisionen mit jeweils 13.000 bis 18.000 Soldaten. Diese Anzahl ist nach Bedarf erweiterbar. Eine Division in der Army umfasst alle Einheiten, die ihre Operationsfähigkeit sicherstellen; eine Division ist somit von anderen Divisionen oder Einheiten prinzipiell unabhängig. Jede Division soll über vier Kampfbrigaden, mindestens eine Heeresflieger-Brigade und ein Stabsbataillon verfügen. Durch die Einführung von drei neuen standardisierten Typen von Kampfbrigaden (Brigade Combat Teams), der schweren Kampfbrigade (Heavy Brigade Combat Team [HBCT]), der mechanisierten Infanteriebrigade (Infantry Brigade Combat Team [IBCT]) und der Stryker-Radpanzerkampfbrigade Stryker Brigade Combat Team (SBCT), einer innerhalb von 96 Stunden luftverlegbaren Spezialbrigade mit bis zu 300 Radpanzern vom Typ Stryker, hat die Army erreicht, dass alle Kampfbrigaden des gleichen Typs der einzelnen Divisionen einander stets in Aufbau, Ausrüstung und Kampfkraft gleichen. Für den Einsatz werden ihnen zusätzliche Unterstützungsbrigaden von übergeordneten Kommandostellen unterstellt.
Regiment
Regimenter spielen in der Struktur der US Army in der zweiten Hälfte des 19. Jahrhunderts nur noch eine untergeordnete Rolle. Mit Einführung des Regimentssystem der United States Army, 1981 haben diese weder einen Kommandeur noch einen Stab, sondern dienen der Bindung des Soldaten an das einzelne Regiment und der Fortführung dessen Tradition. Ein Regiment besteht aus vier bis sechs Bataillonen. Die einzelnen Bataillone eines Regiments können durch verschiedene Brigaden oder Divisionen geführt werden und sind lediglich durch eine gemeinsame Tradition verbunden.
Bataillon
Ein Bataillon (bei Heeresfliegern Staffel, bei Kavallerieeinheiten (Panzer) Squadron, dt. Schwadron) besteht aus zwei bis sechs Kompanien mit einer Personalstärke von 300 bis 1000 Mann und wird von einem Lieutenant Colonel (Oberstleutnant) geführt.
Kompanie
Eine Kompanie (bei Artillerie Battery, dt. Batterie, bei Kavallerieeinheiten Troop) setzt sich normalerweise aus sechs Zügen (Platoons) (bei Artillerie, Spezialeinheiten und Heeresfliegern auch weniger, bei Versorgungseinheit bis zu acht) zusammen, hat eine Personalstärke von 100 bis 300 Soldaten und wird in der Regel von einem Captain (Hauptmann) geführt.
Platoon (dt. Zug)
In der Panzertruppe hat diese Teileinheit vier Fahrzeuge, bei der Infanterie besteht sie überwiegend aus vier Neun-Mann-Squads (Trupps), die sich aus drei Schützengruppen und einer Waffengruppe zusammensetzen. Die Personalstärke beträgt zwischen 30 und 40 Soldaten, bei einigen Spezialeinheiten bis zu lediglich zwölf Soldaten, z. B. bei den Green Berets.
Squad (dt. Gruppe)
Die Squad ist die kleinste Teileinheit, auf der alle größeren aufbauen. Sie besteht meist aus zwei fire teams, wird von einem Sergeant oder Staff Sergeant geführt und ist gegebenenfalls mit einer Panzerabwehr-, seltener einer Flugabwehrwaffe ausgerüstet.
Fire team (dt. Trupp)
Das Fire team ist das Grundelement der operativen Planung und besteht aus zwei Gewehrschützen, einem Maschinengewehrschützen oder einem Grenadier und wird von einem Unteroffizier, meist im Rang eines Corporal geführt. Diese Teileinheit bildet die Grundlage der US-amerikanischen Bodenkampfdoktrin und soll schnell, mobil einsetzbar und kurzfristig ohne jegliche Unterstützung einsatzfähig sein. Dieser Extremfall bleibt in der Planung jedoch nur den Einheiten des US Special Operations Command vorbehalten und betrifft die regulären Einheiten im Gefecht selten. Häufiger eingesetzt wird das Fire team für passive Aufgaben wie beispielsweise Patrouillen und ähnliches. Auch wenn das Fire team Planungsgrundlage ist und eine Einheit der US Army selbst in Unterzahl durch ihre moderne Ausrüstung den meisten Gegnern gewachsen ist, wird in der Planung meist auf Überzahl gesetzt.
Dies passt in die politische Strategie der Army, da kleine Verlustzahlen den politischen Druck auf die US-Regierung abschwächen sollen. Zu berücksichtigen sind hierbei jedoch die im Vergleich zu anderen Nationen sehr hohen finanziellen Mittel, die die Army in die Ausrüstung und Ausbildung jedes einzelnen Soldaten investiert. Das Verteidigungsministerium der Vereinigten Staaten hat die Army gegen Ende des 20. Jahrhunderts immer stärker modular aufgebaut. Das bedeutet, dass verschiedene Einheiten anderen zugeordnet werden können, ohne eine zwingende Umstrukturierung für unterschiedliche Einheiten erforderlich zu machen. Dieses Konzept kam der neuen Doktrin der Transformation zugute und wurde im Jahr 2003 während des Irakkrieges zum ersten Mal angewendet. Kurz vor dem Einmarsch konnte auf diese Weise eine ganze Brigade aufgeteilt werden, da ihr Vormarsch als Verband die Kampftruppen verlangsamte und die Versorgungseinheiten gefährdete. Ein Soldat der US Army wird mit Soldier angesprochen, wobei dieses Wort als Anrede groß geschrieben wird.

#### Dienstgrade
Kleine Auswahl an Dienstgraden
| Offiziere der United States Army                                       | Offiziere der United States Army | Offiziere der United States Army | Offiziere der United States Army | Offiziere der United States Army | Offiziere der United States Army | Offiziere der United States Army | Offiziere der United States Army | Offiziere der United States Army | Offiziere der United States Army | Offiziere der United States Army | Offiziere der United States Army |
| US-Soldstufe                                                           | O-10                             | O-10                             | O-9                              | O-8                              | O-7                              | O-6                              | O-5                              | O-4                              | O-3                              | O-2                              | O-1                              |
| ---------------------------------------------------------------------- | -------------------------------- | -------------------------------- | -------------------------------- | -------------------------------- | -------------------------------- | -------------------------------- | -------------------------------- | -------------------------------- | -------------------------------- | -------------------------------- | -------------------------------- |
| Schulterklappe                                                         |                                  |                                  |                                  |                                  |                                  |                                  |                                  |                                  |                                  |                                  |                                  |
| Dienstgrad                                                             | General of the Army1             | General                          | Lieutenant General               | Major General                    | Brigadier General                | Colonel                          | Lieutenant Colonel               | Major                            | Captain                          | First Lieutenant                 | Second Lieutenant                |
| Abkürzung                                                              | GA/COM                           | GEN                              | LTG                              | MG                               | BG                               | COL                              | LTC                              | MAJ                              | CPT                              | 1LT                              | 2LT                              |
| NATO-Rangcode                                                          | OF-10                            | OF-9                             | OF-8                             | OF-7                             | OF-6                             | OF-5                             | OF-4                             | OF-3                             | OF-2                             | OF-1                             | OF-1                             |
| 1 Wird nur in Kriegszeiten mit Zustimmung des US-Kongresses verliehen. |                                  |                                  |                                  |                                  |                                  |                                  |                                  |                                  |                                  |                                  |                                  |

#### Kommandostruktur und Informationsfluss
Mit Einsetzen der Transformation wurde im Verteidigungsministerium der Vereinigten Staaten eine neue Doktrin erarbeitet, die kämpfenden Einheiten untereinander und mit zur Verfügung stehenden Informationen, zum Beispiel von Nachrichtendiensten und Aufklärung verbinden soll. Das Ergebnis war Network Centric Warfare, die totale Vernetzung aller am Kampf beteiligten Elemente. An einem praktischen Beispiel erklärt bedeutet dies, dass ein Geheimdienst nicht erst mit einem Kommando Kontakt aufnehmen muss, welches dann über mehrere Soldaten in der Hierarchie eine Ausschaltung eines Ziels anordnet, sondern dass alle Aufklärungseinheiten alle verfügbaren Informationen in eine von mehreren Stellen abrufbare Datenbank eingeben, worauf Einheiten eigenständig reagieren können. Faktisch bedeutet dies eine Annäherung an die Auftragstaktik.

### Horizontale Führungsstruktur
Die Army ist in zwölf Major Commands (deutsch: Oberkommanden) strukturiert. Diese übernehmen jeweils klar abgegrenzte Aufgaben und ergänzen sich gegenseitig. Sie unterscheiden sich in Heereskommanden und Army Service Component Commands, das sind Kommandostellen, die den übergeordneten Unified Combatant Commands unterstehen. Es existieren neun Army Service Component Commands, die sich in fünf regionale und drei funktionale Kommanden teilen. Die MAJCOMs sind zu unterscheiden von den Direct Reporting Units (deutsch: direkt unterstellte Einheiten), die zwar ebenfalls zu den hohen Kommandostrukturen zählen, jedoch nur auf der Divisionsebene angesiedelt sind und keinem Major Command unterstehen. Stattdessen sind diese Kommandostellen direkt dem Chief of Staff of the Army und seinem Hauptquartier unterstellt.

#### Army Service Component Commands
Die US Army ist vollständig in das System der Unified Combatant Commands (UCC) des US-Verteidigungsministeriums integriert. Die Heeresunterabteilungen der UCC heißen Army Service Component Commands (ASCC). Dementsprechend verfügt die US Army über fünf Regional- und vier Funktionalkommanden. Die Standorte der Kommandoeinrichtungen sind demgegenüber überwiegend dezentral und sind damit nicht notwendigerweise am selben Standort wie die UCC stationiert.
Regionalkommanden

Militärische Einteilung der Weltkarte durch die USA.

Die ASCC-Komponente des US Southern Command (SOUTHCOM) ist die United States Army South (USARSOUTH) Sie ist verantwortlich für sämtliche Aktivitäten des Heeres in Lateinamerika und in Fort Sam Houston stationiert.
Die 3. US-Armee fungiert als US Army Forces Central Command (USARCENT) und ist die bekannteste Regionalkomponente. Sie befehligte die Vorgängertruppe der Multinational Force Iraq als Coalition Forces Land Component Command (CFLCC). Die 3. US-Armee ist auf dem Stützpunkt Fort McPherson im Bundesstaat Georgia stationiert.
Die United States Army North (USARNORTH; ehemals 5. US-Armee) ist dem US Northern Command (NORTHCOM) unterstellt. Standort ist Fort Sam Houston im US-Bundesstaat Texas.
Die United States Army Pacific (USARPAC) ist in Fort Shafter auf Hawaii stationiert. Dort versieht sie ihren Dienst als Landkomponente des United States Pacific Command.
Zwei ASCC haben die Besonderheit, Teilkommando der Unified Combatant Commands und gleichzeitig militärischer Großverband zu sein.
Die 7. US-Armee fungiert als US Army Europe (USAREUR) und ist als Landkomponente des US European Command (USEUCOM) und ist in den Lucius D. Clay Barracks in Wiesbaden stationiert.
Die 8. US-Armee (EUSA) ist Teil der zuständigen Kommandostelle für alle US-Truppen in Südkorea, den US Forces Korea (USFK) und in Yong Son (Yongsan Army Garrison) bei Seoul stationiert. Sie untersteht operativ dem Kommandeur des US Pacific Command, ist aber territorial an den Raum der koreanischen Halbinsel gekoppelt. Das bedeutet, dass der Kommandeur PACOM diese Streitkräfte nur dort einsetzen und dislozieren darf.
Funktionalkommanden
Das US Army Forces Command (FORSCOM) ist die US Army-Komponente des US Joint Forces Command (USJFCOM) und in Fort McPherson stationiert.
Das United States Army Space and Missile Defense Command (SMDC/ARSTRAT) ist Teil des US Strategic Command (STRATCOM). Es ist in Arlington County, Virginia, beheimatet.
Das bei weitem bekannteste ASCC des Heeres, eine Teilkomponente des United States Special Operations Command (SOCOM), ist das United States Army Special Operations Command (USASOC), zu dem die Green Berets, das 75th Army Ranger Regiment und das 160th SOAR gehören. Stützpunkt des USASOC ist Fort Bragg in North Carolina.
Das United States Army Military Surface Deployment and Distribution Command (SDDC) ist die Heereskomponente des US Transportation Command (TRANSCOM) in Fort Eustis bei Newport News (Virginia).

#### Heereskommanden
Neben den Army Service Component Commands verfügt das Heer der USA über eigene Kommandobehörden und Koordinationsstellen, die den eigenen Bedürfnissen angepasst sind. Die anderen Teilstreitkräfte koordinieren deren Aufgaben in anderen Strukturen. Sie werden alle von Vier-Sterne-Generälen kommandiert und sind wie die UCC auf Heeresgruppenebene beziehungsweise Oberkommandoebene angesiedelt.
Das United States Army Materiel Command (AMC) koordiniert die Beschaffung, Bereitstellung und Versorgung von Heereseinheiten mit Material, Waffen und Nachschub aller Art. Es ist in Fort Belvoir, Virginia, angesiedelt.
Für die Entwicklung neuer Strategien, Taktiken und Doktrinen ist das US Army Training and Doctrine Command (TRADOC) zuständig. Weiterhin steuert und überwacht es die Aus- und Weiterbildung im Heer. Das TRADOC ist seit 1973 in Fort Monroe, Virginia, untergebracht.
Das United States Army Forces Command (FORSCOM) ist die größte Kommandoeinrichtung des Heeres. Sein Kommandeur stellt in Personalunion den Kommandeur der US Army North. FORSCOM verfügt über eine breite Aufgabenpalette, da es den Auftrag hat, in möglichst kurzer Zeit kampfbereite Verbände bereitzustellen. Daher sind in der Nähe seines Standortes Fort McPherson in Georgia Kommandoeinrichtungen der Reserve und der National Guard untergebracht, die mit der Aktivierung von Reserveverbänden beauftragt sind.

#### Direct Reporting Units
Direct Reporting Units sind Oberkommanden auf Divisionsebene und unterstehen nicht den Major Commands, sondern sind direkt dem Generalstab der Army unterstellt.
Das US Army Intelligence and Security Command steuert die vielfältigen nachrichtendienstlichen Aktivitäten der Army. Zusammen mit ähnlichen Oberkommanden ist INSCOM im Central Security Service, einer kryptographischen Abteilung der NSA, integriert. Standort ist Fort Belvoir im Bundesstaat Virginia.
Für die Strafverfolgung innerhalb der Teilstreitkraft ist das US Army Criminal Investigation Command zuständig. Criminal Investigation Command (CIC) ähnelt in seiner Funktion dem NCIS der Marine und ist ebenfalls in Fort Belvoir, Virginia, beheimatet.
Das Pionierkorps des Heeres mit Sitz in Washington D.C. ist das US Army Corps of Engineers (USACE). Es ist stark in den Zivilschutz in den Vereinigten Staaten integriert. Neben seinen vorrangig militärischen Aufgaben wie der Errichtung und Wartung militärischer Einrichtungen baut und inspiziert das Corps of Engineers Brücken, Straßen und Staudämme in allen Landesteilen der Vereinigten Staaten. Dazu ist es in neun regionale Untergliederungen eingeteilt, von denen eine im Jahre 2005 speziell für den Auslandseinsatz im Nahen Osten aufgestellt wurde.
Diverse medizinische Kommanden sind im US Army Medical Command (MEDCOM) zusammengefasst. Es betreut und befehligt die diversen Untergliederungen für gewöhnliche medizinische Versorgung (US Army Medical Corps), für gravierende medizinische Erkrankungen (US Army Medical Specialist Corps), für Dentalversorgung (US Army Dental Corps), das Veterinärkorps (US Army Veterinary Corps), das Krankenpflegerkorps (US Army Nurse Corps) sowie das Korps für den Sanitätsdienst (US Army Medical Service Corps). Das Hauptquartier befindet sich in Fort Sam Houston, Texas.

#### Waffengattungen
Neben der hierarchischen Struktur existiert in der US Army eine Gliederung nach Waffengattungen, die drei Kategorien umfasst. Sie tragen zumeist die Bezeichnung Corps, was in diesem Fall als Sammelbegriff und nicht als ordnender Begriff dient. Im Folgenden werden Beispiele angegeben:
1. Bewaffnete Einheiten/Combat Arms: Infanterie, Panzer (in der Army-Struktur integriert in die Infanteriedivisionen), Artillerie, Special Operations Forces
2. Kampfunterstützungseinheiten/Combat Support Arms: Military Police Corps, US Army Signal Corps
3. Versorgungseinheiten/Combat Service Support: Judge Advocate General’s Corps, Finanzdienstleistungseinheiten, Nurse Corps

### Auslandseinsätze und -stationierungen

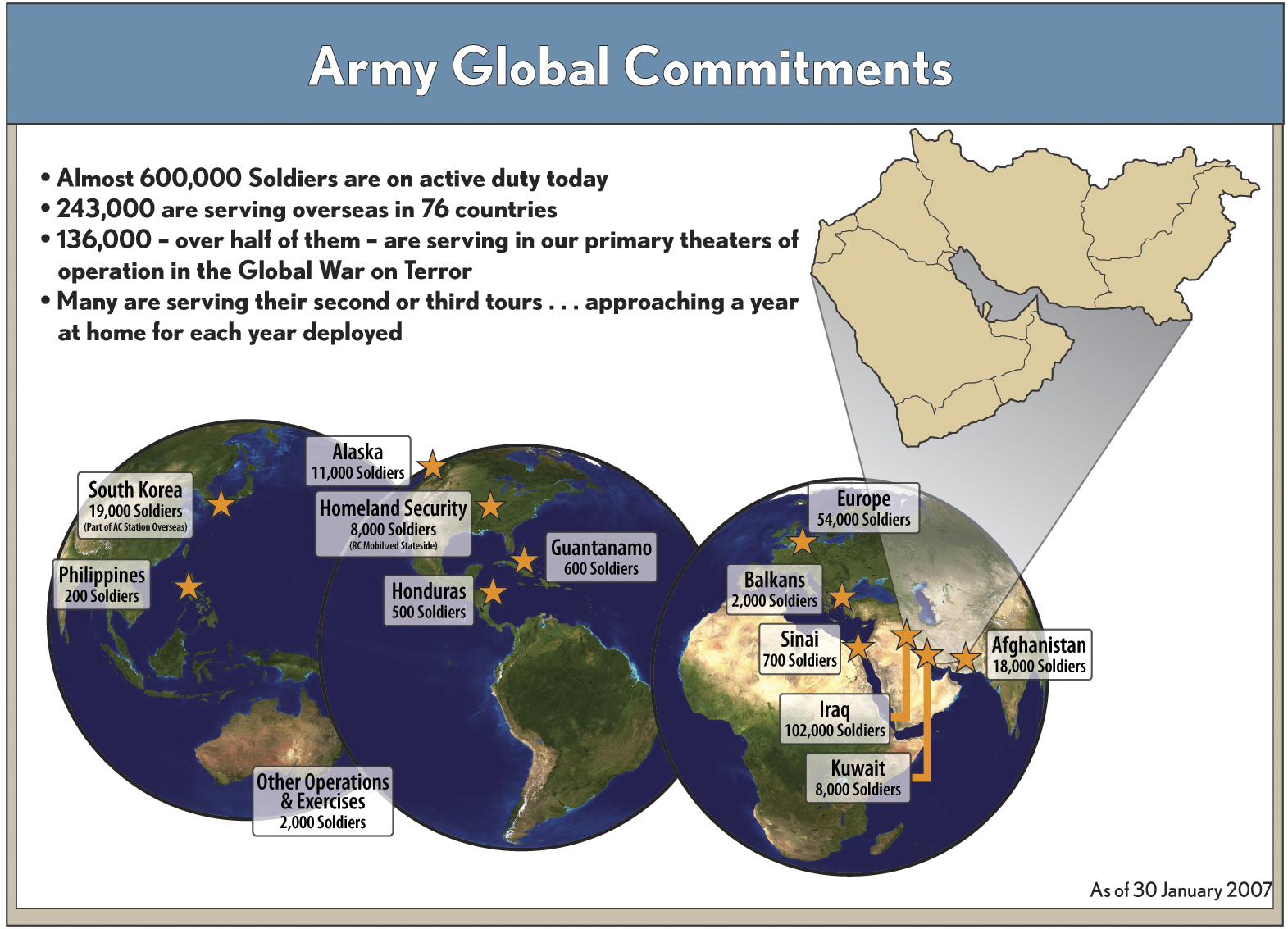
Größte Truppenstationierung des Heeres weltweit (Stand: Januar 2007)

Die US Army unterhält Stützpunkte in aller Welt. Im Jahre 2005 waren 335.590 Soldaten des gesamten Heeres in 120 Ländern der Welt stationiert, davon waren 215.000 auf Dienstreisen oder im Ausland eingesetzt. Die größten Kontingente der aktiven Einheiten sind (Dez. 2011; Zahlen gerundet):
- Operation Enduring Freedom: 68.100 Soldaten
- Operation New Dawn (Irak): 18.400 Soldaten (inkl. Reservisten/Nationalgarde)

Die größten dauerhaften Auslandskontingente sind wie folgt verteilt:
- Europa: 42.000 Soldaten, davon 38.000 auf deutschem, 3.200 auf italienischem, 340 auf britischem und 173 auf niederländischem Territorium
- Ostasien: Südkorea: nicht angegeben, Japan: 2.500 Soldaten
- CENTCOM-Gebiet, mit Ausnahme der beiden Großeinsätze: 770 Soldaten, größtenteils in Katar, Ägypten und Saudi-Arabien

Das europäische Hauptquartier der US Army (US Army Europe, USAREUR) ist in der Clay Kaserne in Wiesbaden, deren übergeordnete Kommandoeinheit ist das US European Command (USEUCOM) in Stuttgart. Die Stationierung in Stuttgart hat sich in vielerlei Hinsicht als vorteilhaft erwiesen, wodurch sie trotz aller Standortschließungen der letzten Jahre bestehen bleibt.

## Rekrutierung und Ausbildung

### Rekrutierung
Die US Army unterhält weltweit Rekrutierungsstellen, neben denjenigen in den USA weitere in Japan, Korea, Europa sowie auf Guam und Samoa. Die juristischen Voraussetzungen für die Einstellung von Mannschaftsdienstgraden sind die US-amerikanische Staatsbürgerschaft oder eine dauerhafte Aufenthalts- und Arbeitserlaubnis bei voller Gesundheit und einer guten körperlichen Verfassung. Der Rekrut darf das Alter von 34 Jahren nicht überschritten haben (39 Jahre für die Reserve) und muss einen guten Leumund vorweisen („[…] to be in good moral standing/to be of good moral character […]“). Bei vorliegenden Straftaten wird über den Einzelfall entschieden. Früher zeigte sich die Army nicht so tolerant gegenüber Vorstrafen wie die übrigen US-Streitkräfte. Das Mindestalter beträgt 17 Jahre, bis 18 ist die Einwilligung der Eltern erforderlich.
Die US Army betreibt diverse Programme, die einem potenziellen Rekruten den Einstieg erleichtern sollen, wie zum Beispiel das „Buddy Program“, bei dem zwei befreundete Personen, die wegen der Zuteilung und Unterbringung gleichen Geschlechts sein müssen, zur selben Rekrutierungsbrigade gelangen. Weiterhin besteht die Möglichkeit, sich bis zur Erlangung eines Schul- oder akademischen Abschlusses zurückstellen zu lassen. Je nach Qualifikation werden Universitätsabsolventen bevorzugt damit geworben, mit einem höheren Dienstgrad sowie mit einer Einstiegsprämie von $ 20.000 (umgerechnet knapp € 16.400) eingestellt zu werden.
Unter Kritik geraten häufig die offensiven Anwerbemethoden der Army-Rekrutierungsbüros. Die Palette reicht dabei vom Unterrichts- und Vorlesungsbesuch über gezieltes Ethno-Marketing hin zum „Cold Call“, dem überraschenden Werbeanruf der Zielperson. Dabei wird der Army die Ausnutzung des meist geringen Einkommens oder der Perspektivlosigkeit der Zielpersonen und -gruppen sowie die Verschleierung des Berufsrisikos vorgeworfen. Die Army und Befürworter dieser Praktiken führen hingegen die Eigenverantwortung der Zielpersonen an.
Auch Computerspiele (Werbespiele) werden zu Rekrutierungszwecken eingesetzt. Inzwischen werden sie auch extra für die Army entwickelt (siehe Abschnitt Computerspiele).
Bürgerrechtsbewegungen, Studenten und linksgerichtete Gruppierungen äußern sich kritisch über die Drohung der Army, allen Schulen und Universitäten Fördermittel des Bundes entziehen zu lassen, sollten diese den Rekrutierern den Zugang zu den Lehrsälen verweigern. Die Rechtsgrundlage dieser Praxis ist Sektion 9528 des No Child Left Behind Act.
Das Übertreten der Grenze zu Mexiko durch ein Werbeteam der Army im Mai 2005 verursachte einen diplomatischen Zwischenfall mit Mexiko. Der Direktor der Schule wies die Werber ab und protestierte direkt in Washington.
Während der Zeit des Einsatzes im Irak und in Afghanistan erfuhr die Army einen massiven Rekrutenrückgang, der sie wegen ihrer direkten Konfrontation mit ihren Gegnern von allen Streitkräften am stärksten betraf. Kongressberichten zufolge verlief die Personalrekrutierung ungefähr seit 2006 zwar erfolgreich, vor einer sinkenden Qualität der Bewerber und vor einer möglichen Kostenexplosion wurde jedoch weiterhin gewarnt. Aufgrund der Verluste im Irak und Afghanistan und der damit einhergehenden Probleme, Rekruten zu werben, wurde entgegen der früheren Praxis vermehrt auf Vorbestrafte und Kriminelle gesetzt. Bei der Army war laut Presseberichten deren Anteil um ein Viertel gestiegen (2006: 8.129, 2008: 10.258). Bedingt durch die Auswirkungen der Finanzkrise und in deren Folge dem Anstieg an Bewerbern bei der Army, haben sich die Anforderungen an die Rekruten mittlerweile aber wieder deutlich erhöht.
Die gesetzlichen Vorschriften gewähren der Army die Möglichkeit, einen begrenzten Anteil (bis zu 35 %) von Rekruten ohne High-School-Abschluss aufzunehmen, sofern die übrigen persönlichen Voraussetzungen erfüllt werden. Der tatsächliche Anteil liegt jedoch weit darunter.

### Ausbildung
| Herkunft des Rekruten             | Ausbildungsort des Rekruten                                                          | Name der ausbildenden Einheit |
| --------------------------------- | ------------------------------------------------------------------------------------ | ----------------------------- |
| Nordöstliche USA                  | Fort George G. Meade, Maryland                                                       | 1st Recruitment Brigade       |
| Südöstliche USA                   | Forest Park, Georgia                                                                 | 2nd Recruitment Brigade       |
| Südliche USA und Mittlerer Westen | San Antonio, Texas                                                                   | 5th Recruiting Brigade        |
| Nördliche USA                     | Fort Knox, Kentucky                                                                  | 3rd Recruiting Brigade        |
| Westliche USA                     | Las Vegas, Nevada (ab inklusive Montana, Wyoming, Colorado und New Mexico westwärts) | 6th Recruiting Brigade        |

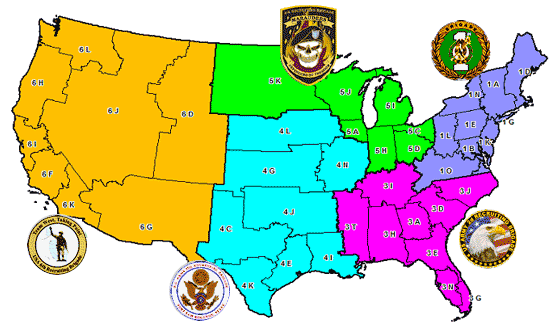
Karte der Rekruten-Einzugsbereiche mit den Wappen der Rekrutierungskommanden. Die Zahlen in den Distrikten stimmen nicht mit der Nummer der Brigade überein, sondern dienen der Aufzählung

Im Zuge der Rationalisierungsmaßnahmen Anfang der 1990er Jahre wurde die 4th Recruitment Brigade, die ihren Sitz in Fort Sheridan, Illinois, hatte, im Jahre 1992 aufgelöst. Ihre Ausbildungsbataillone wurden den 2. und 5. Rekrutierungsbrigaden zugewiesen. Insgesamt gibt es je nach Jahrgang zwischen 40 und 43 Ausbildungsbataillone.
Rekruten von außerhalb der USA werden der 1st Recruitment Brigade zugerechnet.

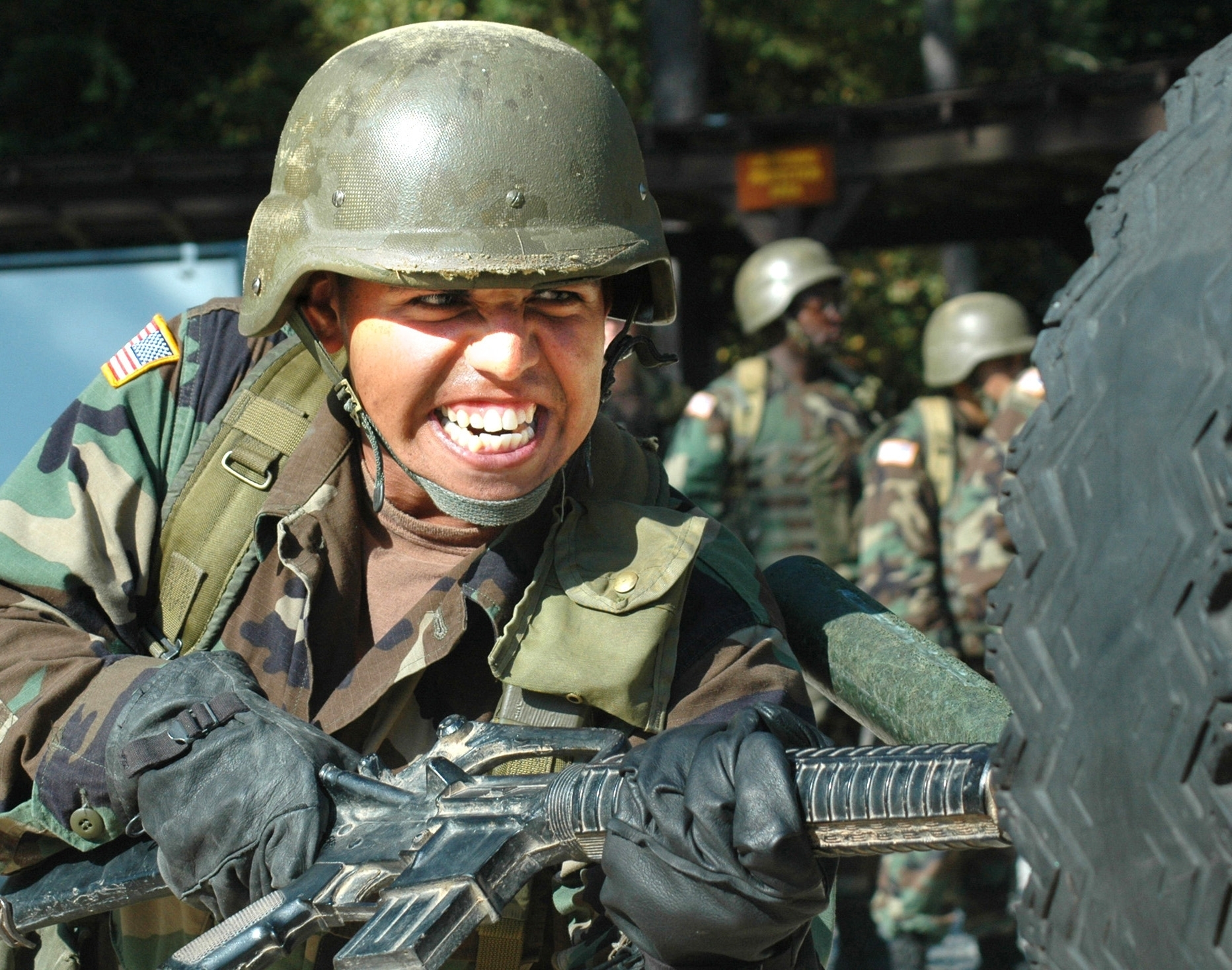
Bajonett-Training während der Grundausbildung

Die Grundausbildung, basic training genannt, dauert neun Wochen. Der genaue Ablauf ist der Webseite der US Army zu entnehmen.
Im Jahr 1994 wurde die Geschlechtertrennung bei der Ausbildung aufgehoben. 1996 ereignete sich auf der Aberdeen Proving Ground in Maryland ein Vorfall, bei dem mehrere weibliche Rekruten Ausbilder beschuldigten, sie im Zuge ihrer Ausbildung sexuell genötigt zu haben. Sie behaupteten, dass die Ausbilder ihre noch bestehende Unsicherheit, was die Army anbelangte, ausgenutzt hätten. Daraufhin ging eine Welle von ähnlichen Beschwerden ein. Überlegungen, die Ausbildung wieder nach Geschlechtern zu trennen, entgegnete die Army mit einer umfassenden Untersuchung auf 30 ihrer Einrichtungen weltweit.
Der Sonntag war in Ausbildungseinheiten bis Januar 2004 ein Tag, an dem die Ausbildung – an den anderen Tagen gemessen – nur begrenzt durchgeführt wurde. Im Januar 2004 wurde das Niveau des Sonntagstrainings dem während der Woche üblichen Niveau angeglichen. Grund hierfür war die Absicht, den Herausforderungen im Irak und in Afghanistan besser gerecht zu werden, ohne die Grundausbildung verlängern zu müssen. Der Häuserkampf sowie die Reaktion auf diverse Guerilla-Taktiken wurden in das Trainingsprogramm aufgenommen.

### Manöver und Truppenübungen

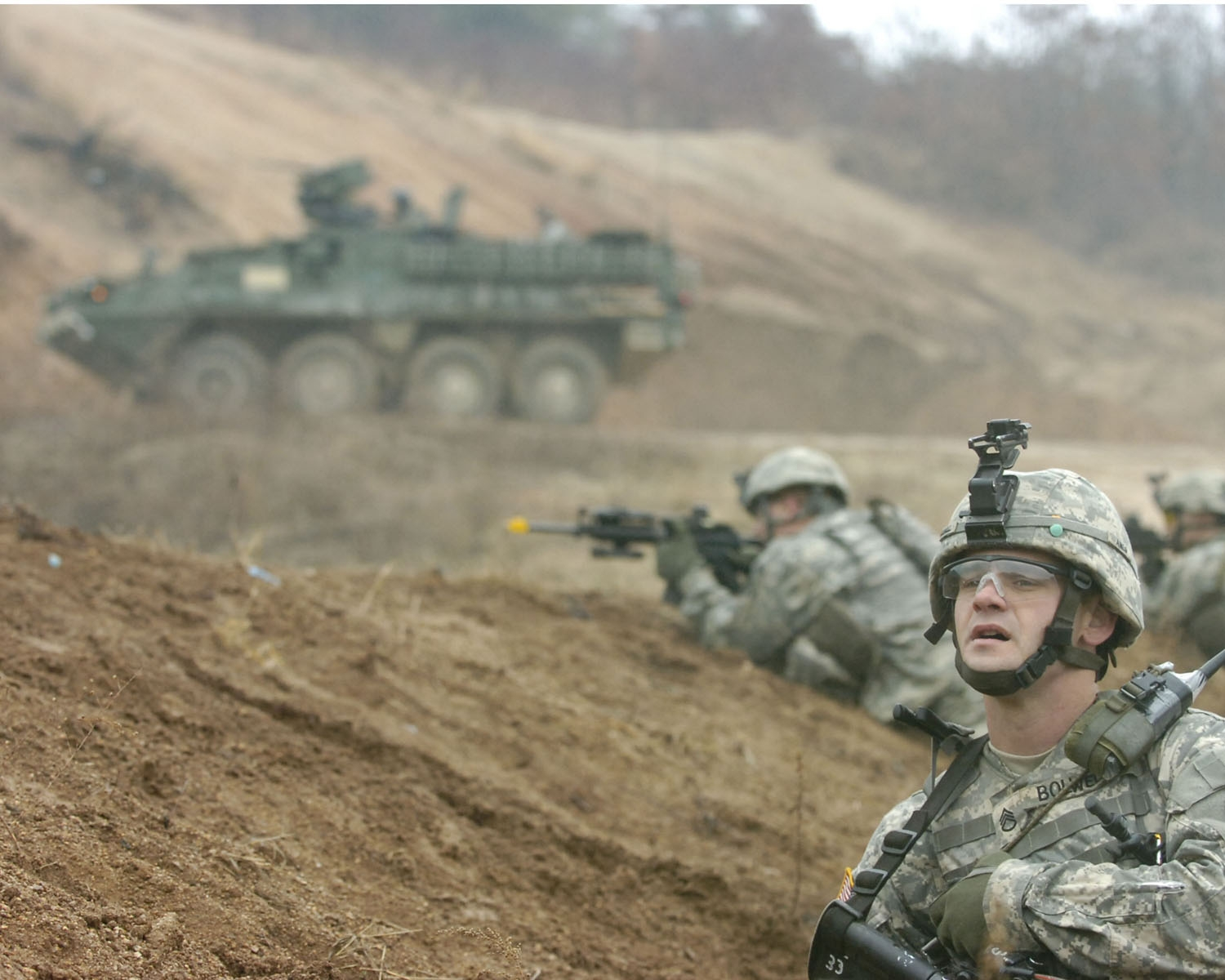
Soldaten während einer Übung in Südkorea im April 2007

Alle Einheiten der US Army sind zur Durchführung regelmäßiger Übungen verpflichtet, die theoretisch überall, überwiegend jedoch auf armeeeigenem Gelände stattfinden, mit dem der Großteil der Einheit nicht vertraut ist. Zentrale Manövergebiete werden regelmäßig genutzt, wie das Joint Readiness Training Center (JRTC) in Fort Johnson, Louisiana und das National Training Center (NTC) in Fort Irwin, Kalifornien, dem modernsten Übungszentrum für Panzerkampf der Welt.
In Europa stehen die Truppenübungsplätze Grafenwöhr für die Ausbildung mit scharfer Munition im Joint Multinational Training Center (JMTC) und in Hohenfels zum Feindmanövertraining im Joint Multinational Readiness Center (JMRC) zur Verfügung.
Daneben werden jährliche regionale Manöver durchgeführt, bei der vornehmlich die einzelnen Divisionen, die in Deutschland stationiert sind, gegeneinander antreten. Diese wurden bis 1989 im sehr großen Rahmen abgehalten und nannten sich bis dahin Return of Forces to Germany (REFORGER). Damals wurden ganze Divisionen aus den USA zur fiktiven Unterstützung gegen den Feind eingeflogen. So wurden zur Verstärkung des damaligen V. Korps der US Army (stationiert in Frankfurt am Main) mit der 3. US-Panzer- und der 8. US-Infanteriedivision die 2. US-Panzerdivision eingeflogen. Bei dieser Großübung simulierte das VII. Korps (stationiert in Stuttgart) mit der 1. US-Panzer- und der 3. US-Infanteriedivision, das von der 1. US-Infanteriedivision unterstützt wurde, die Truppen des Warschauer Paktes. Mit diesen umfangreichen Manövern wollte die US-Regierung ihre Entschlossenheit zur Unterstützung des NATO-Partners Deutschland im Falle eines sowjetischen Angriffs demonstrieren.

## Ausrüstung

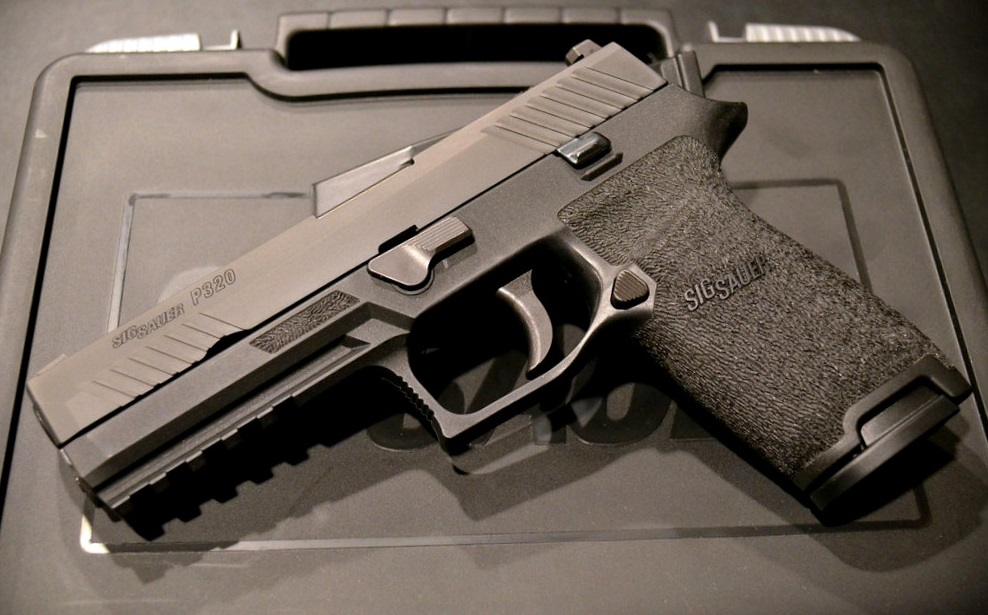
SIG Sauer P320 (US-Bezeichnung M17), seit 2018 Ordonnanzpistole der US-Streitkräfte

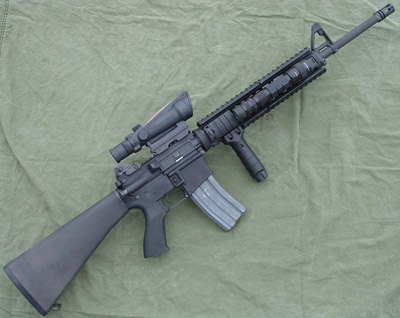
M16A4 mit montiertem Zielfernrohr

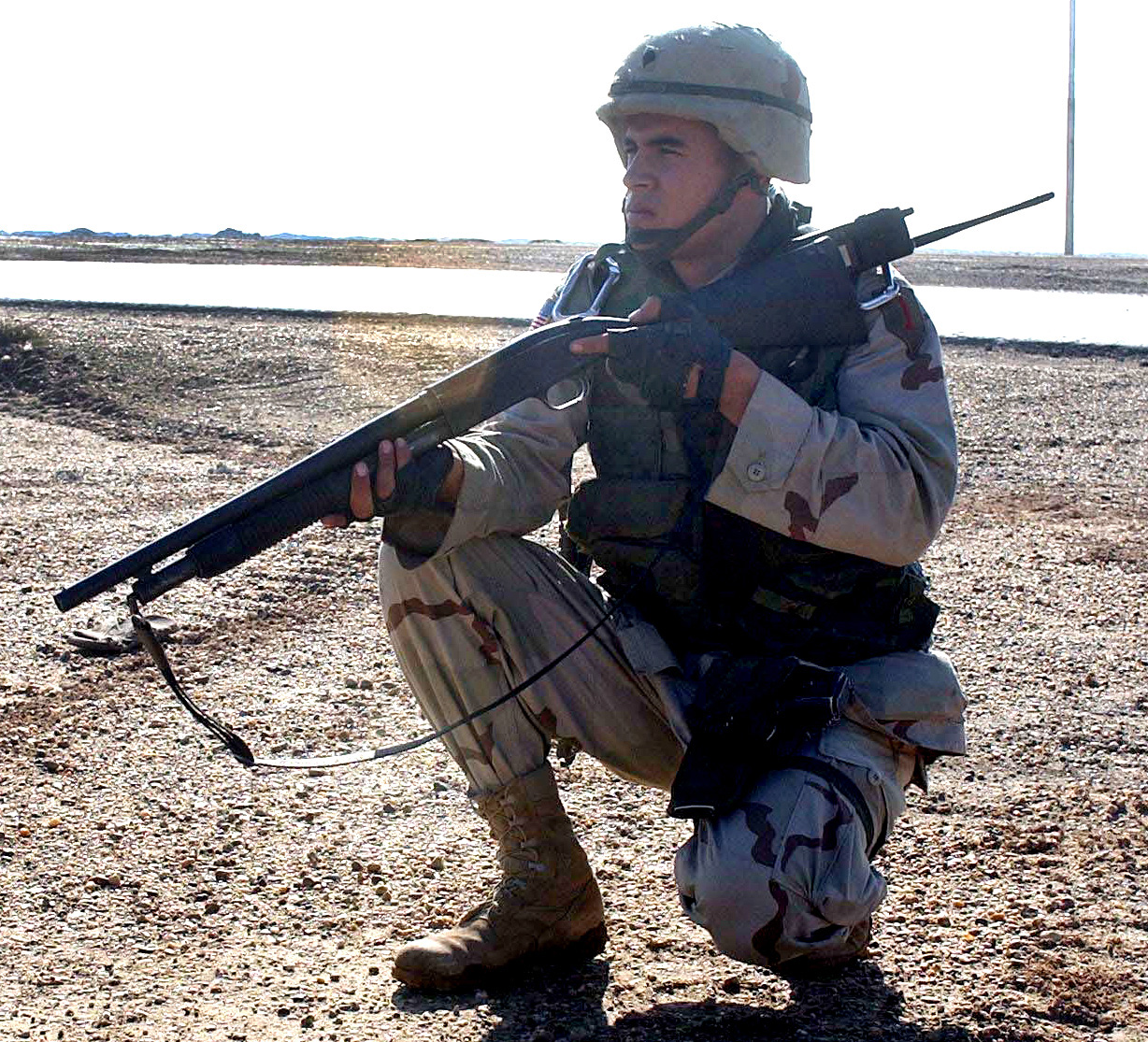
Soldat der 1. US-Infanteriedivision mit einer Flinte vom Typ Mossberg 590

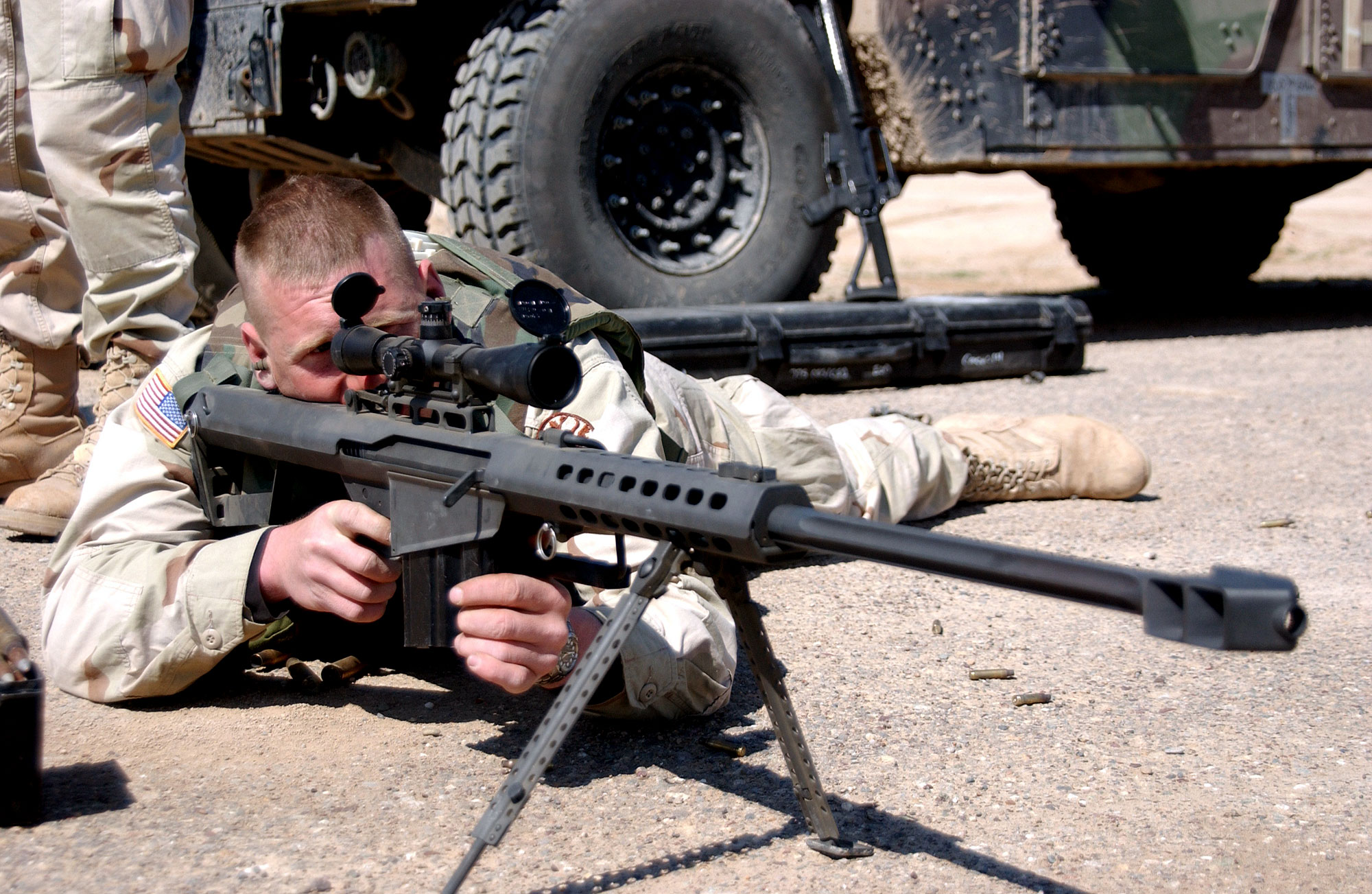
Anti-Materiel Rifle Barrett M82A1 (Light Fifty)

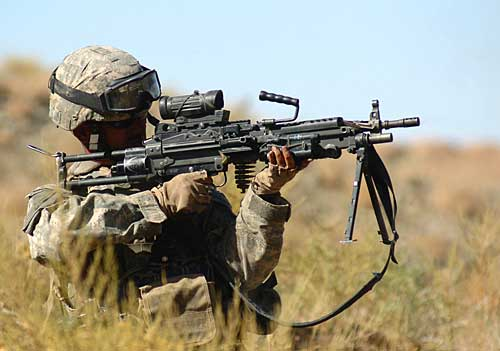
Heeressoldat mit M249 SAW in Afghanistan, 2005

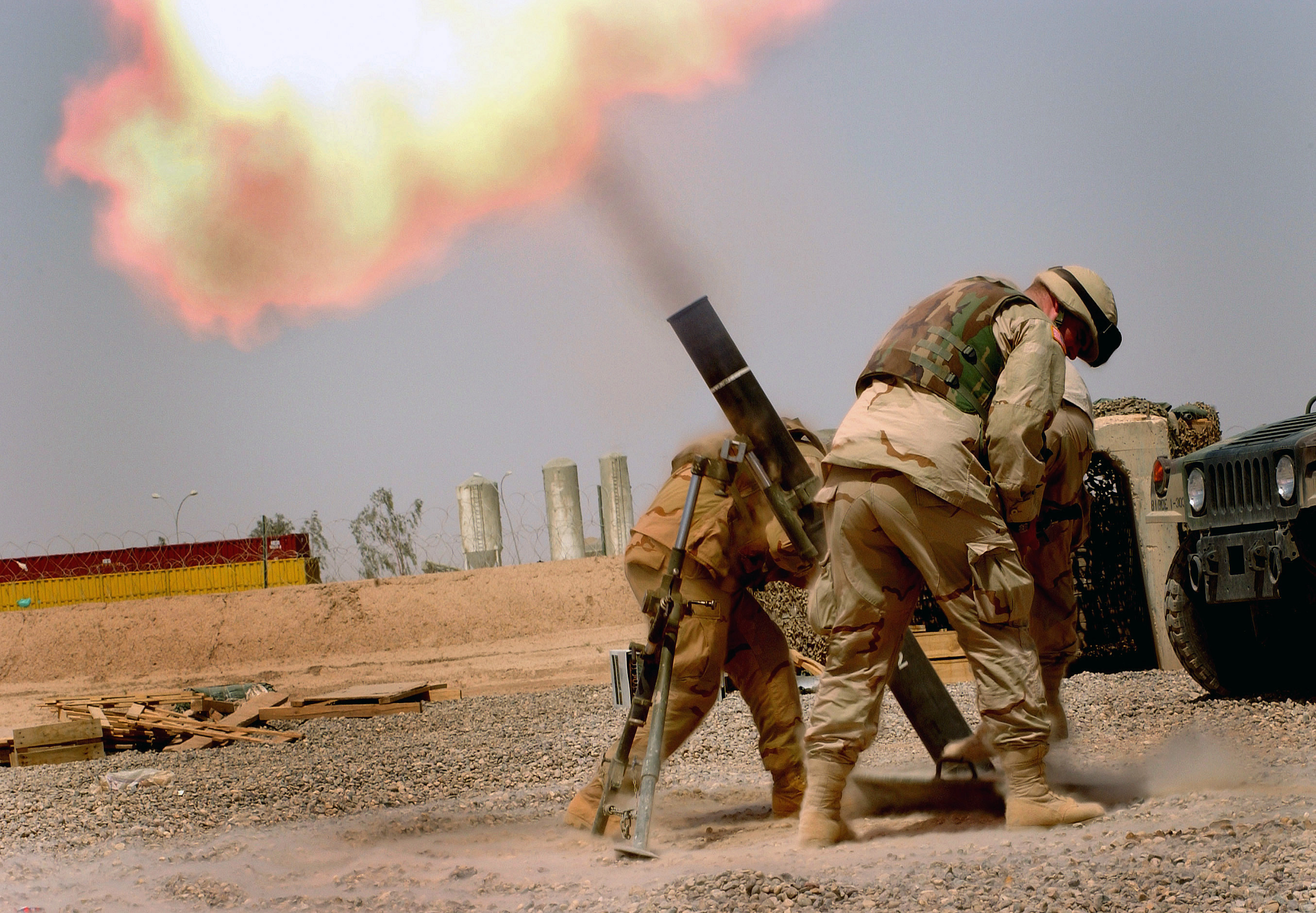
M120 120-mm-Mörser

Häufigen Bekundungen und interner Doktrin gemäß stützt sich die Kampfkraft der US Army auf einen bestmöglich ausgerüsteten und ausgebildeten Soldaten. Deswegen konzentriert sie sich wie keine andere Teilstreitkraft der Welt auf technische, moralische und natürliche Verbesserungen am individuellen Soldaten. Diese Entwicklung hat jedoch die Kriegführung der US Army stetig und überproportional verteuert.
Die Überzeugung, dass small wars im 21. Jahrhundert dominierend sein werden, spiegelt sich in der Waffenentwicklung für das Heer der USA wider. Bereits während der Transformation setzte das Verteidigungsministerium der Vereinigten Staaten in der Rüstungsindustrie einen Wettbewerb in Gang, deren Ergebnis die Kriegführung am Boden vor allem in technischer Hinsicht vernetzen und beschleunigen soll. Für diesen Einsatzzweck konzipierte Ausrüstung soll ab 2010 verstärkt zum Einsatz kommen, wobei einige Ausschreibungen noch weiter in die Zukunft gerichtet sind. Eine sofortige und gleichzeitig zur Heeresreform einsetzende Neubewaffnung würde laut Aussage des Verteidigungsministeriums den Aktualitätsbezug der Army gefährden und den Strukturwandel verzögern. Aus diesen Gründen soll die neue Ausrüstung erst nach und nach eingeführt werden.
Der hohe strategische Anspruch der United States Army bringt große Vorteile mit sich, verstärkt jedoch existenzielle Probleme im Vergleich zu anderen Heeren. Ihre weltumspannende Präsenz setzt die ständige Verfügbarkeit von Nachschub in allen Teilen der Welt voraus. Versorgungsflotten, Maritime Prepositioning Ships genannt, liegen im Persischen Golf und auf Diego Garcia jederzeit auslaufbereit vor Anker.

### Infanterieausrüstung
Die Army hat in den 1980er Jahren begonnen, den als Ordonnanzwaffe in Gebrauch befindlichen Colt M1911 durch die von der Firma Beretta entwickelte 92FS zu ersetzen, die in den Vereinigten Staaten in Lizenz hergestellt wird. Vorausgegangen war ein umfangreiches Ausschreibungsverfahren, an dem renommierte Waffenhersteller beteiligt waren. Dennoch ist der Colt aufgrund seines über das Militär hinausreichenden exzellenten Rufs teilweise weiterhin in Gebrauch. Spezialeinheiten nutzen daneben Modelle der Typen SIG Sauer P228 (kompakte Version der P226) und HK MK23. Mitte der 2010er Jahre planten die Streitkräfte, die zu diesem Zeitpunkt aktuelle Dienstpistole Beretta 92, die das Ende der Lebensdauer erreichte, mit einem neuen Modular Handgun System (MHS) zu ersetzen und zu diesem Zweck rund 500.000 neue Pistolen zu beschaffen. Am 19. Januar 2017 erhielt SIG Sauer den Auftrag und wird mit ihrem Modell SIG Sauer P320 zwischen 2017 und 2027 in ihrem Werk Rockingham County im US-Bundesstaat New Hampshire die Produktion für die US-Streitkräfte aufnehmen. Insgesamt umfasst der Auftrag allein für die US Army rund 280.000 Stück sowie weitere 212.000 Stück für die weiteren Teilstreitkräfte im Umfang von rund 580,2 Millionen US-Dollar einschließlich Munition und Zubehör.
Das universell verwendete Sturmgewehr des Heeres ist wie bei allen anderen Teilstreitkräften das M16 in der vierten Generation (M16A4). Für den Einsatz auf begrenztem Raum wie in beengtem Umfeld, dem Häuserkampf oder innerhalb von Fahrzeugen dient dessen Kurzvariante, die M4 mit der die meisten Infanterieeinheiten ausgestattet sind und die bei der Truppe die beliebteste Waffe ist. Einheiten des United States Army Special Operations Command, die Zugriff auf Waffen außerhalb der normalen Ausrüstungslinie haben, bewerten Konkurrenzprodukte wie die HK 416 sowie bei den Maschinenpistolen die HK MP5 und die HK MP7 hingegen als zuverlässiger.
Das M16 sollte zu Zeiten des Vietnamkriegs das M14 ersetzen. Die Verwendung einer zu schwachen Treibladung der damals gebräuchlichen 5,56-mm-Patrone und eines minderwertigen Waffenöls sowie am Anfang das Fehlen eines Waffenreinigungsgeräts – dieses meinte man bei einem Gasdrucklader nicht zu brauchen – brachte dem Gewehr jedoch schnell einen zweifelhaften Ruf der Unzuverlässigkeit ein, den es bis heute trotz verbesserter Nachfolgeversionen nie vollständig verloren hat.
Im Krieg gegen den Terrorismus gab es häufige Berichte von Kampfeinheiten, dass das Kaliber der M16 nicht durchschlagskräftig genug sei. Dadurch verschärfte sich die Dringlichkeit einer neuen Waffe, sodass sie das Projekt OICW beschleunigt wurde. Durch das Projekt wurden neue Erkenntnisse gewonnen, die Konstruktion erwies sich jedoch als für den Einsatz ungeeignet.
Die Infanterie nutzt neben der M16 Flinten vom Typ Remington 870 und Mossberg 500, deren Durchschlagskraft besonders im Häuserkampf nützlich ist.
Das in der gesamten Streitkraft verwendete Bajonett trägt die Typenbezeichnung M-9. Eine Variante davon, das M11, wird wegen seiner Eigenschaften vorwiegend vom Minenräumdienst verwendet.
Am Sturmgewehr kann der Granatwerfer M203 einfach montiert werden. Dieser ermöglicht einen schnelleren Wechsel zwischen dem Granatwerfer und dem Sturmgewehr. Mit dem M203 können neben Splittergranaten alternativ Blend- oder Rauchgranaten verschossen werden. Im Vietnamkrieg verfügte noch jeder Trupp über einen Grenadier, der mit einem M79 ausgestatteten war, der sich ansonsten ausschließlich mit einer Pistole verteidigen konnte. In naher Zukunft wird der M203 durch einen in wesentlichen Einzelheiten verbesserten Granatwerfer von Heckler & Koch ersetzt werden.
Die US Army verfügt über verschiedene Modelle von Scharfschützengewehren. Hauptsächlich wird das M24 und dessen aufgerüstete Variante das XM2010, das KAC M110 SASS sowie das M25 eingesetzt. Letzteres erinnert stark an das M21. Außerdem wird als material rifle und für weite Schussdistanzen das Barrett M82 eingesetzt. Die Besonderheit dieser Waffe ist seine integrierte Rückstoßdämpfung. Mit entsprechender Munition ist es für die Bekämpfung von technischem Gerät wie Radar- und Funkantennen, Sehschlitze von Panzern und Laserentfernungsmesser auf große Entfernungen geeignet.
Aus belgischer Produktion stammen die beiden Maschinengewehre des Heeres der Vereinigten Staaten, die seit den 1980ern im Dienst sind. Während das M240 als Allzweckmaschinengewehr dient, ist die M249 SAW speziell für den Einsatz durch einen einzelnen Soldaten konzipiert. Das M60, das viele Bilder des Vietnamkriegs prägte, wird von der Infanterie noch geführt, ist aber für die meisten Einsätze zu schwer.
Eine taktische Lücke schloss bei seiner Einführung der Maschinengranatwerfer Mk 19. Die Army beschaffte den Mark 19 erst 1983 in der technisch ausgereiften Version MOD 3 und montierte ihn vor allem auf Humvees. Durch seine Verwendung im Zweiten Golfkrieg und in Somalia wurde er einer breiten Öffentlichkeit bekannt. Er soll langfristig das sehr erfolgreiche, aber veraltete M2 aus dem Ersten Weltkrieg ersetzen.
Derzeit kommen drei Mörser zum Einsatz, der M120, der M224 und der M252, sowie eine große Palette an Handgranaten sowohl tödlicher als auch nichttödlicher Wirkung. Gegen gepanzerte Fahrzeuge verwendet die US Army den TOW- und den Javelin-Raketenwerfer.
Der Interceptor Body Armor ist die in der Army gebräuchliche Schutzweste; als ABC-Schutzmaske dient die M40. Obwohl sich alle Soldaten anhand des Global Positioning System (GPS) orientieren, müssen sie in der Grundausbildung den Umgang mit Kompass und Karte erlernen. Das JSLIST soll die Soldaten vor den Auswirkungen von im Kampf eingesetzten ABC-Kampfmitteln schützen und wurde im Zuge der Irakkrise eingeführt. Das Chemical Agent Detector Kit, das nukleare, biologische und chemische Kampfstoffe in der Umgebung nachweisen soll, ist demgegenüber bereits seit 1978 in Gebrauch.

### Uniform

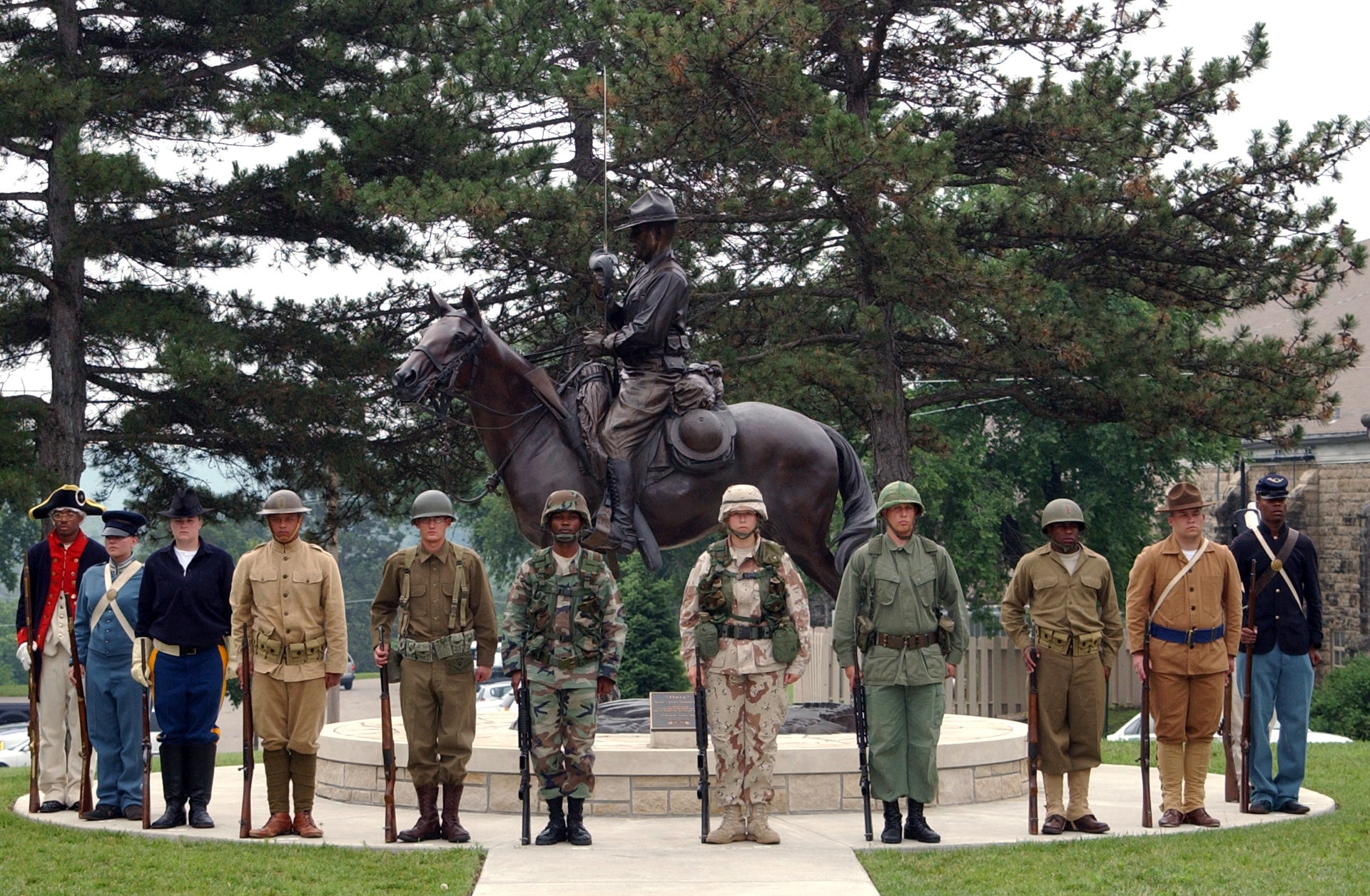
Gefechtsuniformen des Heeres im Wandel der Zeiten. Die gezeigten Ausrüstungsgegenstände decken gerade im 19. Jahrhundert nur Ausschnitte der genutzten Uniformen ab. Die jüngsten gezeigten Uniformen, die Battle Dress Uniform (BDU; 6. v.l.) und die Desert Camouflage Uniform (DCU; 7. v.l.), wurden 2005 durch die im Bild nicht mehr gezeigte Army Combat Uniform (ACU) abgelöst

Seit dem Zweiten Weltkrieg händigt die Army ihren Soldaten drei Dienstuniformen aus. Die erste Variante ist der Full Dress, als Army Blue bekannt, für Repräsentations-Dienste und feierliche Anlässe, vor allem beim 3. US-Infanterieregiment in Washington D.C. In ihrer heutigen Trageweise wurde sie 1955 eingeführt. Sie besteht aus einem dunkelblauen Jackett und wird mit einem weißen Hemd (mit einer schwarzen Krawatte) sowie einer hellblauen Hose getragen. Die Kopfbedeckung ist eine dunkelblaue Schirmmütze. Alle Uniformteile sind mit Goldrändern verziert. Das Jackett trägt Schulterstücke, die den Rang des Soldaten innerhalb seiner Dienstgattung anzeigen. Generalsuniformen unterscheiden sich von den anderen abgesehen von den Rangabzeichen insofern, als die Hose das dunkle Blau des Jackets hat und dass bei entsprechenden Anlässen eine weiße oder schwarze Fliege anstatt einer Krawatte getragen wird. Bis zum Jahr 2011 sollen alle grünen und weißen Dienstuniformen des Heeres aus dem Bestand genommen werden, an ihrer Stelle darf nur noch der Full Dress getragen werden.

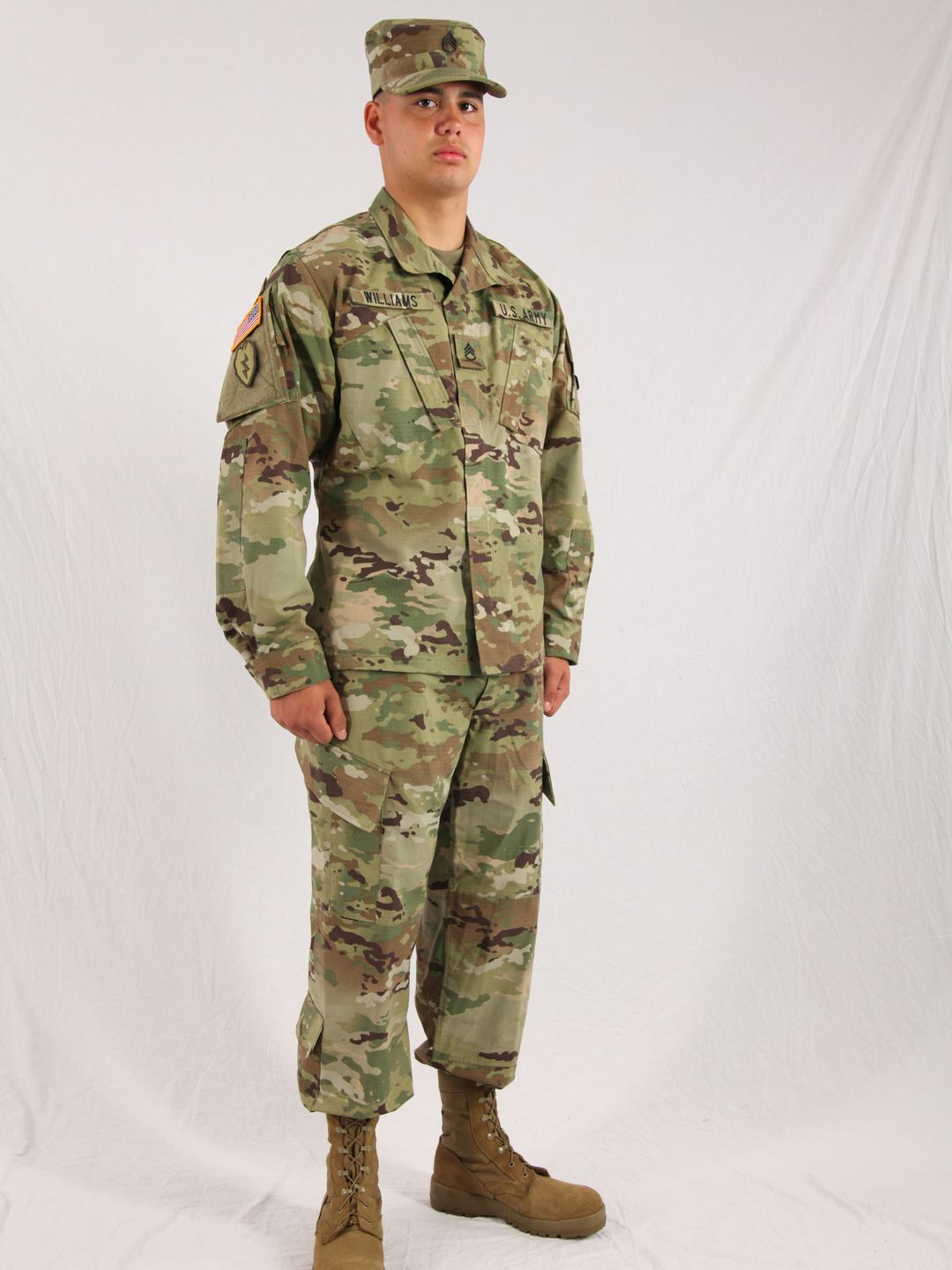
US-amerikanischer Soldat im OCP-Kampfanzug mit dem 2015 eingeführten Tarnschema

Der Kampfanzug wandelte sich von allen Uniformen in der Zeit nach dem Zweiten Weltkrieg am stärksten. Zunächst noch im Krieg einfarbig eingeführt, wurde sie recht zügig zu einer zweifarbigen Kombination aus unifarbenem Hemd und Hose verändert. Diese Uniform wurde die bekannteste der US Army während des Kalten Krieges. Im Vietnamkrieg wurde die Farbmischung nochmals verändert, und auf Grenada kam zum ersten Mal ein durchgängig genutztes Tarnmuster, mit der 1981 eingeführten Battle Dress Uniform (BDU) im Woodland-Flecktarnmuster, zum Einsatz. Für Einsätze in heißen Gegenden wurde eine Wüstentarnuniform, die Desert Camouflage Uniform (DCU), entwickelt. Nach der Operation Desert Storm wurde das sechsfarbige Muster durch ein dreifarbiges ersetzt. Diese Uniform kam im Dritten Golfkrieg zum Einsatz. Vor allem die auffälligen, typischen Wüstenleopard-Flecken wurden als überflüssig und kontraproduktiv angesehen. Nach dem offiziellen Ende der Kampfhandlungen experimentierte das US Marine Corps mit einem digitalen Tarnmuster, dem so genannten MARPAT. Obwohl die US-Army eigene Entwicklungen mit Tarnmustern vorantrieb und unter anderem als Ergebnis einer Kooperation zwischen dem Unternehmen Crye Precision und den Army Natick Labs bereits 2002 das MultiCam-Flecktarnmuster vorstellen konnte, wurde von übergeordneten Stellen auf die Nutzung eines Digitaltarnmusters gedrungen, das letztendlich von dem der Marines abgeleitet und sehr ähnlich war. Das Resultat der Experimente mündete in der Einführung der Army Combat Uniform (ACU) zu Beginn des Jahres 2005. Die ACU des Heeres glich anfangs dem Kampfanzug der Marines in Schnitt und Anordnung der Taschen sowie den verwendeten Materialien. Zum ersten Mal seit 1955 wurden auch neue Stiefel eingeführt. Dabei änderten sich die „klassischen“ schwarzen zu leichter zu pflegenden braunen Stiefeln. Später wurde die ACU in etlichen Details verändert. Da sich beispielsweise in einigen Fällen die Klettverschlüsse im Kampfeinsatz nicht bewährten, wurden wieder Knöpfe eingesetzt. Der deutlichste Unterschied zur 2005 eingeführten ACU betraf das Digitaltarnmuster, das sich im Feld bei der US-Army nicht bewährte. Das fünf Milliarden Dollar teure und verhasste Pixelmuster wurde letztendlich zur Zielscheibe des Spottes. Bereits 2010 wurde für die Kämpfe in Afghanistan das von der US-Army präferierte MultiCam eingeführt. Bis 30. September 2019 war die Einführung eines neuen Flecktarnmusters, genannt Operational Camouflage Pattern (OCP), das dem MultiCam sehr ähnlich ist, im Heer abgeschlossen. Inzwischen wird das OCP auch bei der Luftwaffe sowie bei der 2019 gegründeten United States Space Force getragen.
Der Kampfanzug wird in Krisengebieten auch für Garnisons- und Wachdienste verwendet, mit einer Schirmmütze für Wachdienste und Kevlar-Westen und Schutzkleidung für den Kampfeinsatz.
Bis zum Jahr 2001 trugen ausschließlich die Special Forces Barette, für die daher die informelle Bezeichnung Green Berets verbreitet war und geblieben ist. Die Einführung von Baretten für alle Soldaten war ab Ende der 1990er Jahre in der Diskussion und wurde am 6. November 2000 beschlossen. So erhielten auch die regulären Einheiten Barette mit einheitlich schwarzer Farbe, die zuvor den Rangers vorbehalten gewesen war. Nach der allgemeinen Einführung tragen die Ranger ein sonnenbraunes Barett. Den Spezialeinheiten der Army bleibt weiterhin das Recht vorbehalten, die Abzeichen ihrer Einheit auf dem Barett zu präsentieren, während alle regulären Soldaten dasselbe Abzeichen tragen.

### Fahrzeuge
Die US Army war die erste Armee der Welt, die voll motorisiert war und verfügt heute über die größte Fahrzeug-pro-Mann-Quote der Welt.

#### Gepanzerte Fahrzeuge

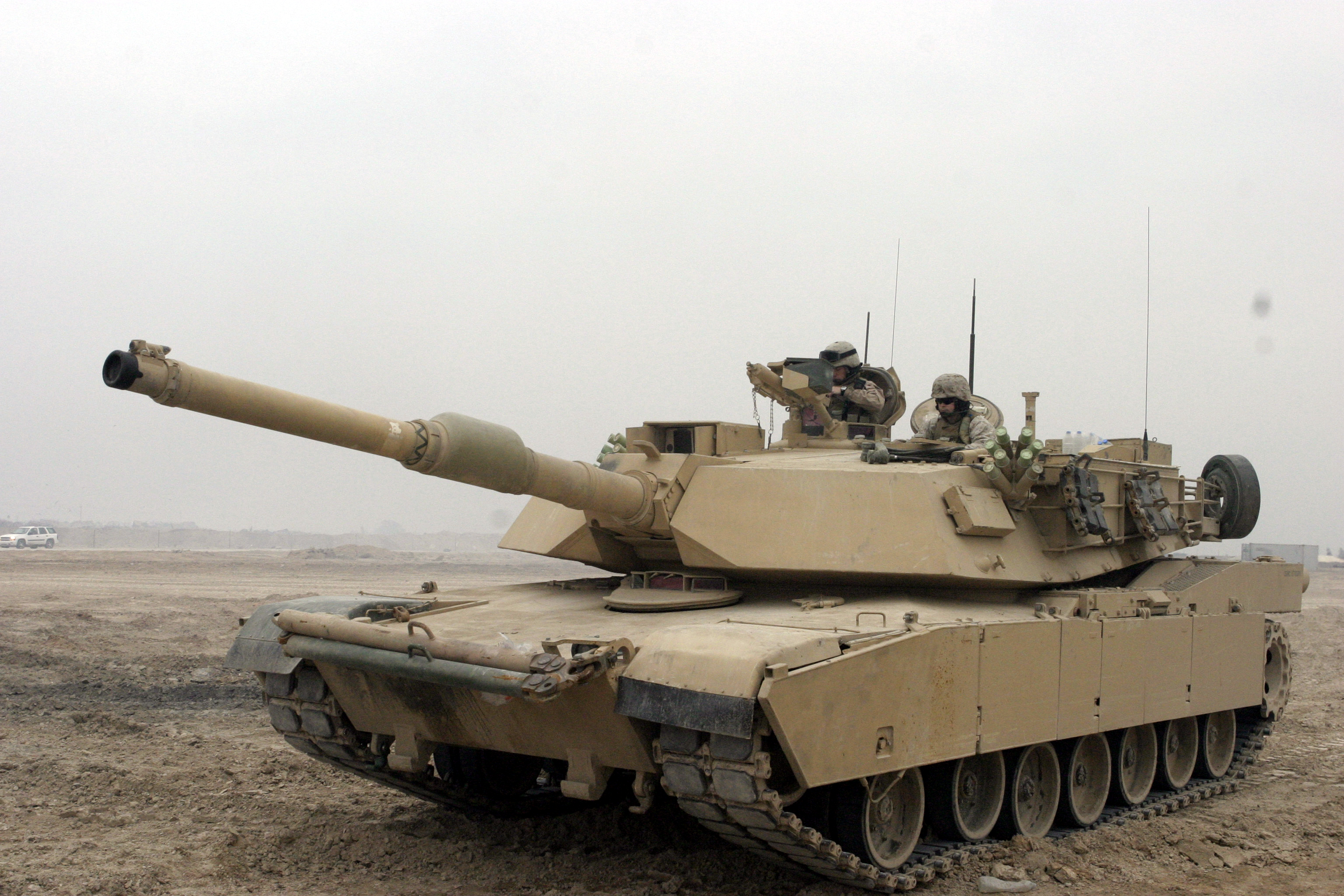
M1-Kampfpanzer im Irak

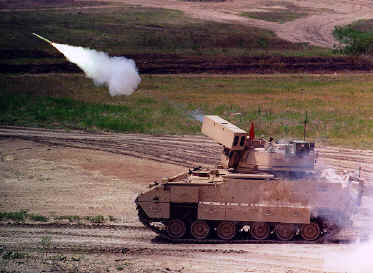
Ein M6 Linebacker beim Schuss

Die Army verfügt über insgesamt 7.870 Kampfpanzer vom Typ M1 Abrams, der seit den 1980er-Jahren die veralteten M48 Patton und M60 aus dem Vietnamkrieg ersetzte. Er gehört zu den fortschrittlichsten Panzern der Welt und erfüllte seine Aufgaben bisher so zufriedenstellend, dass alle Bestrebungen, die Aufgaben von Panzern wieder auf mehrere Typen wie leichte und mittlere Panzer (zum Beispiel das M8 Armored Gun System) zu verteilen, im Sande verliefen. Im Laufe der Zeit wurde der Abrams, dessen Betrieb eine vierköpfige Besatzung erfordert, mehrmals kampfwertgesteigert. Die ursprüngliche Idee, den Ladeschützen durch eine Automatik zu ersetzen und somit die Besatzung auf drei Mann zu reduzieren, wurde angesichts der exorbitanten Kosten und der Unzuverlässigkeit des vorgesehenen Ladesystems verworfen.
Von ihrem wichtigsten gepanzerten Schützenpanzer, dem Bradley, hat die US Army bisher über 6.800 Stück beschafft. Dieses gepanzerte Fahrzeug existiert in den Varianten M2 und M3. Während der M2 als Schützenpanzer konzipiert ist, dient der M3 der bewaffneten Aufklärung. Der nach einem Heeresgeneral aus dem Zweiten Weltkrieg, Omar N. Bradley, benannte Bradley ersetzte wegen seiner verbesserten Panzerung und Bewaffnung im Kampfeinsatz den M113, von dem das Heer bis zu 20.000 Stück im Inventar führte. In der Variante M2 finden bis zu neun Soldaten mit ihrer individuellen Infanterie-Ausrüstung Platz, im M3 bis zu fünf.
Der seit 1960 in Dienst stehende M113 ist mit einer Gesamtstückzahl von über 80.000 der meistproduzierte Mannschaftstransportwagen des 20. Jahrhunderts und war ein Exporterfolg. Das Ursprungsmodell des M113 fasste neben einer zweiköpfigen Besatzung elf Soldaten mit Ausrüstung. Der Verkaufserfolg des M113 gründet sich darauf, dass sein Chassis als Plattform für mehrere Versionen verwendet wird. Die US Army hat gegenwärtig noch neun dieser Varianten in Betrieb.
Der Flugabwehrpanzer M6 Linebacker basiert auf dem Bradley-Programm und dient der Bekämpfung von Flugzielen im Nahbereich. Einem Angriff von Panzern gegenüber ist er jedoch sehr verwundbar. Bisher führt das Heer der Vereinigten Staaten 107 Stück dieses Modells im Bestand.
Seit 1990 betreibt die Army ein Mörsersystem in zwei Varianten, das schweres Unterstützungsfeuer für die Infanterie ermöglicht. Der M120 ist die geschleppte, der M121 die selbstfahrende Variante. Das System wird oft mit dem Stryker kombiniert eingesetzt.

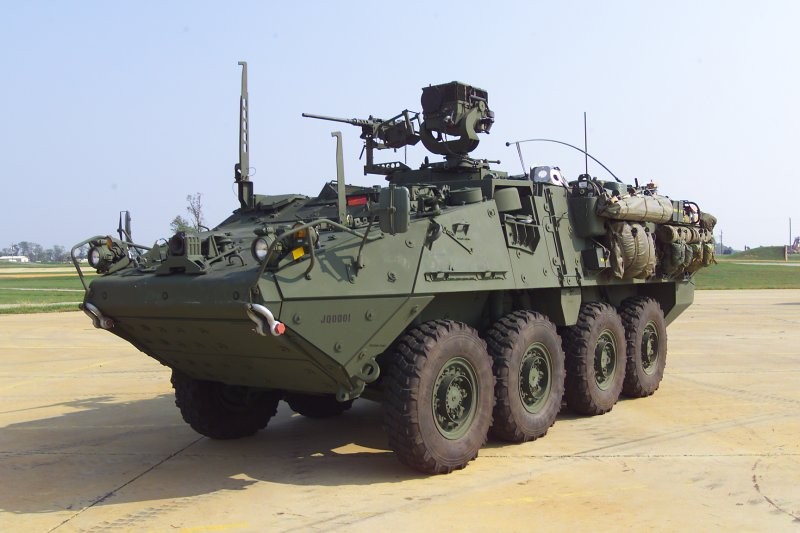
Frontansicht eines Stryker RV (Aufklärungsversion)

Die Einführung des Stryker war die erste Beschaffung eines neuen Radpanzers seit dem Zweiten Weltkrieg und eine der umstrittensten in der Geschichte der US Army. Nach PFC Stuart Stryker und Specialist Robert Stryker, zwei Trägern der Ehrenmedaille benannt, entzündete sie die latente Grundsatzdebatte innerhalb des Offizierskorps zwischen den Befürwortern von Ketten- und denen von Radfahrzeugen. Ursprünglich beschafft, um über eine leichte, luftverlegbare gepanzerte Mehrzweckplattform für die schnellen Eingreiftruppen zu verfügen, erwies er sich im Einsatz als zu schwach gepanzert und musste entsprechend nachgerüstet werden. Dies wiederum führte zu einem deutlich höheren Gefechtsgewicht, das seinen eigentlichen Beschaffungsgrund zum Teil konterkarierte. Dennoch hält die Army an der Beschaffung mangels Alternative fest. Derzeit führt das Heer 1.780 Stryker in bisher fünf Stryker Brigade Combat Teams (Stryker-Brigaden) und einem Stryker-Regiment. Bis 2020 sollen sieben entsprechende Brigaden mit insgesamt 2.691 Fahrzeugen in verschiedenen Versionen ausgerüstet sein. Diese dienen vor allem als Transportfahrzeug, als Kommandozentrale und als Geschützplattform.

#### Artillerie

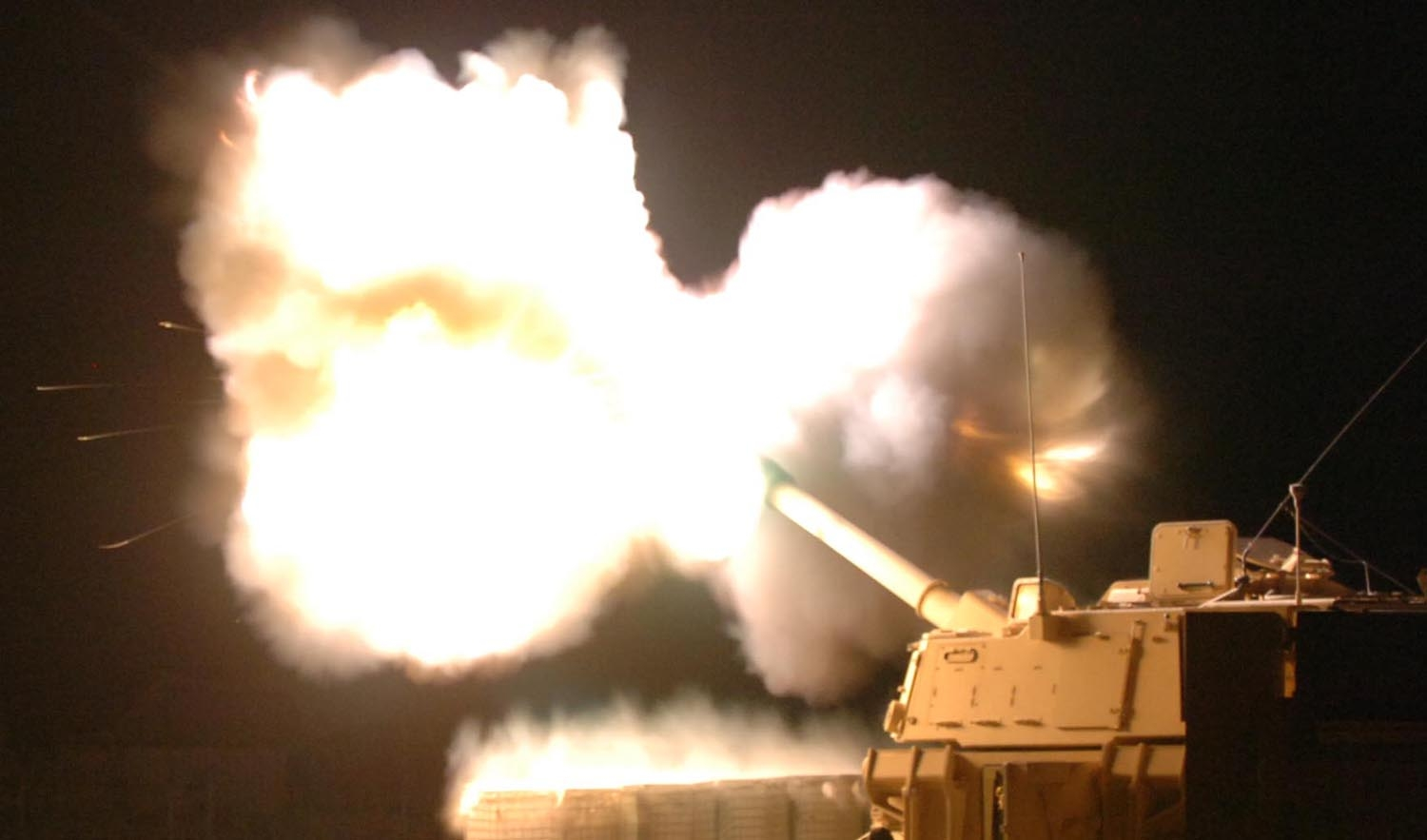
Eine M109 feuert bei Nacht.

Knapp 1.000 Mehrfach-Raketen-Artilleriesysteme des Typs M270 dienen der punktgenauen Bekämpfung von gepanzerten Zielen. Je nach Version haben sie eine Reichweite von bis zu 70 Kilometern Entfernung und können mit entsprechender Streumunition zur Zerstörung oder Verminung großer Geländeabschnitte eingesetzt werden. Der MLRS ist das zurzeit wirksamste mobile Artilleriesystem im Arsenal des Heeres.
Das Standard-Artilleriesystem für Entfernungen bis zu 25 km sind die 2568 Panzerhaubitzen des Typs M109 Paladin. Dank mehrerer Kampfwertsteigerungen bis zur neuesten Version A6 konnte das bereits in den 1950er-Jahren beschaffte System weiterhin im Dienst verbleiben. Wegen dessen langer Einsatzzeit sucht das Heer seit 1995 nach einem Nachfolgesystem. US-Verteidigungsminister Donald Rumsfeld hatte das laufende Crusader-Programm jedoch im Mai 2002 gekündigt, da es weder ausreichend zielgenau noch luftverladbar war. Da das Nachfolgesystem NLOS-C zusammen mit dem Future Combat Systems eingestellt wurde, bleibt die M109 auch in Zukunft das Rückgrat der Rohrartillerie. Um die M109 weiterhin auf dem neuesten technischen Stand zu halten, entwickelte BAE Systems die Variante M109A6 Paladin Integrated Management (PIM).
Die 105-mm-Howitzer M102 war vor allem während des Vietnamkrieges im Einsatz. Heute ist sie nur noch bei der Reserve im Dienst. Sie ist mit dem Fallschirm abwerfbar und verfügt über eine hohe Seitenrichtkapazität von 360°.

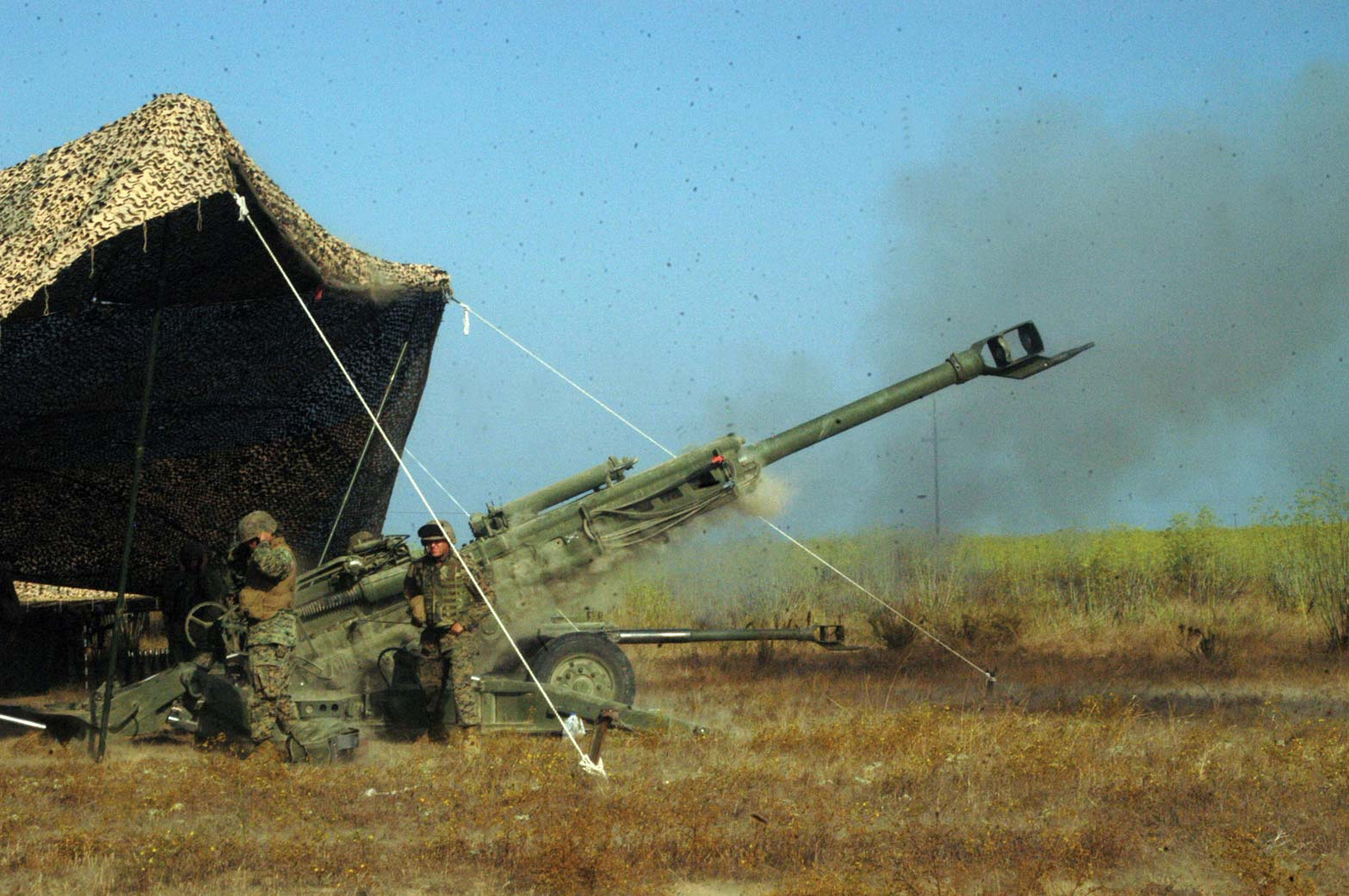
Haubitze M777

Die 105-mm-Howitzer M119 ist ein Fabrikat der britischen Royal Ordnance aus den 1970ern, wo sie unter der Bezeichnung L118 Light Gun in Produktion ging. Ab 1989 wurde die gezogene Haubitze in Dienst gestellt, um die M102 bis in die Artillerieeinheiten der Nationalgarde zu ersetzen. Sie soll bis 2013 im Dienst bleiben und kann aufgrund ihres verhältnismäßig geringen Gewichts aus einem Flugzeug abgeworfen oder aus der Schlinghalterung eines Helikopters fallen gelassen werden.
Als Ersatz für die mittelschwere M198 wird derzeit die M777 beschafft, die ebenfalls aus britischer Produktion stammt. Im Gegensatz zu ihrer Vorgängerin verfügt sie über ein automatisiertes Feuerleitsystem und ist zur Luftverlegung sowie für den Schiffstransport besser geeignet.

#### Flugabwehr

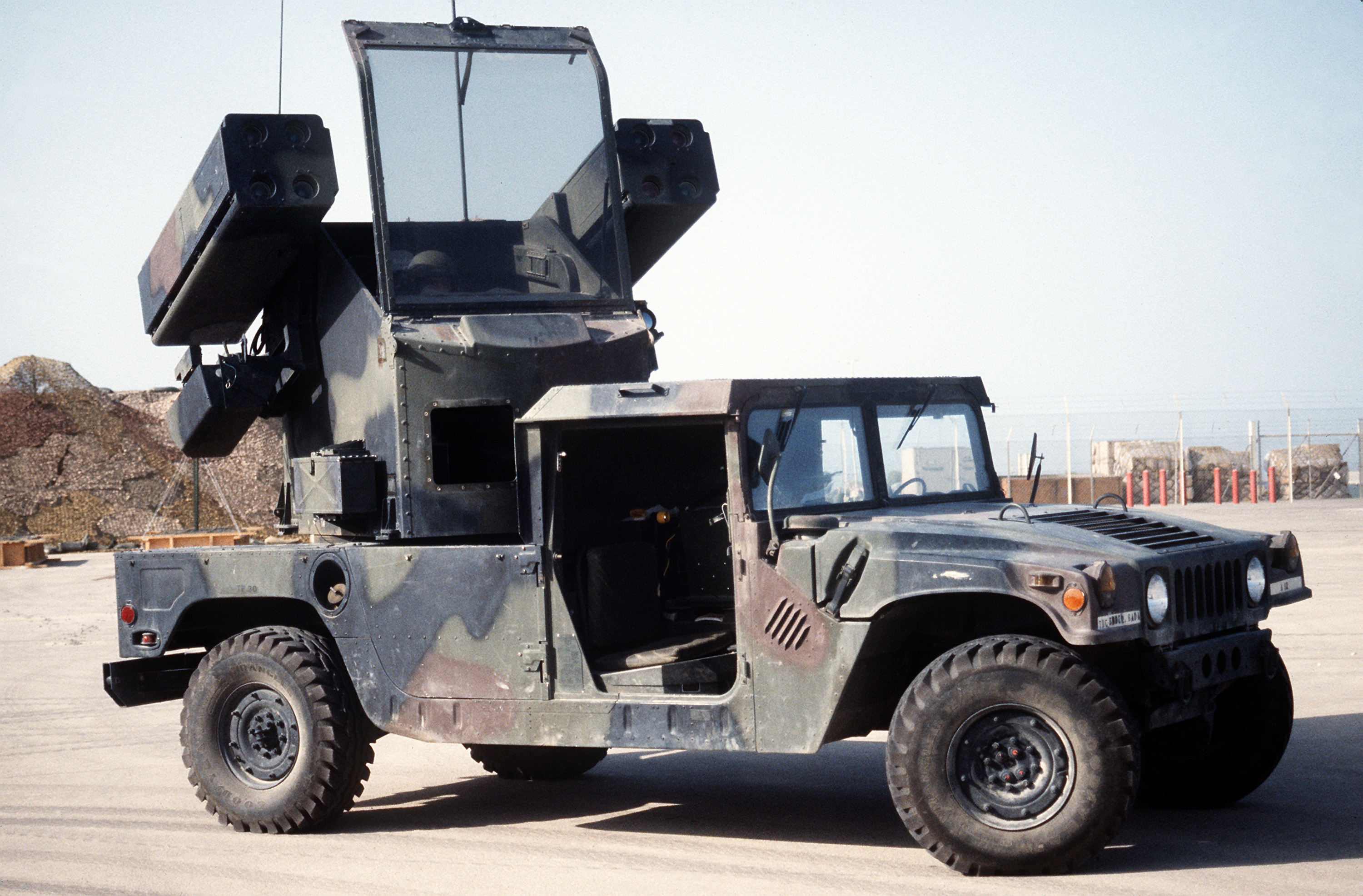
M1097 Avenger

Das Heer verfügt über zwei selbstfahrende Flugabwehrsysteme. Das Flugabwehrraketensystem Patriot ist seit 1985 im Dienst und für den Einsatz gegen Luftziele ab mittlerer Höhe bis zu einer Entfernung von knapp 80 km konzipiert. Während des Zweiten Golfkriegs wurden Patriot-Systeme als Hilfeleistung der Vereinigten Staaten und der Bundesrepublik Deutschland an Israel geliefert, um das Land gegen den irakischen Beschuss mit SCUD-Raketen zu verteidigen. Der Kongress zog die tatsächliche Wirksamkeit des Systems trotz mehrerer Kampfwertsteigerungen jedoch ebenso in Zweifel wie die israelische Regierung, die als Konsequenz daraus die Entwicklung modernerer Luftabwehrsysteme wie der Arrow in Auftrag gab. Angesichts der begrenzten anti-ballistischen Fähigkeiten des Systems entwickeln die Vereinigten Staaten zusammen mit NATO-Verbündeten das Nachfolgemodell MEADS. Zusätzlich wurde das THAAD-System in Dienst gestellt.
Seit 1989 ist das auf der Stinger basierende leichte Avenger-Flugabwehrraketensystem bei Army und Marineinfanterie im Dienst. Es ersetzte bis 1993 das mit einer Gatling-Schnellfeuerkanone ausgerüstete Vulcan-System, das seinerseits auf dem M113 basierte. Als Trägerfahrzeug dient hier eine HMMWV-Version.

#### Transport- und Versorgungsfahrzeuge

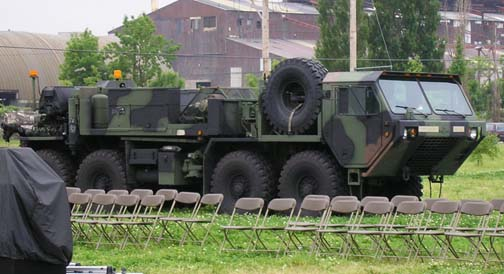
M984 HEMTT, als Bergungs- und Truppenfahrzeug

Haupttransportmittel der US-Army ist heute der FMTV-Truck in 17 verschiedenen Varianten. 

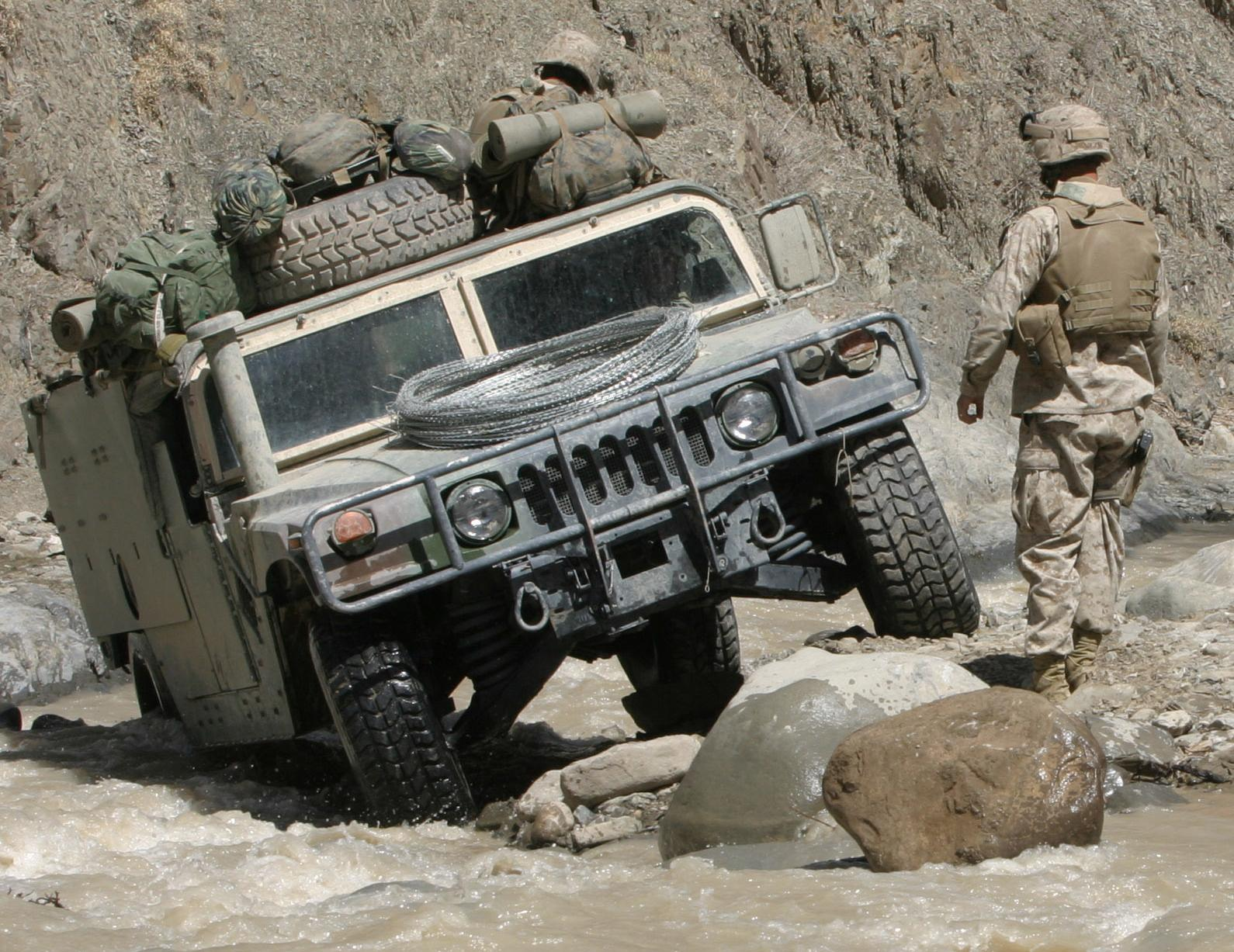
Ein Humvee manövriert im April 2005 in schwierigem Gelände in Afghanistan.

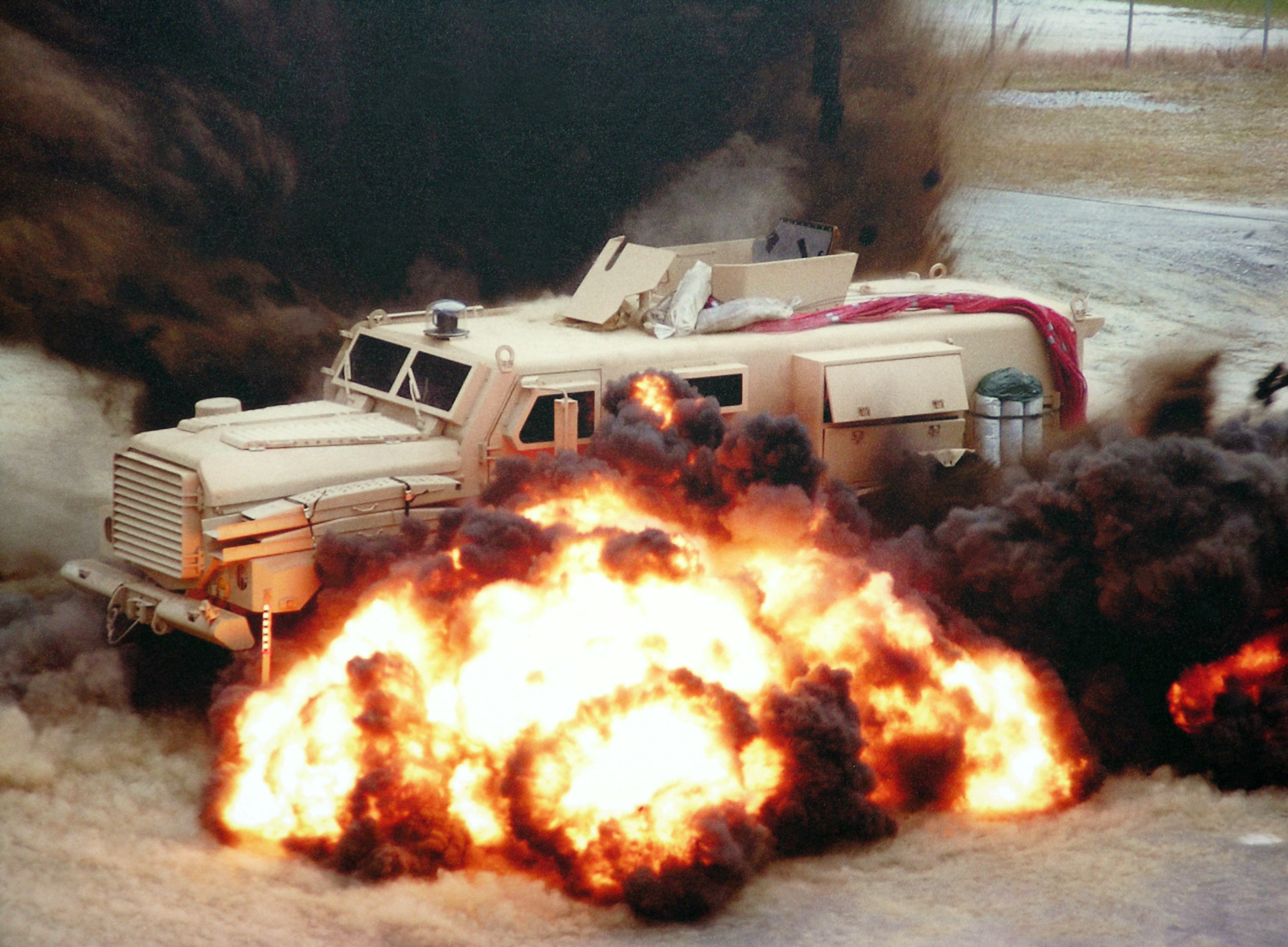
FPI Cougar HE bei einem Ansprengversuch

Die HEMTT-Trucks sind eine Familie von Versorgungsfahrzeugen, die durch zahlreiche Bilder von Konvois im Zweiten und Dritten Golfkrieg bekannt wurden. Sie befinden sich seit 1982 im Einsatz und verfügen über einen 8×8-Allradantrieb. Der Vorteil gegenüber herkömmlichen Fünftonnenlastwagen und insbesondere gegenüber ihren Vorgängern M520 liegt in der gesteigerten Mobilität und der erhöhten Ladekapazität.
Das Palletized Load System (PLS) ist als Weiterentwicklung des Heavy Expandable Multipurpose Tactical Truck (HEMTT) seit 1993 im Dienst. Es fungiert als Transportplattform für Paletten und dient hier als Bindeglied zwischen Schiene und Straße.
Der Standardlastwagen der United States Army ist der M939. Er wird von einem 6×6-Allradsystem durch einen Cummins-Dieselmotor angetrieben und existiert in zehn verschiedenen Versionen. Von 1999 bis 2003 rüstete das Heer ein Antiblockiersystem nach, das die zuvor bemängelte Sicherheit des Lastwagens verbessern sollte. Derzeit sind etwa 32.000 Einheiten der Produktfamilie in Gebrauch.
Das High Mobility Multipurpose Wheeled Vehicle (abgekürzt: HMMWV), das die umgangssprachlichen Bezeichnungen Humvee und Hummer (mit jeweils männlichem Artikel) angenommen hat, wurde für den Hersteller AM General zu einem herausragenden kommerziellen Erfolg. Trotz zunehmender Bedenken bei der Truppe aufgrund seiner Anfälligkeit für Pannen und Anschläge setzte sich der Humvee von seiner Einführung im Jahr 1983 an wegen seiner unübertroffenen Vielseitigkeit durch. Trotz aller technischen Unzulänglichkeiten entwickelte sich das Transportfahrzeug zu einem unverwechselbaren Markenzeichen des Heeres, ähnlich seinem Vorvorgänger, dem Jeep. In seinen zivilen Ausführungen gilt das Fahrzeug wegen seiner Größe und seiner Geräumigkeit in Verbindung mit seinem hohen Kraftstoffverbrauch als Symbol des American Way of Life. Im Laufe seiner knapp 90.000 Stück umfassenden Produktion wurde das HMMWV auch für solche taktische Rollen umgerüstet, die für das Ausgangsfahrzeug nie vorgesehen waren. Der Humvee soll in den kommenden Jahren durch den Oshkosh JLTV ersetzt werden.
Die MRAP-Serie, ein gegen Minen- und Sprengfallen geschütztes Fahrzeug, ist eine Konsequenz des Irakkrieges, in dem viele Soldaten bei Anschlägen mit improvisierten Sprengkörpern (englisch: IED, deutsch: USBV) starben. Der MRAP bietet dem Humvee gegenüber einen wesentlich verbesserten Schutz soll diesen zunächst in Kampfgebieten, später generell Zug um Zug ersetzen.
Der M1070 Heavy Equipment Transporter (deutsch: „Transportfahrzeug für schwere Ausrüstung“) besteht aus einem Sattelzuggespann mit bis zu 70 Tonnen Tragfähigkeit, der vor allem zum Transport des Abrams-Panzers und anderer gepanzerter Fahrzeuge vorgesehen ist. Er ist seit 1993 beim Heer der Vereinigten Staaten im Dienst und verfügt sowohl über Heck- als auch über Frontantrieb und wird von einem 500 PS starken Dieselmotor angetrieben.
Der M88A2 ist der Bergepanzer der Army. In der zweiten Generation führt er den Beinamen HERCULES, das als Akronym für Heavy Equipment Recovery, Combat Utility Lift & Evacuation System (deutsch: „Kampftaugliches System zur Bergung und Evakuierung schwerer Ausrüstung“) steht. Da er ursprünglich als mittelschweres Bergesystem klassifiziert war, benötigte das Heer nach der Festlegung auf den Kampfpanzer M1 „Abrams“ eine verbesserte Version. Die A2-Version wiegt daher zehn Tonnen mehr als der Abrams.

### Fluggerät

#### Entwicklung der Heeresfliegerei

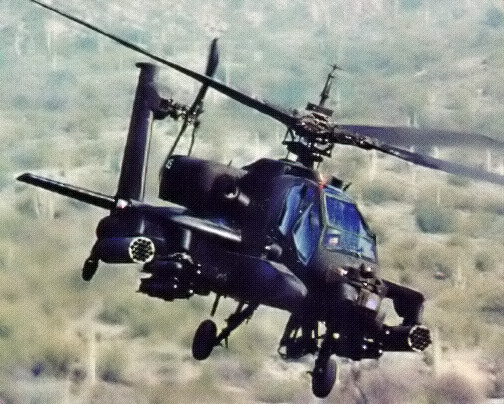
Testflug des AH-64 Apache

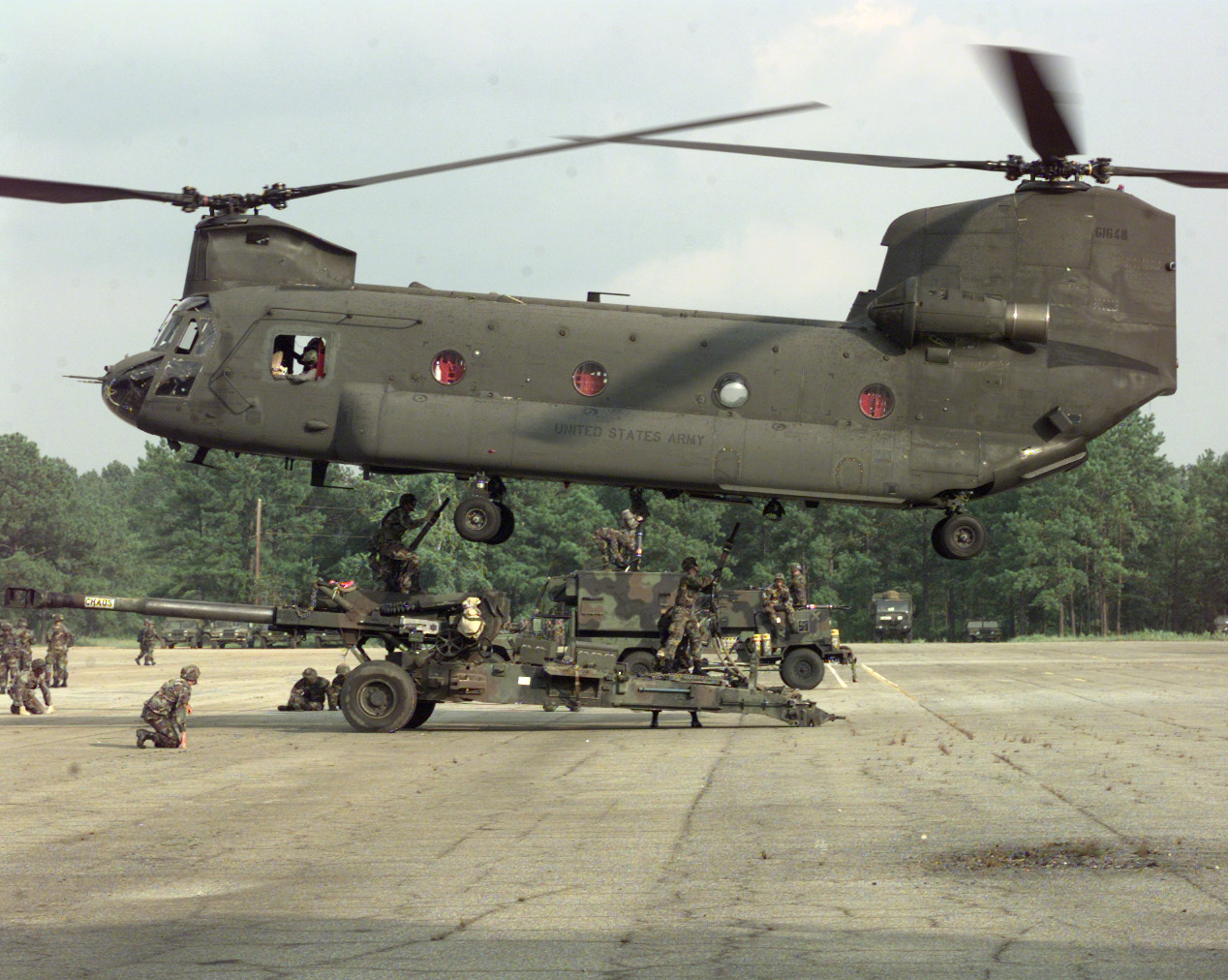
Soldaten der 101. US-Luftlandedivision simulieren einen Seiltransport einer Haubitze durch einen Chinook

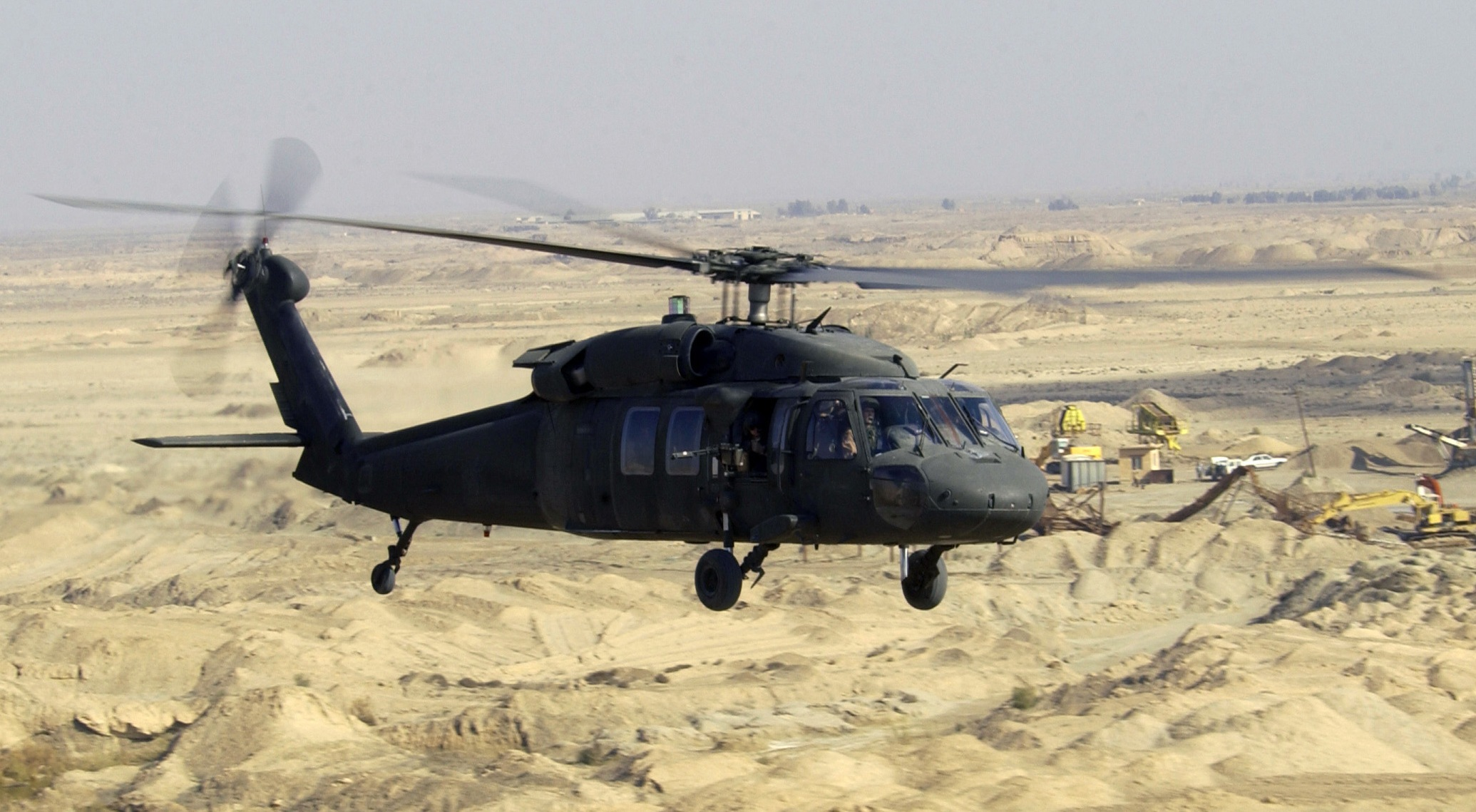
Blackhawk im Irak

Da die militärische Luftfahrt bis zum Eintritt der USA in den Zweiten Weltkrieg nur eine untergeordnete Rolle spielte, gab es keine entsprechende Teilstreitkraft, sondern sie unterstand bis dahin der US Army, genauer seit 1926 dem US Army Air Corps.
Am 20. Juni 1941 entstand aus dem Air Corps die US Army Air Forces (USAAF), die 1943 den anderen Teilstreitkräften gleichgestellt wurde. Erst die Gründung der US Air Force 1947 trennte die allgemeine militärische Luftfahrt endgültig von der Army.
Zum Zeitpunkt des Abschlusses des Abkommens von Key West war die militärische Nutzung von Hubschraubern noch nicht abzusehen. Im Vertragswerk ist der Begriff „Starrflügelflugzeug“ (englisch: fixed-wing aircraft) festgehalten. Die Auslegung dieser engen Definition nutzten sowohl die US Army als auch das US Marine Corps, das sonst Kampfflugzeuge nur auf den Schiffen der US Navy nutzen durfte, zur Anschaffung militärischer Hubschrauber aller Art. Aus diesem Grund betreibt die Army seither eine begrenzte Heeresfliegerkomponente, die überwiegend aus Verbindungs-, Transport-, Aufklärungs- und Kampfhubschraubern besteht. Laut Abkommen ist der US Army Planung, Beschaffung und Betrieb anderer Luftfahrzeuge untersagt. Im Gegensatz zum Marine Corps darf die Army daher nicht den Osprey beschaffen, da dieser wegen seiner Kipprotoren als Flugzeug eingestuft ist.

#### Hubschrauber
Die Army setzt militärische Hubschrauber aller Art ein, die vor allem zur Luftunterstützung anderer Waffengattungen dienen.
Bis zur Indienststellung des Black Hawk benannte sie ihre Hubschraubertypen nach Indianerstämmen.
Der Angriffshubschrauber des Heeres ist der AH-64 Apache. Ab 1984 ersetzte er zunächst die Angriffsversion des Huey und ab 1992 den Cobra. Sein Auftrag ist die bewaffnete Aufklärung und die Bekämpfung beweglicher und ortsfester Ziele unter allen Witterungs- und Sichtbedingungen. Seit 1998 erhielten die Systeme eine weitreichende Kampfwertsteigerung, nach der die modernisierten Modelle den Namenszusatz Longbow („Langbogen“) erhielten. Insgesamt verfügt die Army über 580 Apache.
Im Jahre 2004 kündigte der damalige Stabschef des Heeres, Peter Schoomaker, das Comanche-Programm, einen Kampfhubschrauber mit Tarnkappentechnik, der den Apache ersetzen sollte. Trotz guter technischer Voraussetzungen war das Konzept dieses Modells aufgrund seiner Ausrichtung auf Einsatzprofile des Kalten Kriegs noch vor Aufnahme der Serienproduktion veraltet. Nach Abgeltung der Schadensersatzvereinbarung finanzierte das Heer mit den verbliebenen Mitteln die Einführung unbemannter Drohnen und die Modernisierung des AH-64.
Vom leichten Kampfhubschrauber AH-1 Cobra sind noch 16 Modelle bei einer einzigen aktiven Brigade im Dienst verblieben, die restlichen 241 wurden in die Reserve überführt. Im Zweiten Golfkrieg war er wegen seiner Wendigkeit und Geschwindigkeit bei irakischen Truppen gefürchtet, erwies sich jedoch im Allgemeinen als zu schwach gepanzert.
Der allwettertaugliche und nachtflugfähige OH-6 Cayuse wird ausschließlich vom 160th Special Operations Aviation Regiment in zwei Varianten eingesetzt. Die Mehrzweckvariante MH-6 Little Bird verfügt über zwei Sitzplattformen, sodass im Flug sechs Soldaten an der Außenseite des Rumpfes Platz finden. Die Angriffsvariante mit der Typenbezeichnung AH-6 kann mit einer Vielzahl diverser Waffen bestückt werden, wobei ihre leichte Masse die Menge der geführten Waffen beschränkt. Insgesamt plant das Heer, die gemeinsame Stückzahl des Hubschraubers auf 45 zu begrenzen und erprobt derzeit eine unbemannte Variante.
Für den Transport von Truppen und Material ist der CH-47 Chinook in Gebrauch, der in dieser Rolle seinen Dienst seit 1962 versieht. 1994 endete ein aufwendiges zwölfjähriges Programm, in dessen Verlauf alle Modelle der Reihen A, B und C auf den Standard der aktuellen D-Reihe gebracht wurden. Die Spezialeinheiten fliegen die Sonderversion MH-47G, sodass die US Army über insgesamt 553 Stück verfügt. Der Chinook ist in der Lage, mit knapp 10 t fast das Doppelte seines Eigengewichts zu heben. Aufgrund einer dreifachen Befestigungsstruktur kann er auch sperrige Objekte wie Artilleriegeschütze transportieren. Die Vielseitigkeit des Hubschraubers garantiert ihm eine lang anhaltende Einsatzdauer, sodass eine Ersatzbeschaffung derzeit nicht ansteht. Er wird voraussichtlich bis 2030 im Einsatz bleiben.
Ab 1979 ersetzte der UH-60 Black Hawk den aus dem Vietnamkrieg bekannten und bei Militärs für seine Anfälligkeit berüchtigte UH-1 Iroquois, ebenso wie den S-58 Choctaw. Dieses Modell eines mittleren Allzweckhubschraubers erwies sich als so vielseitig und zuverlässig, dass sein Aufgabenspektrum schnell erweitert und in speziell angepassten Versionen auch von den anderen Teilstreitkräften beschafft wurde. Die Schlacht von Mogadischu, die in einem Buch und einem Film namens Black Hawk Down beschrieben wurde, machte diesen Typ in den 2000er-Jahren in der Öffentlichkeit bekannt.
Der OH-58 Kiowa wurde ursprünglich als Übergangsmodell zwischen dem Cobra und dem Comanche ausgeschrieben und konzipiert. Im Dritten Golfkrieg schnitt die Version zur bewaffneten Aufklärung, der OH-58D Kiowa Warrior im Kampf in urbanem Terrain im Vergleich zum schwerfälligeren Apache in niedrigen Flughöhen besser ab. Kurzfristig beflügelte dies Überlegungen, größere Kontingente anzuschaffen. Schließlich entschied sich die Army, den seit 1962 im Dienst befindlichen Hubschrauber zu ersetzen, da die vorhandenen Modelle Überalterungserscheinungen und technische Anfälligkeiten aufweisen. Zusammen mit einem eingeschränkten Einsatzprofil führte dies zur Ausschreibung des ARH-70, dessen Entwicklung aber wegen Kostenüberschreitungen abgebrochen wurde, vermutlich zu Gunsten der Northrop Grumman MQ-8 Drohne.

### Future Combat Systems

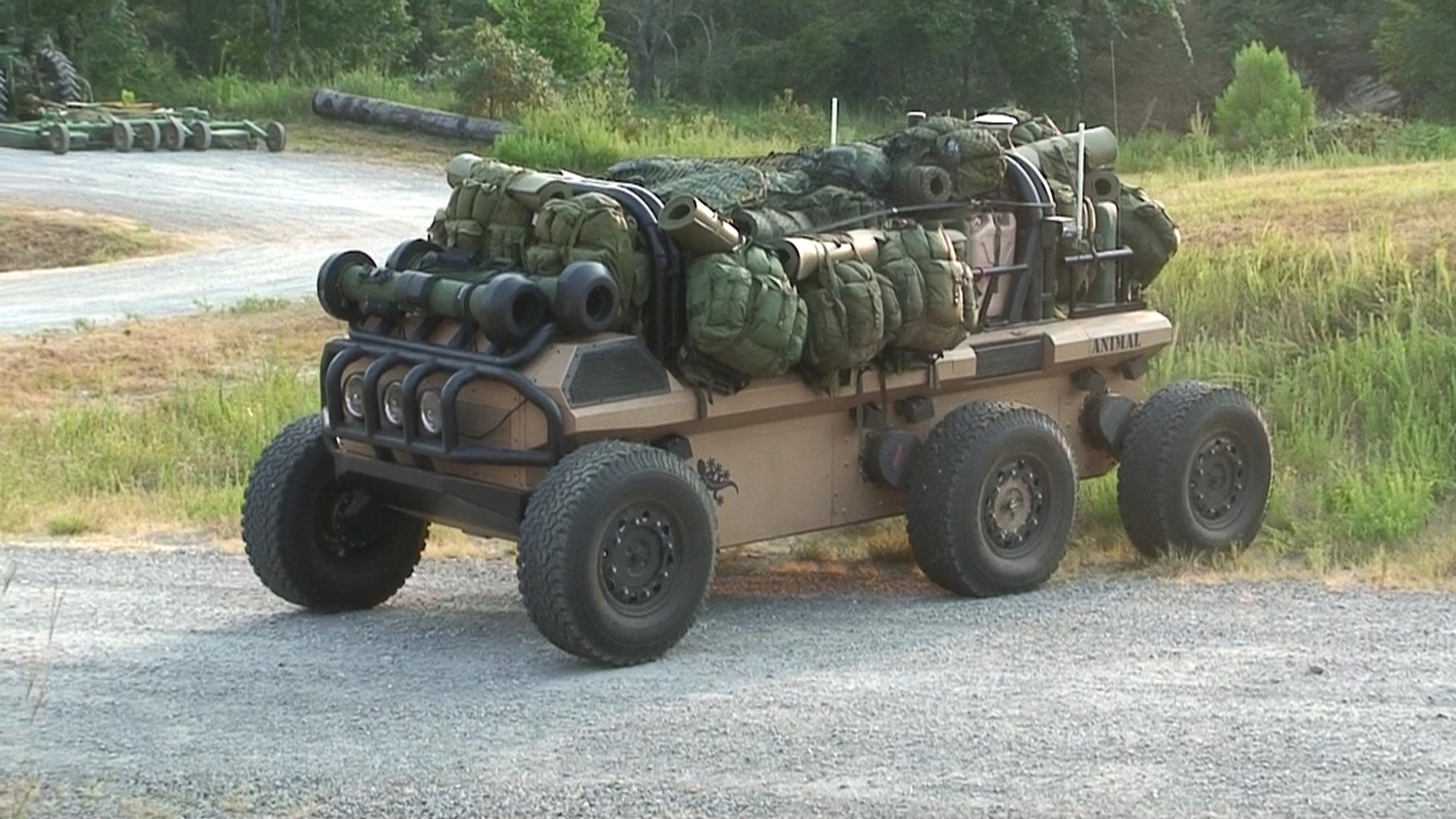
Transportroboter

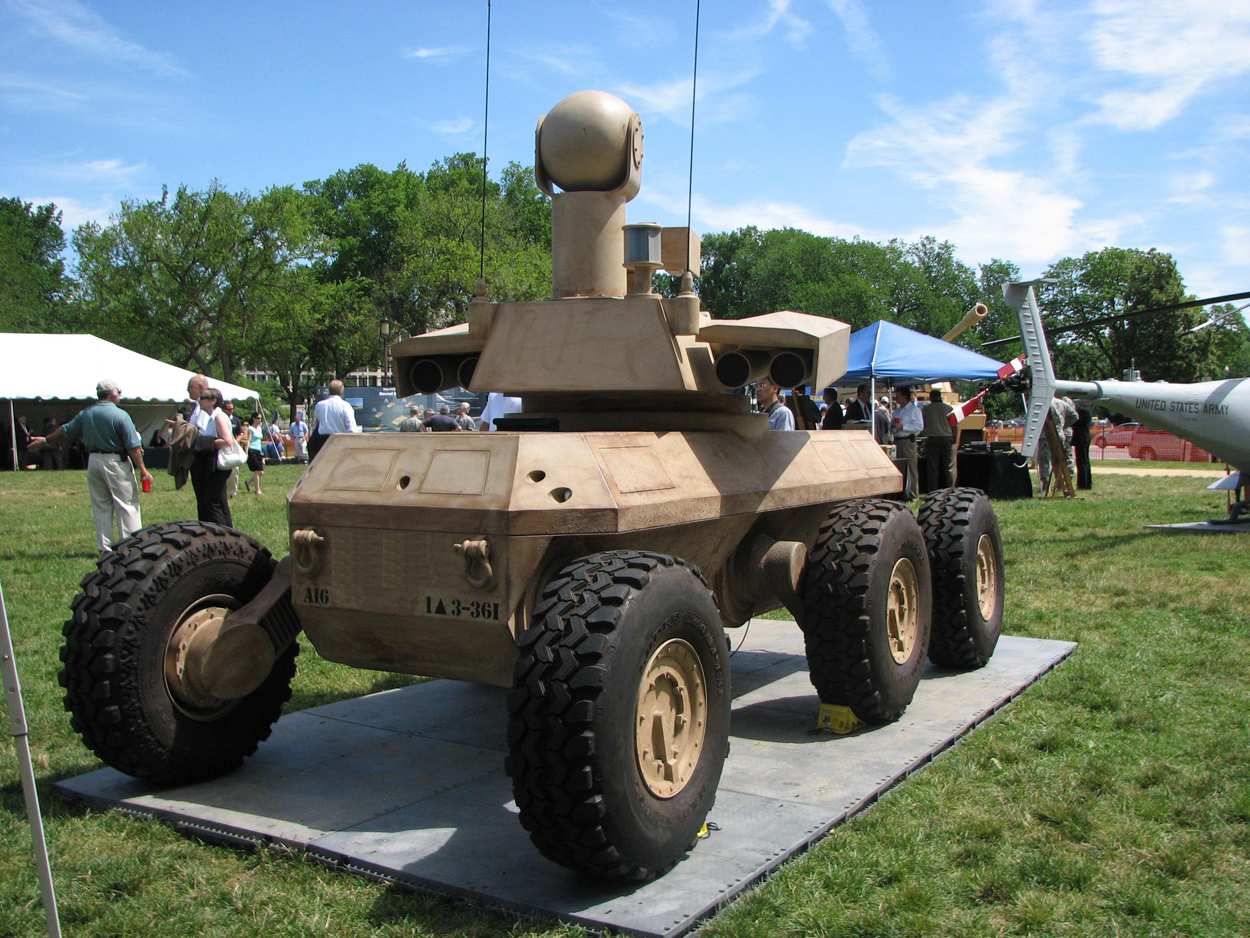
Armed Robotic Vehicle-Assault-Light, unbemanntes mit Panzerabwehrlenkwaffen und einem MG ausgerüstetes Roboterfahrzeug

Future Combat Systems („Waffensysteme der Zukunft“, abgekürzt FCS) ist die materielle Komponente der Transformation und dient als Sammelbezeichnung für ein umfangreiches Beschaffungsprogramm des Heeres mit einem voraussichtlichen Auftragsvolumen von 200 Mrd. US-Dollar. Das Programm besteht aus 16 Bestandteilen, von denen zwei grundlegend für den Bestand des gesamten Future Combat Systems-Konzepts sind. Zum einen ist dies das Future Combat Systems System, eine heeresspezifische Komponente des Global Information Grid. Diese ist selbst ein weltweites Informationsnetz aller Teilstreitkräfte.
Als ebenso bedeutend wird die technische Befähigung in Verbindung mit der intellektuellen Befähigung des Soldaten gesehen. Diese Überlegung mündete konkret in den Future Force Warrior, einer Gesamtkonzeption der Ausrüstung am Mann innerhalb der Future Combat Systems. Es besteht im Wesentlichen aus einem Helm mit digitalen Orientierungs- und Kommunikationstechniken, einer überarbeiteten Körperpanzerung, und neuer Sekundärbewaffnung, die teilweise intelligente Munition verschießt. Die Bundeswehr experimentiert derzeit mit einem an das Future Force Warrior angelehnten System namens „Infanterist der Zukunft“.
Der Rest des Programms stellt einen Versuch dar, aus dem bisherigen Beschaffungszyklus auszubrechen, wobei neue Waffenplattformen ihre Vorgänger ersetzen und daher auf den gemeinsamen Einsatz mit anderen Waffenplattformen abgestimmt werden müssen. Für eine in Planung befindliche Familie gepanzerter Fahrzeuge bedeutet dies beispielsweise, dass sie auf demselben Chassis mit dem Planungsbegriff Manned Ground Vehicle („bemanntes Bodenfahrzeug“, MGV) aufbauen. Sein relativ geringes Gewicht ermöglicht eine leichtere Luftverlastbarkeit. Die Palette anvisierter Modellvarianten wird einen leichten Kampfpanzer, einen Schützenpanzer, eine Panzerhaubitze, einen Spähpanzer, einen Panzermörser, einen Kommando-, einen Sanitäts- sowie einen Pionierpanzer umfassen.
Charakteristisch für das FCS-Programm ist die breite Konzeption unbemannter Systeme. Diese besteht vor allem in ferngelenkten Bodensystemen und unbemannten Luftfahrzeugen. Das Programm wurde am 23. Juni 2009 von Verteidigungsminister Robert Gates gestrichen und stattdessen das Brigade-Combat-Team-Modernization-Programm initiiert.

## Demografie
Das Heer der Vereinigten Staaten spiegelt in vielfacher Hinsicht die Gesellschaft des Landes und ihre große Pluralität wider. Als Institution legt die Army darauf Wert, in der Integration von Ethnien und Frauen auch gegenüber den anderen Teilstreitkräften als führend anerkannt zu werden.
Für demografische Erhebungen ist das Army Demographics Office als Unterabteilung der Abteilung G-1 Human Resources (Personalwesen) im Department of the Army zuständig.
Die Mehrzahl der aufgeführten Daten ist, soweit nicht anders aufgeführt, dem letzten verfügbaren demografischen Bericht aus dem Haushaltsjahr 2005 entnommen. Daher wird überwiegend eine Gesamtzahl an 488.579 Berufssoldaten als statistische Größe von 100 % vorausgesetzt, alle über diesen Zeitraum hinaus angegebenen absoluten Zahlen sind Durchschnittswerte. Der Betrachtungszeitraum über Haushaltsjahre hinweg bietet sich aufgrund der jährlichen Haushaltsberatungen als geeignet an.
Hierarchische Zusammensetzung
Im Haushaltsjahr 2005 verfügte das Berufsheer über 69.174 Offiziere und 12.482 Warrant Officers. Damit stellten die Offiziere 14,2 % und die Warrant Officers 2,5 % der Aktiven. Im Verhältnis stehen dadurch einem Offizier etwa sieben Mannschaften und Unteroffiziere gegenüber.
Journalisten wie Stuart Koehl vom Weekly Standard kritisieren diese Rate an Offizieren als übertrieben hoch. Sie weisen auf einen weltweiten Durchschnitt von 7 % hin und stellen der Army die Wehrmacht gegenüber, die über höchstens 5 % Offiziere verfügt habe. Der hohe Anteil an Offizieren gehe auf den Kalten Krieg und intransparente, verkrustete Strukturen im Heer zurück.
Altersverteilung
In der angegebenen Personalstatistik ist die Altersgruppenverteilung in Vierjahresschritten angegeben, aufsteigend vom jüngsten Eintrittsalter von 17 vollendeten Lebensjahren. Die Altersverteilungskurve nach Gauss mit der besten Verteilung weisen hier die Mannschaftsdienstgrade auf. 36 % waren zum Zeitpunkt der Erhebung jünger als 25 Jahre, 22 % waren unter 30 und weitere 25 % waren jünger als 40 Jahre. Aufgrund der starken Karriereorientierung innerhalb der Streitkräfte zeigt die Verteilungskurve erst bei den Über-Vierzigjährigen einen starken Abfall, da die Mannschaftsdienstgrade nur zu ungefähr 7 % aus Personen dieses Alters bestehen.
Die schärfste Verteilungskurve haben die Warrant Officers. Nicht einmal 5 % sind jünger als 25 Jahre, knapp 53 % sind zwischen 30 und 39 Jahre alt. Insgesamt sind 85 % von ihnen älter als 30.
Knapp 12 % aller Heeresoffiziere hatten im Haushaltsjahr das Alter von 24 Jahren erreicht, 23 % von ihnen waren bis zu 29 Jahre alt und knapp 39 % waren unter 40 Jahre alt.
Bildung
Die meisten Warrant Officers haben die Vorbereitungszeit auf dem College abgeschlossen oder bereits einige Semester hinter sich gebracht. Über 90 % haben zumindest zeitweise eine Universität besucht.
Da der Abschluss eines Hochschulstudiums Zugangsvoraussetzung zum Offizierskorps ist, dominieren hier die akademischen Bildungszeugnisse. 40,3 % der Bewerber waren mit einem Masters Degree in der Forschung tätig oder haben promoviert.
Personenstand
Da das Risiko einer Trennung oder einer Scheidung aufgrund langer Dienstrunden im Militär erhöht ist, ermöglicht die statistische Auswertung der gesammelten Personenstandsdaten Aussagen über den sozialen Zusammenhalt innerhalb der Streitkraft. Im Haushaltsjahr 2005 waren insgesamt 54 % der Heeresangehörigen verheiratet. Dabei übertraf die Verheiratungsquote der männlichen Soldaten mit 55,5 % den der Frauen um 11,1 Prozentpunkte. Dafür wiesen die verheirateten Frauen mit einem Anteil von 38 % eine wesentlich höhere Rate an innermilitärischen Ehen den männlichen Kameraden gegenüber auf, von denen 5,2 % mit einem Soldatenpartner verheiratet waren. Hierbei sind die Fraternisierungsregeln der Army zu beachten: Ein Offizier darf nur in Ausnahmefällen mit Nichtoffizieren in einem geschäftlichen, persönlichen, sexuellen oder ehelichen Verhältnis stehen. Beispielsweise müssen sich Wirtschaftsbeziehungen auf einen einmaligen Austausch wie einen Gebrauchtwagen beschränken und dürfen nicht per Leihe oder Kredit zu laufenden Verpflichtungen führen. Offiziere dürfen mit Nichtoffizieren verheiratet sein, wenn beide Ehepartner als Nichtoffiziere geheiratet haben oder wenn einer der beiden Reservist ist.
Die Wahrscheinlichkeit des Verheiratetseins ist als männlicher Warrant Officer mit 84,4 % am höchsten, bei den weiblichen Enlisted-Rängen mit 37,1 % am niedrigsten. Ungefähr 46 % aller Heeressoldaten hatten zum Untersuchungszeitpunkt Kinder, deren durchschnittliche Anzahl bei zwei lag. Alleinerziehend waren insgesamt 6,9 % aller Soldaten. Frauen waren mehr als doppelt so häufig von dieser Lebenssituation betroffen wie Männer, wobei mit 19,5 % die weiblichen Warrant Officers am stärksten hervortraten. Zusammengerechnet haben die Berufssoldaten der Army über 710.000 direkte Angehörige.
Minderheiten
Im Haushaltsjahr 2005 dienten knapp 70.000 Frauen im Berufsheer der Vereinigten Staaten. Dies entspricht ungefähr einem Anteil von 15 %, so dass ungefähr jeder siebte Heeressoldat weiblich war.
Bei der ethnischen Zusammensetzung der Teilstreitkraft zeichnet sich eine zunehmende Heterogenisierung ab. Zwar sind weiterhin 60 % weißer Abstammung, diese Quote ist jedoch seit Jahren rückläufig. Der Anteil der Schwarzen stagniert bei 21,6 %, während die Quote an Hispanics sich seit 1995 auf fast 10,5 % verdoppelt hat. Trotz eines stetig wachsenden Anteils bleiben Asiaten mit 4 % unterrepräsentiert.
Konfessionen
Die Angabe des religiösen Bekenntnisses ist wie bei der Volkszählung freiwillig, da Kirche und Staat in den USA juristisch vollständig voneinander getrennt sind. Allerdings berechtigt allein die Angabe des persönlichen Bekenntnisses zu Bemühungen des Heeres, diese Umstände zu berücksichtigen. Insgesamt sind in der United States Army über 200 organisierte Bekenntnisse vertreten, davon waren 2005 etwa 51 % protestantischen und 21 % katholischen Glaubens, 2 % gehörten anderen Konfessionen an. 26 % zogen es vor, sich zu ihren religiösen Überzeugungen nicht zu äußern.
Suizide
Während die United States Army die Anzahl an Suiziden seit Jahrzehnten protokolliert, ist dies für Suizidversuche erst seit dem Jahr 2002 der Fall. Hierfür zuständig ist eine Abteilung im Heereshauptquartier mit der Bezeichnung Army Behavioral Health. Laut Col. Elspet Ritchie, der ranghöchsten Psychiaterin der Teilstreitkraft, sei die Anzahl an Selbstmordversuchen von knapp 350 im Jahr 2002 auf ungefähr 2.100 im Jahr 2007 gestiegen. Die meisten Suizide würden von Soldaten verübt, die bisher noch nicht in ein Krisengebiet verschickt worden seien oder die ihre letzte Dienstrunde vor mehr als einem Jahr abgeschlossen hätten. Im April 2008 forderten die Streitkräfte ihre Offiziere auf, die Inanspruchnahme psychologischer Betreuung als möglicherweise vorbildlich für entsprechende Untergebene anzusehen.
Für das Jahr 2008 vermeldete die US Army die höchste jemals gemessene Suizidrate von 128. Mit 20,2 Suiziden pro 100.000 Soldaten liegt diese leicht über der Suizidrate von 20 für die gesamten USA.
In den ersten Monaten des Jahres 2012 nahm die Suizidrate wieder erheblich zu. Im Durchschnitt tötete sich pro Tag ein Soldat – damit starben mehr amerikanische Soldaten durch Suizid als bei Kämpfen in Afghanistan.

## Medienwirkung

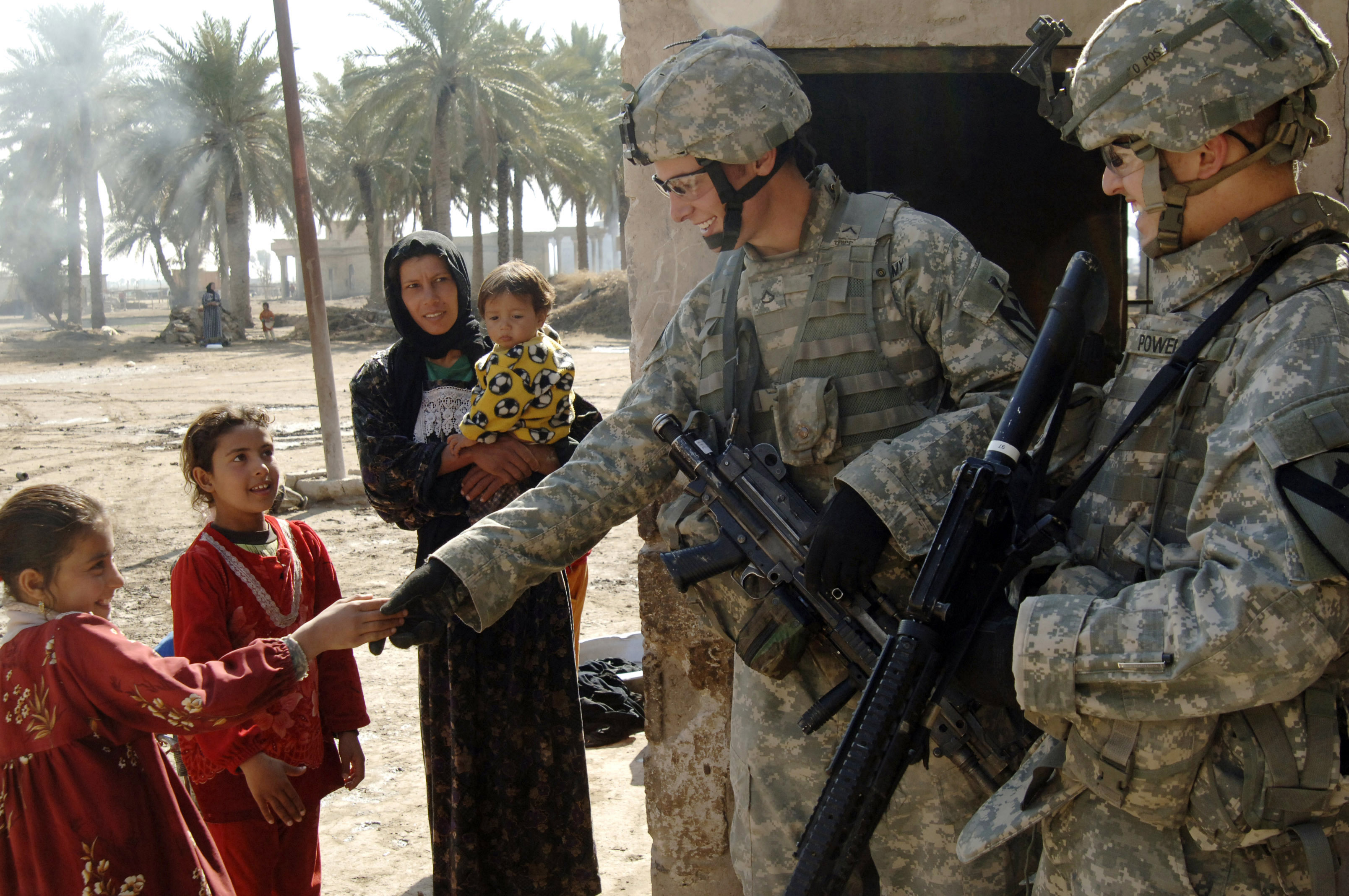
Durch offiziell freigegebene Bilder soll der Ruf der US-Streitkräfte verbessert werden

Die Reaktionen von Außenstehenden auf die US Army sind vielfältig und geben sehr oft deren Haltung zu den USA und ihren Streitkräften als Ganzes wieder. Diese kann von uneingeschränkter Bewunderung bis zu vollkommener Ablehnung reichen.
So erfuhren Soldaten in Garnisonen nach den Terroranschlägen des 11. September weltweit Sympathie. In der dem Irakkrieg vorhergehenden politischen Krise hingegen mussten US-amerikanische Standorte weltweit oft zusätzlich von den nationalen Streitkräften geschützt werden. Kritische Haltungen betreffen dabei selten einzelne Soldaten, sondern eher die Army als Institution und Instrument der US-Außenpolitik.
Außerhalb der USA überwiegt die Kritik an der Army. Dauerbrenner der Kritik sind die Verabreichung von Amphetaminen an diverse Einheiten, Kriegsverbrechen sowie Ausbildungs- und Rekrutierungsmethoden. Nachdem lange Zeit die Army Kriegsverbrechen als historisch und in heutiger Zeit als nicht existent ansah, bekam das Thema nach Berichten und angeblichen Vorfällen in Afghanistan und dem Irak neuen Auftrieb.
Hinzu kommt in einigen Ländern mit starker militärischer Präsenz ein chronisch belastetes Verhältnis zur ansässigen Zivilbevölkerung, wie zum Beispiel in Japan oder in Italien, wo einzelne Vorfälle von Soldaten immer wieder für Aufruhr sorgen. Hier steht ein oftmals angespanntes Verhältnis mit der örtlichen Bevölkerung in Wechselwirkung mit untadeligem Verhalten bis hin zu sexueller Belästigung oder Vergewaltigung. So löste die Festnahme eines Angestellten der Army auf Okinawa im Oktober 2004 als mutmaßlicher Täter einer Vergewaltigung eine Demonstration von knapp 30.000 Anwohnern aus. Das Verhältnis war durch den Absturz eines Hubschraubers auf einem Universitätsgelände erneut belastet worden.
Die Army selbst versucht, sich in der Öffentlichkeit von den anderen Teilstreitkräften der USA abzuheben. Auch wenn sie einen guten Ruf genießt, muss sie sich gegen den herausragenden Ruf der Marines, die eine Sonderstellung genießen, und gegen weit verbreitete Missverständnisse und Vorurteile, wie zum Beispiel sie sei ein Sammelbecken der Unterschicht und gebe Kanonenfutter her, behaupten.

### Film
Die Einsätze, Waffengattungen und die Geschichte der US Army bieten vielfältige Möglichkeiten zur medialen Verarbeitung. Es vergeht daher kaum ein Jahr, in dem die Army nicht in einem Film dargestellt wird. Da die Mehrheit der Regisseure in Hollywood auf ihre Hilfe zum Beispiel bei der Beschaffung von militärischem Gerät und Einsatz von fachkundigen Komparsen für Filmprojekte angewiesen ist, stellt die Mehrheit aller US-amerikanischen Produktionen die Army positiv dar. Im Gegensatz dazu brauchte zum Beispiel Oliver Stone zehn Jahre, um die Finanzierung seines zum Vietnamkrieg kritisch eingestellten Platoon zu sichern.
Die Beeinflussung von Filminhalten durch das Verteidigungsministerium der Vereinigten Staaten und Vorwürfe der Geschichtsklitterung an die Army haben eine lange Tradition. Die PR-Leiterin des Pentagon-Büros in Los Angeles beispielsweise bestätigte in einer Fernsehdokumentation der ARD, den Regisseur von Black Hawk Down, Ridley Scott, zur Auslassung einer Szene verpflichtet zu haben, die den tatsächlichen Beginn der Schlacht von Mogadischu darstellen sollte. Hierbei hatten sich 1993 zwei Spezialeinheiten zunächst gegenseitig beschossen, da sie kurzzeitig die Orientierung verloren hatten. Die Sprecherin gab gegenüber dem Fernsehteam an, dass diese Szene den Eindruck vermittelt hätte, dass die Spezialeinheiten zerstritten gewesen seien, was nicht den Tatsachen entsprochen habe. Ridley Scott selbst erklärte, dass das Herausschneiden der Szene aus künstlerischen Beweggründen heraus geschehen sei. Demgegenüber kritisierten US-amerikanische Journalisten vor allem die politischen und historischen Prämissen des Films oder deren mangelnde Würdigung.

### Fernsehen
Besonders durch die aktuellen Konflikte sind die US-Streitkräfte täglich im Fernsehen präsent. Während die Army selbst dort durch Werbung und Dokumentationen überproportional vertreten ist, werden bei den wichtigsten Sendern zur Hauptsendezeit oft besonders kritische Sendungen ausgestrahlt. Diese haben in der Vergangenheit – wie auch bloße Erwähnungen in den Nachrichten – des Öfteren für Politskandale gesorgt.

### Computerspiele
Die United States Army ist in vielfältiger Weise auf dem Computerspielemarkt aktiv. Dabei sind ihre Einflussmöglichkeiten auf Spielinhalte aufgrund einer geringeren Standort- und Kapitalbindung des Computer- und Videospielemarktes wesentlich geringer als beim Film, dessen technisch und finanziell anspruchsvollsten Produktionsfirmen auf Hollywood konzentriert sind.
Für den eigenen Gebrauch setzte die Army 1996 versuchsweise eine abgewandelte Version von Doom ein, um Teamtaktiken in einer virtuellen Umgebung zu erproben.
Mittlerweile unterhält die US Army eine Abteilung, die Entwicklerstudios nicht nur auf Anfrage berät, sondern sich auch selbst bei vielversprechenden Neuentwicklungen einbringt. Sie bezahlt sowohl aktive Soldaten als auch Veteranen, die die Entwicklung des Spiels begleiten. Bei aufwendigen Produktionen, die bereits im Vorfeld eine besonders große Aufmerksamkeit genießen, stellt sie, ähnlich den Filmproduktionen, auch weiteres Material zur Verfügung.
Ab 2002 trat die Army selbst als Akteur bei Computerspielen in Erscheinung, als sie das Spiel America’s Army zu Rekrutierungszwecken veröffentlichte. Ebenso schloss sie mit Bohemia Interactive Studios, dem Entwickler des Überraschungserfolgs Operation Flashpoint aus dem Jahr 2001, einen Vertrag ab, der die Entwicklung einer speziell militärischen Variante vorsah, die den Namen Virtual Battlefield Systems erhielt.
Computerspiele, an denen die US Army zu einem nicht unerheblichen Teil beratend mitgewirkt hat, sind beispielsweise Full Spectrum Warrior, Brothers in Arms, Project IGI, Medal of Honor, Men of Valor, America’s Army, Wargame, Delta Force, Call-of-Duty- oder Battlefield-Spieleserie.

### Internet
Die weitaus höchste Priorität unter den Medien hat das Internet. Hier präsentiert sich die Army in Hunderten von Websites für fast alle Stützpunkte, Waffengattungen, Einrichtungen, Institutionen und ähnlichem in aufwendig gestalteten Websites. Ein großer Teil der Rekrutengewinnung und der allgemeinen Pflege des Ansehens findet über das Internet statt. Die US Army kann wie alle anderen Teilstreitkräfte die vom Verteidigungsministerium exklusiv genutzte Top-Level-Domain .mil verwenden.
Viele andere Netzbetreiber, die auf ihren Webseiten einen überwiegend militärischen Inhalt vorweisen, unterstützt die US Army mit Meldungen, Experten sowie geschultem Werbepersonal aus den eigenen Reihen. Hierüber finden Jugendliche oft Einstellungsmöglichkeiten.
Auch die ausgeprägte US-amerikanische Zeitungskultur bedient die US Army: Fast jeder Standort weist eine Mitarbeiterzeitung (meist auch externer Ausrichtung) sowohl online als auch offline auf. Regionale und kommunale Zeitungen werden in der Hoffnung auf den werbenden Effekt ebenfalls unterstützt.

## Traditionen
Die US Army sieht sich selbst als Erbe der kolonialen und antibritischen Milizen und erst durch die jüngere Entwicklung als Berufsheer. Ein nicht geringer Teil ihres Budgets fließt an ihre eigenen historischen und sozialen Institutionen. Mit hohem Aufwand werden beispielsweise die Soldatenfriedhöfe gepflegt, die in der Regel ein Monument in Form eines Säulengangs mit Namen von Vermissten und oft ein Museum oder zumindest eine Ausstellung über die Kampfhandlungen umfassen. Betreut und gepflegt werden die Anlagen häufig von Pensionären des US-Militärs. Auf deutschem Boden liegt kein US-Soldatenfriedhof; Soldaten, die im Zweiten Weltkrieg in Deutschland ihr Leben verloren, sind in den Niederlanden (Margraten), Belgien (Henri-Chapelle und Neuville), Luxemburg (Hamm) oder Frankreich (Lothringen) beigesetzt worden. In der heutigen Zeit werden alle auf fremdem Boden in Kampfhandlungen gefallenen Soldaten in die USA überführt.
Viele Einheiten haben ein eigenes Museum, für das oft sogar fest angestelltes Personal von der Einheit bezahlt wird. Ein solches Museum eines MP-Bataillons gab es bis zum Truppenabzug 1995 in Frankfurt am Main in der Drake-Kaserne im heutigen Stadtteil Frankfurter Berg und im Schwabacher Stadtmuseum, das die Geschichte der US Army in der Stadt von 1945 bis 1992 thematisierte.

### Militärischer Gruß
Wie in jeder anderen Armee grüßt in der US Army grundsätzlich der Rangniedere zuerst, und zwar mit einer entsprechenden Grußformel. Dabei darf der Grüßende nicht laufen oder Dinge im Mund oder in der Grußhand halten. Offiziere grüßen einander nur zu feierlichen Anlässen. Im Gegensatz zu den anderen Teilstreitkräften der USA ist es unerheblich, ob mit oder ohne Schirmmütze gegrüßt wird.
Eine Ausnahme bildet die militärische Tradition, nach der Träger der Medal of Honor von allen Soldaten der Streitkräfte – unabhängig von Rang und Dienstgrad – zuerst gegrüßt werden.
Vor allem im Gefecht wird grundsätzlich nicht durch Handheben gegrüßt, um militärisches Führungspersonal nicht lauernden Scharfschützen zu offenbaren. Dennoch bestehen manche Offiziere in allen Übungen darauf.

### Vereidigung
Nach der Grundausbildung müssen alle Rekruten vor einem Offizier folgenden Eid auf die Verfassung der Vereinigten Staaten leisten:

“I, [Name des Anwärters], do solemnly swear [alternativ: affirm] that I will support and defend the Constitution of the United States against all enemies, foreign and domestic; that I will bear true faith and allegiance to the same; and that I will obey the orders of the President of the United States and the orders of the officers appointed over me, according to regulations and the Uniform Code of Military Justice. So help me God.”

Deutsche Übersetzung:

„Ich, [Name der zu vereidigenden Person], schwöre feierlich [alternativ: versichere], dass ich die Verfassung der Vereinigten Staaten von Amerika gegen alle Feinde schützen und verteidigen werde, ob fremd oder heimisch; dass ich zu derselben wahre Treue und Loyalität bewahren werde; und dass ich den Befehlen des Präsidenten der Vereinigten Staaten sowie der über mir berufenen Offiziere gemäß dem Uniform Code of Military Justice [Anm.: englische Bezeichnung für das US-amerikanische Wehrrecht] Folge leisten werde, so wahr mir Gott helfe.“

Die religiöse Beteuerung ist mangels Ausnahmebestimmung des Gesetzestexts nicht freiwillig. Vereinzelte Rekruten und Juristen vertreten die Meinung, dass dies gegen den Zweiten Verfassungszusatz zur Meinungsfreiheit verstoße. Bisher unterliegt es der Befehlsgewalt des Offiziers, ob er die Auslassung der religiösen Beteuerung als rechtens betrachtet.

### Hymne
Die offizielle Hymne der United States Army heißt The Army Goes Rolling Along, inoffiziell meist Army Song. Sie beruht auf einem Artilleristenmarsch, den Oberleutnant Edmund L. Gruber im Jahre 1908 komponierte. Nachdem die anderen Teilstreitkräfte im Jahre 1948 über eine offizielle Hymne verfügten, schrieb die United States Army einen Wettbewerb aus, um sich ebenfalls eine solche zu geben. Nachdem keine der Zuschriften durchschlagende Popularität erreichen konnte, legte sie den ursprünglich als Caisson Song (ungefähre Übersetzung: „Protzenmarsch“) komponierten Marsch als neue Hymne fest, wobei diese aufgrund des starken Artilleriebezugs in der ursprünglichen Fassung einen neuen Text erhielt. Durch ihren offiziellen Charakter wird von jedem Soldaten erwartet, den Marsch zu entsprechenden Anlässen in stehender Haltung mitzusingen.

### Werteorientierung
Wie alle anderen Teilstreitkräfte ist das Heer stark werteorientiert. Dies drückt sich in zwei gängigen Kodizes aus, die im Januar 2004 offiziell übernommen wurden. Dies ist zum einen der Soldier’s Creed („Soldatenschwur“), zum anderen die Army Values („zentrale Wertvorstellungen des Heeres“). Den Kern des Soldier’s Creed bildet der Warrior Ethos (sinngemäß: „Kriegerkodex“). Alle drei bauen aufeinander auf und gründen sich im Amtseid der Soldaten.

#### Soldatenschwur
Nach dem Vietnamkrieg brachte das Verteidigungsministerium der Vereinigten Staaten einen inoffiziellen Soldatenschwur in Umlauf, der keinesfalls mit der tatsächlichen Vereidigung zu verwechseln ist. Anfang der 2000er Jahre ließ der damalige Stabschef Peter Schoomaker den Soldier’s Creed überarbeiten und veröffentlichte ihn offiziell. In der Populärkultur hat der anaphorisch gestaltete Soldatenschwur eine gewisse Verbreitung gefunden, beispielsweise ist er in mehreren Bildern des Spiels America’s Army zu sehen. Sein Wortlaut lautet folgendermaßen, die vier kursiven Zeilen deuten eine ebenfalls geläufige Kurzfassung an:
| Englisches Original                                                                                      | Sinngemäße Übersetzung |
| --- | --- |
| I am an American Soldier.                                                                                | Ich bin ein amerikanischer Soldat. |
| I am a Warrior and a member of a team.                                                                   | Ich bin ein Krieger und Mitglied einer Einheit.                                                                                                |
| I serve the people of the United States                                                                  | Ich diene dem Volk der Vereinigten Staaten |
| and live the Army Values.                                                                                | und lebe die Werte der Armee. |
| | |
| I will always place the mission first.                                                                   | Ich werde dem Auftrag immer oberste Priorität einräumen.                                                                                       |
| I will never accept defeat.                                                                              | Ich werde niemals eine Niederlage akzeptieren                                                                                                  |
| I will never quit.                                                                                       | Ich werde niemals aufgeben. |
| I will never leave a fallen comrade.                                                                     | Ich werde nie einen gefallenen Kameraden zurücklassen.                                                                                         |
| | |
| I am disciplined, physically and mentally tough,                                                         | Ich bin diszipliniert, körperlich und seelisch abgehärtet,                                                                                     |
| trained and proficient in my warrior tasks and drills.                                                   | geübt und fähig in meinen soldatischen Fähigkeiten.                                                                                            |
| I always maintain my arms, my equipment and myself.                                                      | Ich werde meine Waffen, meine Ausrüstung und auch mich selbst immer pflegen                                                                    |
| I am an expert and I am a professional.                                                                  | Ich bin ein Experte und professionell in meinem Handwerk                                                                                       |
| I stand ready to deploy, engage and destroy the enemies of the United States of America in close combat. | Ich stehe bereit, zum Einsatz gebracht zu werden, um die Feinde der Vereinigten Staaten von Amerika im Nahkampf anzugreifen und zu vernichten. |
| I am a guardian of freedom                                                                               | Ich bin ein Wächter der Freiheit. |
| and the American way of life.                                                                            | und der amerikanischen Lebensart. |
| I am an American Soldier.                                                                                | Ich bin ein amerikanischer Soldat. |

#### Army Values
| Englisches Original                                                                                        | Sinngemäße Übersetzung |
| --- | --- |
| Loyalty – Bear true faith and allegiance to the U.S. Constitution, the Army, your unit and other soldiers. | Loyalität – Erhalte wahrhaften Glauben und Gefolgschaft der Verfassung der Vereinigten Staaten, dem Heer, Deiner Einheit und anderen Soldaten gegenüber aufrecht |
| Duty – Fulfill you obligations.                                                                            | Pflicht – Erfülle Deine Verpflichtungen |
| Respect – Treat people as they should be treated.                                                          | Respekt – Behandle andere, wie sie behandelt werden sollten. |
| Selfless-Service – Put the welfare of the nation, the Army and your subordinates before your own.          | Dienst in Selbstlosigkeit – Stelle das Wohlergehen der Nation, der Army und Deiner Untergebenen vor Dein eigenes.                                                |
| Honor – Live up to all the Army Values.                                                                    | Ehre – Werde den Werten des Heeres gerecht. |
| Integrity – Do what's right, legally and morally.                                                          | Integrität – Tue das, was Recht ist, sowohl juristisch wie moralisch                                                                                             |
| Personal Courage – Face fear, danger or adversity (physical or mental).                                    | Begegne Furcht, Gefahr oder Ungemach, ob physisch oder psychisch                                                                                                 |

Die Anfangsbuchstaben der Army Values, aus denen sich ein Bezug zum Soldier’s Creed ableiten lässt („[…] and live the Army Values.“), ergeben den Begriff LDRSHIP, der an das englische Wort „leadership“ („Führungsstärke“) heranreicht. Jeder Soldat bekommt ein Portemonnaiekärtchen, auf dem der Kriegerkodex festgehalten ist. Zusätzlich werden die Army Values auf die Rückseite aller Erkennungsmarken der Teilstreitkraft eingraviert.

### Flagge

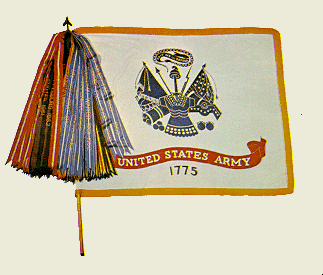
Army Flag mit Fahnenbändern

Die Elemente der Flagge der United States Army sind auf einem weißen Hintergrund platziert. In der Mitte der Flagge befindet sich eine blaue Ausführung des offiziellen Siegels des War Office. Es zeigt verschiedene Waffen, Flaggen, eine Freiheitsmütze und eine Klapperschlange, wie sie bereits auf der historischen Gadsden Flag erschien. Auf einem Spruchband bei der Schlange steht das Motto der Army „THIS WE'LL DEFEND“ („Dies werden wir verteidigen“). Unter ihm liegt eine stilisiertes, scharlachrotes Spruchband mit der weißen Inschrift „UNITED STATES ARMY“. Wiederum in Blau gehalten steht das unterhalb der Rolle platzierte Gründungsjahr der Army „1775“. Präsident Dwight D. Eisenhower führte die Flagge offiziell am 12. Juni 1956 ein. Die Version für den Gebrauch in Räumen und bei Paraden ist mit goldenen Fransen an den Rändern geschmückt und ist 4' 4" hoch und 5' 6" lang. Die Version für den Außer-Haus-Gebrauch hat keine Fransen und das typische US-amerikanische Flaggenseitenverhältnis von 10:19. Die Flagge wird nur zusammen mit der Nationalflagge der Vereinigten Staaten gezeigt.
Wie viele andere Streitkräfte in der Welt händigt das Heer der Vereinigten Staaten Fahnenbänder an diejenigen Verbände aus, die an einem ihrer Feldzüge oder Schlachten von herausragender Bedeutung teilgenommen haben. Die Farbe eines Fahnenbandes richtet sich nach der Farbe der in diesem Feldzug vergebenen Schleife. Fahnenbänder traten zum ersten Mal während des Sezessionskrieges in Erscheinung und wurden auch rückwirkend vergeben. Ab 1890 änderte sich die Praxis zu durchgehend silbernen Fahnenbändern, in denen der Name des Ereignisses eingraviert wurde. Im Jahre 1921 führte die Army wieder farbige Fahnenbänder ein, die allerdings größer waren als ihre Vorgänger und deren Gestaltung bis heute beibehalten worden ist. Sie sind vier Fuß lang und 2,75 Zoll breit (umgerechnet 121,92 cm × 5,08 cm). Neben den Flaggen, die von einzelnen Verbänden bestückt werden, verfügt das Heer über eine repräsentative Flagge, die mit allen 175 verfügbaren Fahnenbändern behängt worden ist. Diese Tradition geht auf das Jahr 1964 zurück. Die Erstellung eines Fahnenbandes hängt mit der historischen Aufarbeitung einer Schlacht oder eines Feldzuges zusammen, da nicht jedes militärische Engagement mit einem Fahnenband gewürdigt wird. Bei einer Beschmückung mit Fahnenbändern wird eine veredelte Ausführung der Army Flag mit Goldfransen verwendet.